# Arminia Bielefeld

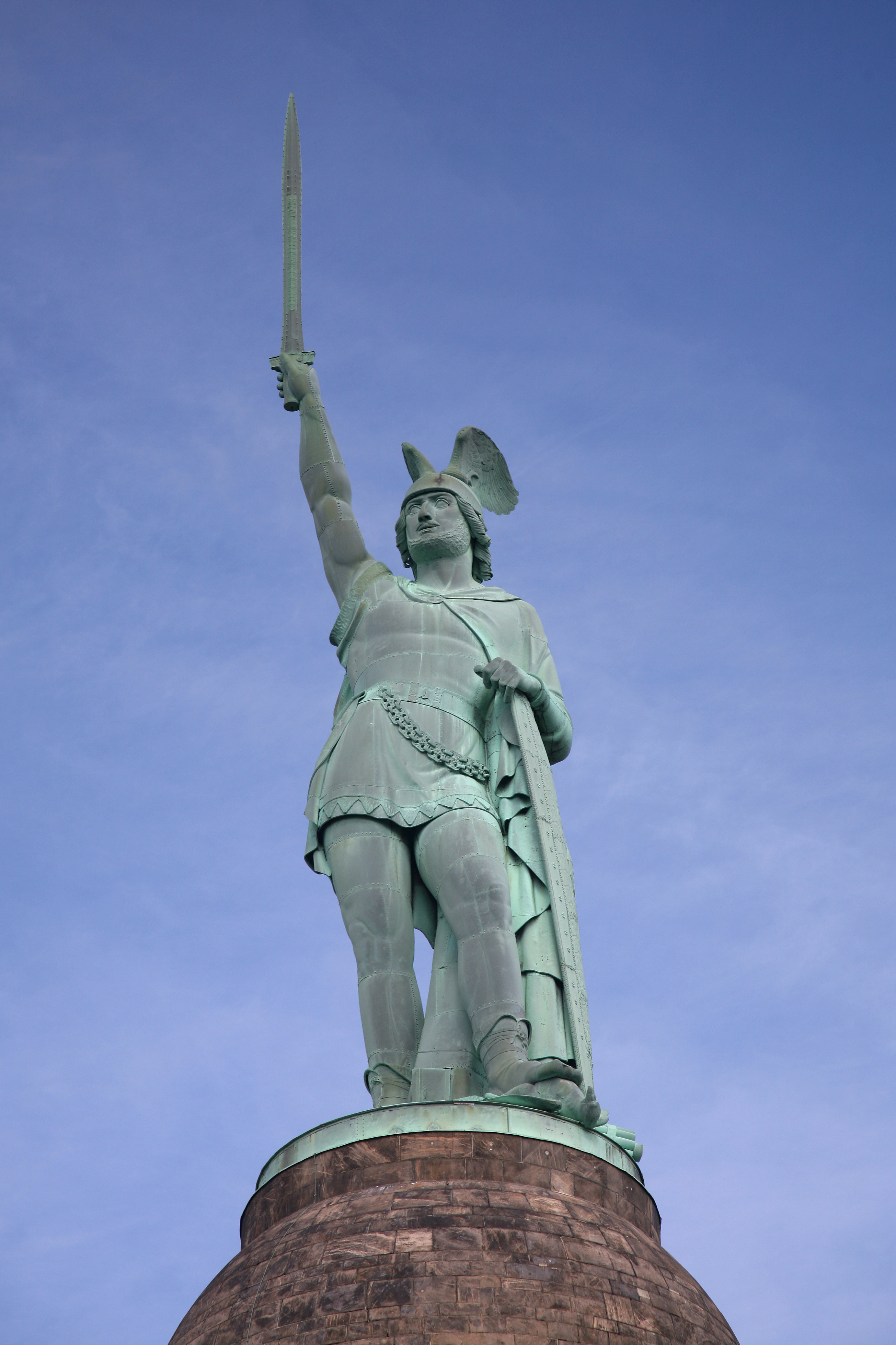
Das Hermannsdenkmal im Teutoburger Wald – Arminius ist Namenspatron von Arminia Bielefeld

Arminia Bielefeld (vollständiger Name Deutscher Sportclub Arminia Bielefeld e. V.) ist ein Bielefelder Sportverein, in dem neben Fußball die Sportarten Hockey, Eiskunstlauf, Billard, Rollstuhlsport und Tischfußball betrieben werden. Der Verein hat  27.000 Mitglieder (Stand: 8. Juli 2025) und gehört damit zu den größeren Sportvereinen in Deutschland. Die Vereinsfarben sind Schwarz, Weiß und Blau. Der Vereinsname leitet sich vom Cheruskerfürsten Arminius ab.
Bundesweit bekannt ist der Verein durch seine Fußballabteilung, die erfolgreichste in Ostwestfalen-Lippe. Die erste Herrenmannschaft spielte 19 Jahre lang in der ersten und 22 Jahre in der 2. Bundesliga. Seit dem Aufstieg im Jahre 2025 spielt der Verein in der 2. Bundesliga. Aufgrund ihrer vielen Auf- und Abstiege gilt die Arminia als „Fahrstuhlmannschaft“. Achtmal stiegen die Bielefelder in die Bundesliga auf und wieder ab. Damit sind sie gemeinsam mit dem 1. FC Nürnberg Rekordaufsteiger. Größter Erfolg im DFB-Pokal war der Einzug in das Endspiel 2025, welches mit 2:4 gegen den VfB Stuttgart verloren wurde.
Spielstätte der ersten Herrenmannschaft ist die SchücoArena mit einer Kapazität von 27.332 Plätzen. Bekannt ist das Stadion als „Bielefelder Alm“. Die Spieler werden von den Fans die Blauen und die Arminen genannt. Die Fußballerinnen von Arminia Bielefeld spielten von 2016 bis 2018 und von 2019 bis 2021 in der 2. Bundesliga und erreichten im Jahre 2020 das Halbfinale im DFB-Pokal. Die B-Jugend wurde im Jahre 2023 deutscher Meister.

## Geschichte

### 1905–1918: Die frühen Jahre
| Saison                                                 | Liga                 | Level | Platz | Tore  | Punkte |
| ------------------------------------------------------ | -------------------- | ----- | ----- | ----- | ------ |
| 1906/07                                                | 1. Klasse RL         | I     | 03.   | 7:7   | 6:6    |
| 1907/08                                                | 1. Klasse RL, Abt. B | I     | 01.   | 9:4   | 6:2    |
| 1908/09                                                | A-Klasse RL          | I     | 02.   | 35:21 | 18:6   |
| 1909/10                                                | A-Klasse RL          | I     | 05.   | 19:26 | 6:18   |
| 1910/11                                                | A-Klasse RL, Gr. Ost | II    | 02.   | 29:17 | 9:7    |
| 1911/12                                                | A-Klasse RL, Gr. Ost | II    | 07.   | 28:33 | 10:18  |
| 1912/13                                                | A-Klasse RL, Gr. Ost | II    | 01.   | 40:12 | 22:6   |
| 1913/14                                                | Kreisliga Westfalen  | I     | 02.   | 34:16 | 20:8   |
| 1914/15                                                | Bezirk RL            | I     | 02.   | ?:?   | 14:2   |
| 1915/16                                                | Bezirk RL            | I     | 01.   | 24:3  | 12:0   |
| 1916/17                                                | Bezirk RL            | I     | 01.   | 40:16 | 20:4   |
| 1917/18                                                | Bezirk RL            | I     | 02.   | 20:10 | 11:5   |
| grün unterlegt: Westfalenmeister RL = Ravensberg/Lippe |                      |       |       |       |        |

Anfang des 20. Jahrhunderts existierten in Bielefeld die Gesellschaftsvereine Teutonia und Terpsichore. Die Aktivitäten dieser Vereine beschränkten sich auf das gesellige Beisammensein bürgerlicher junger Leute bei Tanztees und ähnlichem. Sport im Allgemeinen und Fußball im Besonderen waren in dieser gesellschaftlichen Schicht verpönt. Zwei zugezogene Mitglieder des Vereins Terpsichore, der Niederländer Alwin Bohlen und der Bremerhavener Jonny Henningsen versuchten im Dezember 1904 bei der Hauptversammlung, dem Verein eine Fußballabteilung anzugliedern. Der Antrag wurde allerdings abgelehnt. Der Vereinsvorsitzende Emil Schröder hatte jedoch mittlerweile Gefallen am Fußball gefunden. Gemeinsam mit Bohlen und Henningsen gab er Zeitungsanzeigen auf, um nach Gleichgesinnten zu suchen. Am 14. April 1905 versammelten sich vierzehn Männer im Restaurant Modersohn, welches sich im Keller des Alten Rathauses am Alten Markt befand, und beschlossen, einen Fußballverein zu gründen. Am 3. Mai 1905 wurde an gleicher Stelle der 1. Bielefelder Fußballclub „Arminia“ gegründet. Schröder wurde zum ersten Vorsitzenden gewählt. Die Vereinsfarben waren Blau-Weiß-Schwarz, der Monatsbeitrag betrug eine Mark.
Zwei Wochen später fand auf dem Kaiser-Wilhelm-Platz in der Stadtmitte das erste Spiel der Vereinsgeschichte statt. Gegner war eine Mannschaft aus Osnabrück. Entgegen den eigenen Vereinsfarben trugen die Spieler der Arminia orange Trikots. Das Ergebnis der Partie ist nicht überliefert. Der Club fand schnell neue Mitglieder und im Herbst 1905 nahm der Verein Kontakt zum Deutschen Fußball-Bund auf. Wegen der geographischen Lage war zunächst fraglich, ob der 1. BFC West- oder Norddeutschland zugeordnet werden sollte. Der Westdeutsche Spiel-Verband gründete daraufhin seinen siebten Fußballbezirk Westfalen und nahm die Arminia auf. In der Saison 1906/07 nahmen die Bielefelder zum ersten Mal am Ligenspielbetrieb teil und trafen dabei auf die Osnabrücker Vereine Teutonia, Olympia 1903 und FC 1899. Nach mehreren Fusionen entstand 1924 aus diesen Vereinen der VfL Osnabrück. Arminia belegte mit 7:7 Toren und 6:6 Punkten den dritten Platz. In Bielefeld gründeten sich weitere Vereine, so dass 1907 auf Initiative der Arminia der Bielefelder Ballsportverband gegründet wurde. Im gleichen Jahr schloss sich der FC Siegfried der Arminia an, die einen neuen Platz an der Kaiserstraße (heute: August-Bebel-Straße) bezog.
Mit dem neuen Platz wurde der Verein jedoch nicht glücklich und nach nur fünf Monaten beschlagnahmte die Stadt das Gelände. Gleichzeitig plagten die Arminia finanzielle Probleme. Mit Julius Hesse wurde ein neuer Präsident gewählt, der den Club ins Vereinsregister eintragen ließ und durch geschickte Verhandlungen mit den Gläubigern die Schuldenlast minderte. 1910 bezog die Arminia einen neuen Platz an der Pottenau. Das erste Spiel auf dem neuen Gelände ging mit 1:4 gegen den Essener Turnerbund verloren.

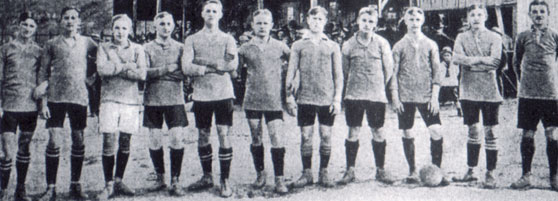
Mannschaftsfoto aus dem Jahre 1911

In der Saison 1912/13 feierte der Verein seinen ersten großen Erfolg. Zum ersten Mal gewann die Arminia die Runde in der A-Klasse Westfalen, Gruppe Ost und besiegte anschließend den Meister der Westgruppe, den BV Dortmund 04, mit 5:1. Als Westfalenmeister nahm die Arminia an der westdeutschen Meisterschaft teil. Nach der Halbfinalniederlage gegen den Düsseldorfer SC Union stellte sich heraus, dass beide Mannschaften im Viertelfinale gegen einen falschen Gegner gespielt hatten. Der Westdeutsche Verband meldete aus Zeitnot den Duisburger SpV als Vertreter zur deutschen Meisterschaft. Der Ausbruch des Ersten Weltkrieges stoppte den Höhenflug der Arminen. In den folgenden vier Jahren spielte der Verein nur noch auf Bezirksebene. Die Arminia gewann 1916 und 1917 die Meisterschaft im Bezirk Ravensberg-Lippe.

### 1918–1933: Arminia in der Weimarer Republik
| Saison | Liga                   | Level       | Platz       | Tore        | Punkte      |
| --- | ---------------------- | ----------- | ----------- | ----------- | ----------- |
| 1918/19 | abgebrochen            | abgebrochen | abgebrochen | abgebrochen | abgebrochen |
| 1919/20 | Kreisliga              | I           | 02.         | 39:22       | 23:11       |
| 1920/21 | Kreisliga, Gr. Ost     | I           | 01.         | 51:11       | 28:6        |
| 1921/22 | Gauliga                | I           | 01.         | 57:10       | 36:0        |
| 1922/23 | Gauliga, Gr. Ost       | I           | 01.         | 32:12       | 14:0        |
| 1923/24 | Gauliga                | I           | 01.         | 75:20       | 34:4 1      |
| 1924/25 | Gauliga                | I           | 01.         | 52:8        | 24:4        |
| 1925/26 | 1. Bezirksklasse       | I           | 01.         | 108:18      | 50:6 1      |
| 1926/27 | 1. Bezirkskl., Gr. Ost | I           | 01.         | 68:14       | 28:0        |
| 1927/28 | 1. Bezirkskl., Gr. Ost | I           | 02.         | 67:17       | 22:6        |
| 1928/29 | 1. Bezirkskl., Gr. Ost | I           | 01.         | 28:12       | 20:8        |
| 1929/30 | Bezirksliga            | I           | 05.         | 26:33       | 12:16       |
| 1930/31 | Bezirksliga, Gr. Ost   | I           | 02.         | 50:23       | 26:10       |
| 1931/32 | Bezirksliga, Gr. Ost   | I           | 06.         | 45:33       | 23:17       |
| 1932/33 | Bezirksliga, Gr. Ost   | I           | 01.         | 55:22       | 30:6        |
| grün unterlegt: Westdeutscher Meister orange unterlegt: Westfalenmeister Arminia gehörte dem Bezirk Westfalen an |                        |             |             |             |             |

Nachdem die erste Nachkriegsspielzeit abgebrochen werden musste, gestaltete sich ebenfalls die Saison 1919/20 in der eingleisigen Bezirksklasse Westfalen als schwierig. Aufgrund eines von den Alliierten verhängten Reiseverbotes konnte die Meisterschaft nur teilweise ausgetragen werden. Während die Arminen zu 17 der 18 Spiele antreten konnten, trug der FC Osnabrück 99 beispielsweise nur acht Partien aus. Mit dem Ziel, einen Großverein mit vielen Abteilungen zu schaffen, ging die Arminia eine Fusion mit der Bielefelder Turngemeinde 1848 ein. Fortan nannte sich der Verein TG Arminia Bielefeld.
Ein Jahr später wurde Arminia zwar Meister der Ostgruppe der Kreisliga Westfalen, durfte jedoch nicht zum Finale der Westfalenmeisterschaft gegen Preußen Münster antreten. Die Bielefelder hatten mit illegalen Mitteln den Spieler Friemauth von der Hammer SpVg abgeworben und wurden für drei Monate gesperrt. Keine zwölf Monate später sollte die Arminia von einer Entscheidung am grünen Tisch profitieren. In der Bezirksklasse gewann die Mannschaft alle Spiele und beendete die Endrunde um die westdeutsche Meisterschaft punktgleich mit dem Kölner BC 01 auf dem ersten Platz. Das Entscheidungsspiel in München-Gladbach entschieden die Rheinländer mit 2:1 für sich.
Wenige Tage nach dieser Partie setzte der Verband das Endrundenspiel der Kölner gegen den Essener Turnerbund neu an. Grund war eine fehlende Spielberechtigung für Kölns schottischen Verteidiger Gregor Smith. Köln trat nicht an und das Spiel wurde für Essen als gewonnen gewertet. Dadurch hatte die Arminia in der korrigierten Endrundentabelle einen Punkt Vorsprung und erlangte somit die Meisterschaft. Damit nahm die Arminia erstmals an der Endrunde zur deutschen Meisterschaft teil. Hier kam jedoch im Viertelfinale das Aus. Gegen den FC Wacker München gab es in Karlsruhe eine 0:5-Niederlage.
→ Daten zur Viertelfinalpartie um die deutsche Meisterschaft 1922
Am 20. Oktober 1922 wurde die TG Arminia auf Antrag der ehemaligen Mitglieder des BFC Arminia aufgelöst. Am 6. November 1922 wurde der 1. Bielefelder FC Arminia wieder gegründet und auch die Bielefelder Turngemeinde 1848 wurde wieder ins Leben gerufen. Durch die Neugründung der Stammvereine kam die Vereinsführung der reinlichen Scheidung zuvor, die 1924 reichsweit unzählige Vereine spalten sollte.
In der Saison 1922/23 blieben die Blauen unter Trainer Frantisek Zoubek in der Bezirksklasse ohne Punktverlust. Über die Stationen Preußen Münster und Jahn Siegen drang die Mannschaft in das Finale der westdeutschen Meisterschaft vor. Gegner im Essener Uhlenkrugstadion war TuRU Düsseldorf. Die Rheinländer führten zur Halbzeit mit 3:1 und die Düsseldorfer Anhänger schickten bereits Brieftauben mit der Siegesnachricht nach Hause. Doch die Arminen gaben nicht auf und konnten eine Verlängerung erzwingen. In dieser fiel der Siegtreffer und Arminia errang zum zweiten Mal die westdeutsche Meisterschaft. Unterstützt wurden die Arminen bei dieser Partie von zahlreichen Anhängern, die erstmals in der Vereinsgeschichte mit einem eigens gebuchten Sonderzug anreisten.
Im Viertelfinale der deutschen Meisterschaft trafen die Bielefelder auf den SC Union Oberschöneweide aus Berlin. Die in Bochum ausgetragene Partie wurde nach zweieinhalb Stunden Spielzeit torlos abgebrochen. Das Wiederholungsspiel in Berlin verlief dramatisch. Willi Pohl brachte die Bielefelder nach 85 Minuten in Führung. Kurz vor Abpfiff fiel der Ausgleich. In der Verlängerung sorgte Lux für den Berliner Siegtreffer.
→ Daten zur Viertelfinalpartie um die deutsche Meisterschaft 1923
Arminias Spielmacher Walter Claus-Oehler wurde als erster Armine – und als erster Westfale überhaupt – in die deutsche Fußballnationalmannschaft berufen. Er debütierte am 10. Mai 1923 gegen die Niederlande. Insgesamt absolvierte er zwei Länderspiele und erzielte ein Tor. Es sollten fast 75 Jahre vergehen, bis wieder ein Bielefelder das Trikot der deutschen Nationalmannschaft trug.
Ab dem Jahr 1923 war der sportliche Höhenflug auf nationaler Ebene zunächst vorbei. Zwar konnten die Blauen noch vier weitere westfälische Meisterschaften feiern, bei den westdeutschen Meisterschaften hatten die Bielefelder jedoch nichts mehr zu bestellen. In diese Zeit fiel allerdings ein Ereignis mit Bielefelder Beteiligung, das Geschichte schreiben sollte. Das Auswärtsspiel der Arminia bei Preußen Münster am 1. November 1925 auf dem Münstermannplatz war die erste Liveübertragung eines Fußballspiels im deutschen Rundfunk und endete 5:0 für Arminia.
Auch vereinsintern brachte die zweite Hälfte der 1920er-Jahre zwei bedeutsame Änderungen. Am 30. Januar 1926 wurde auf Initiative des Tierarztes Mennerich die Umbenennung des Vereins in „Deutscher Sportclub Arminia Bielefeld“ beschlossen. Mennerich hatte zwar auch patriotische Beweggründe, allerdings bewog ihn vornehmlich die Vision eines Vereins, unter dessen Dach viele Sportarten ein Zuhause finden sollten. Im gleichen Jahr fand die Arminia mit dem Umzug auf die Alm nach fast genau 21 Jahren wechselnder Spielstätten ihre endgültige Heimat. Eröffnet wurde die neue Sportstätte am 1. Mai 1926 mit einem Freundschaftsspiel gegen den SC Victoria Hamburg.
1928 stand zum ersten Mal der Lokalrivale VfB 03 Bielefeld in der Abschlusstabelle vor der Arminia. Auch in den folgenden Jahren blieben die Erfolge aus und dementsprechend gingen die Zuschauerzahlen zurück. Aus finanziellen Gründen musste die Geschäftsstelle aufgelöst werden. Der DSC bekam jedoch durch lukrative Freundschaftsspiele gegen den Hamburger SV und den 1. FC Nürnberg seine Probleme in den Griff. Erst 1932 gab es nach einem 3:1-Sieg über den VfL Osnabrück mit dem Gewinn des Westfalenpokals wieder einen sportlichen Grund zur Freude. Ein Jahr später stand die Arminia wieder im Finale um die Westfalenmeisterschaft. Beide Spiele gegen die SpVgg Herten endeten mit einem 2:2, so dass ein Entscheidungsspiel notwendig war. Mit 4:2 gewannen die Bielefelder in Münster und qualifizierten sich für die westdeutsche Meisterschaft. Hier kam im Viertelfinale gegen die SuS Hüsten 09 das Aus.
Dass die Arminia gegen Ende der 1920er-Jahre nicht mehr an frühere Erfolge anknüpfen konnte, hatte mehrere Gründe. Die Leistungsträger kamen in die Jahre und unter den Spielern machte sich eine gewisse Selbstzufriedenheit breit. Dazu kam, dass Mitte der 1920er-Jahre die Arbeitervereine nach vorne drängten. Die bürgerlichen Vereine betrachteten diese „Proletenclubs“ anfänglich mit Misstrauen. 1922 wollte einer dieser Arbeitervereine aus dem Ruhrgebiet ein Freundschaftsspiel mit der Arminia vereinbaren. Aus Bielefeld kam die Antwort, dass dieser Verein doch „erst einmal Fußball spielen lernen sollte“. Lange Zeit hing das Bielefelder Antwortschreiben in der Geschäftsstelle des FC Schalke 04 hinter Glas.

### 1933–1945: Arminia im Dritten Reich
| Saison  | Liga                     | Level | Platz              | Tore               | Punkte             |
| ------- | ------------------------ | ----- | ------------------ | ------------------ | ------------------ |
| 1933/34 | Gauliga Westfalen        | I     | 10.                | 23:60              | 6:30               |
| 1934/35 | Bezirksliga Ostwestf.    | II    | 02.                | 100:25             | 33:7               |
| 1935/36 | Bezirksliga Ostwestf.    | II    | 02.                | 58:28              | 31:13              |
| 1936/37 | Bezirksliga Ostwestf.    | II    | 01.                | 83:24              | 39:5               |
| 1937/38 | Bezirksliga Ostwestf.    | II    | 01.                | 95:17              | 38:6               |
| 1938/39 | Gauliga Westfalen        | I     | 06.                | 29:28              | 17:19              |
| 1939/40 | Gauliga Westfalen        | I     | 02.                | 49:42              | 21:15              |
| 1940/41 | Gauliga Westfalen        | I     | 06.                | 56:52              | 23:21              |
| 1941/42 | Gauliga Westfalen        | I     | 06.                | 44:48              | 19:17              |
| 1942/43 | Gauliga Westfalen        | I     | 07.                | 41:43              | 17:19              |
| 1943/44 | Gauliga Westfalen        | I     | 10.                | 23:50              | 10:26              |
| 1944/45 | Gauliga Westfalen, Gr. 3 | I     | Saison abgebrochen | Saison abgebrochen | Saison abgebrochen |

Die Machtergreifung der Nationalsozialisten hatte auch Auswirkungen auf den Fußball. Statt über 30 höchsten Spielklassen wurden 16 Gauligen installiert, deren territorialer Zuschnitt sich nach den Gauen der Partei richtete. Die Arminia gehörte zu den Gründungsmitgliedern der Gauliga Westfalen und war eine der Mannschaften, die sich sportlich für diese Klasse qualifizierten. Die Dortmunder Zwangsfusion Sportfreunde 95 wurde beispielsweise mit der Begründung aufgenommen, dass die Stadt Dortmund einen Gauligisten bräuchte. Dabei war keiner der Stammvereine in der Saison 1932/33 erstklassig gewesen.
Die erste Saison in der neuen Liga verlief aus Bielefelder Sicht nicht sonderlich erfolgreich. Mit nur sechs Pluspunkten wurde der DSC Tabellenletzter und stieg in die Bezirksliga Ostwestfalen ab. Nachdem die Arminen 1937 in der Aufstiegsrunde gescheitert waren, gelang 1938 der Wiederaufstieg in die Gauliga Westfalen. Zur Aufstiegsmannschaft gehörte auch Helmut Kronsbein, der 1954 Hannover 96 als Trainer zur deutschen Meisterschaft führen sollte.
Sportlich konnte die Bielefelder Mannschaft besser mithalten und sorgte für einige Überraschungen. Schon in der Aufstiegssaison rang die Arminia dem „Abonnementmeister“ Schalke 04 auf dessen Platz ein 1:1 ab. In der Saison 1939/40 wurde der DSC gar Vizemeister, obwohl die Mannschaft im Februar noch Vorletzter war. In dieser Saison gelang ein 8:2-Sieg über Borussia Dortmund, für den sich die Dortmunder in der Saison 1940/41 allerdings mit einem 10:2-Sieg auf der „Alm“ revanchierten. Das torreichste Spiel der Gauliga Westfalen stellte ein 13:4-Sieg beim damaligen Aufsteiger VfL Altenbögge in der Spielzeit 1941/42 dar. Im gleichen Jahr gelang den Bielefeldern ebenfalls ein sensationeller 2:1-Sieg in Schalke.
Je länger der Zweite Weltkrieg dauerte, desto größer wurden seine Auswirkungen auf die Mannschaft. Immer öfter musste die Mannschaft aus Jugendlichen, Fronturlaubern und Veteranen zusammengestellt werden. Am 25. Juli 1943 ging die Arminia mit dem VfB 03 eine Kriegsspielgemeinschaft ein. Der „Bielefelder Fußballrest“ beendete die letzte Gauligasaison 1943/44 auf dem letzten Platz. Nach der Saison wurde die Gauliga aufgelöst und durch drei Kriegs-Gauklassen ersetzt. Die KSG VfB/Arminia trug jedoch nur noch ein Spiel gegen Union Herford aus, das 1:1 endete.
Die Jahre zwischen 1933 und 1945 gehörten zu den dunkelsten Kapiteln der Vereinsgeschichte. Die von den Nationalsozialisten propagierte Gleichschaltung des Sports wurde aktiv unterstützt. Von Vereinsseite hieß es dazu:

„Wir begrüßen es aus innerster Überzeugung, dass nunmehr vom Führer eine klare Richtlinie gegeben ist, wie sich demnächst der gesamte Fußballbetrieb abwickeln wird. Eine Stellungnahme erübrigt sich, da wir uns voll und ganz dem Führergedanken untergeordnet haben.“

Der DSC stand in Bielefeld mit der Unterstützung des Regimes alleine da. Andere Vereine wie der VfB 03 hielten sich gegenüber den Nazis zurück. Mit dem neuen Präsidenten Karl Demberg wurde ab 1934 das Führerprinzip beim DSC Arminia umgesetzt. Jüdische Mitglieder wurden ausgeschlossen und erhielten Hausverbot auf der Alm. Das ehemalige Vorstandsmitglied Fritz Grünewald musste seine goldene Ehrennadel abgeben. Erst 2003 wurde ihm, der im Warschauer Ghetto starb, die Ehrung wieder zuerkannt. Seit 2015 erinnern drei Stolpersteine, die mit Beteiligung des Vereins verlegt wurden, an die Familie Grünewald.

### 1945–1963: Auf und Ab nach dem Krieg
| Saison  | Liga                     | Level | Platz | Tore   | Punkte | Zuschauer |         |
| ------- | ------------------------ | ----- | ----- | ------ | ------ | --------- | ------- |
| 1945/46 | Landesliga, Gr. 2        | I     | 08.   | 21:34  | 14:18  | n.B.      |         |
| 1946/47 | Bezirkskl., Gr. 1        | II    | 05.   | 37:34  | 19:17  | n.B.      |         |
| 1947/48 | Bezirkskl., Gr. 1        | III   | 01.   | 119:29 | 41:3   | n.B.      |         |
| 1948/49 | Landesliga, Gr. 3        | II    | 01.   | 75:29  | 38:14  | n.B.      |         |
| 1949/50 | Oberliga West            | I     | 15.   | 32:72  | 17:43  | 12.600    | Details |
| 1950/51 | II. Division West, Gr. 1 | II    | 09.   | 64:68  | 27:33  | 7.000     | Details |
| 1951/52 | II. Division West, Gr. 1 | II    | 04.   | 53:40  | 36:28  | 6.500     | Details |
| 1952/53 | II. Division West        | II    | 06.   | 45:52  | 33:27  | 4.800     | Details |
| 1953/54 | II. Division West        | II    | 16.   | 37:64  | 22:38  | 4.220     | Details |
| 1954/55 | Landesliga, Gr. 1        | III   | 03.   | 64:37  | 40:20  | n.B.      |         |
| 1955/56 | Landesliga, Gr. 1        | III   | 04.   | 61:35  | 38:18  | n.B.      |         |
| 1956/57 | Verbandsliga, Gr. 1      | III   | 03.   | 44:38  | 36:24  | n.B.      |         |
| 1957/58 | Verbandsliga, Gr. 1      | III   | 02.   | 89:38  | 43:17  | n.B.      |         |
| 1958/59 | Verbandsliga, Gr. 1      | III   | 03.   | 43:25  | 38:22  | n.B.      |         |
| 1959/60 | Verbandsliga, Gr. 1      | III   | 05.   | 60:40  | 36:24  | n.B.      |         |
| 1960/61 | Verbandsliga, Gr. 1      | III   | 02.   | 62:37  | 35:21  | n.B.      |         |
| 1961/62 | Verbandsliga, Gr. 1      | III   | 01.   | 64:27  | 40:16  | n.B.      |         |
| 1962/63 | II. Division West        | II    | 07.   | 51:44  | 32:28  | 10.333    | Details |

Die Stadt Bielefeld wurde im Zweiten Weltkrieg weniger stark zerstört als andere Städte in Deutschland. Schon kurz nach Kriegsende wurde die Arminia neugegründet. Zeitweise wurde auch über eine Fusion mit dem Lokalrivalen VfB 03 nachgedacht, jedoch wollten beide Vereine ihre Tradition fortführen. Im Spätsommer 1945 versammelten sich Vertreter aller 18 Vereine, die zwischen 1933 und 1944 in der Gauliga Westfalen spielten, in Bönen und gründeten als Provisorium die Landesliga Westfalen. Am 17. Februar 1946 nahm die Liga ihren Spielbetrieb auf. Der DSC beendete die Saison als Vorletzter der Gruppe 2 und stieg in die Bezirksklasse ab.
Der angepeilte direkte Wiederaufstieg wurde verpasst. In der Bezirksklasse belegte die Mannschaft nur Platz fünf und blieb hinter Vereinen wie Grün-Weiß Bielefeld (heute: SC Bielefeld 04/26) oder dem TBV Lemgo zurück. Durch die Einführung der Oberliga West war die Arminia zum ersten Mal drittklassig. Mit dem neuen Trainer Karl Wunderlich von der SG Chemnitz-West sollte alles besser werden. Der DSC dominierte die Bezirksklasse nach Belieben und beendete die Saison als Meister mit 41:3 Punkten und 112:29 Toren. Doch die Freude über die Meisterschaft währte nur kurz. Es stellte sich heraus, dass der ebenfalls aus Chemnitz gekommene Helmut Ullmann verschwiegen hatte, dass er zwischenzeitlich noch in Hannover aktiv war. Nach den damaligen Bestimmungen zog ein Wechsel von einer Besatzungszone zur anderen eine sechsmonatige Sperre nach sich. Der Arminia wurden 14 Punkte abgezogen, wodurch der SC Oelde 09 aufstieg.
Kurios verlief die folgende Saison 1948/49. Die Mannschaft hatte bereits einige Spiele in der Bezirksklasse absolviert, als der Verband nachträglich eine Aufstockung der Landesliga um zwei Mannschaften beschloss. Kurzerhand wurde die Arminia in die Landesliga befördert. Beflügelt vom Nachrücken wurde die Mannschaft Gruppensieger und traf in der folgenden Aufstiegsrunde zur Oberliga auf die SpVgg Herten und den VfL Witten. Nach Abschluss der Runde waren alle drei Mannschaften punktgleich. Es wurde eine Wiederholung der Runde auf neutralen Plätzen angesetzt. Nach einem 3:1 gegen Herten in Gladbeck musste die Arminia in Münster gegen Witten antreten. Durch ein Kopfballtor von Helmut Hasse gewann der DSC mit 1:0 und stieg in die Oberliga auf.
Die Oberligaspielzeit brachte schnelle Ernüchterung, da die Mannschaft zu schwach für die westdeutsche Eliteliga war. Trotz eines umjubelten 4:2-Sieges über Schalke blieb am Ende nur Platz 15 und Abstieg in die 1949 neu eingeführte II. Division. Die Versuche, wieder in die Oberliga aufzusteigen, misslangen. Durch den Standortnachteil hatte es die Arminia schwer, gute Spieler zu verpflichten oder ihre eigenen guten Spieler zu halten. Da die Verdienstmöglichkeiten der Spieler zur damaligen Zeit festgeschrieben waren, unterschreiben viele Spieler bei den Vereinen, die mehr Handgeld als andere zahlten. Zwar qualifizierte sich der DSC 1952 für die eingleisige II. Division, jedoch musste 1954 der Abstieg in die Landesliga hingenommen werden. Eine 1:4-Niederlage am letzten Spieltag der Saison 1953/54 gegen die SG Wattenscheid 09 besiegelte den Abstieg endgültig.
Nach dem Abstieg wurden erneut Fusionsverhandlungen mit dem VfB 03 durchgeführt. Allerdings machte der VfB im letzten Moment einen Rückzieher. Es folgten triste Jahre in der drittklassigen Landesliga bzw. in der 1956 eingeführten Verbandsliga. Auch wenn die Arminia immer unter die ersten Fünf kam, hatte die Mannschaft keine reellen Aufstiegschancen. Dies änderte sich erst 1962, als die Mannschaft mit einem Punkt vor Germania Datteln Sieger der Nordoststaffel wurde. Als Nächstes setzte sich die Arminia gegen den Sieger der Parallelstaffel, den BV Brambauer mit 2:1 und 0:0 durch und feierte erneut die Westfalenmeisterschaft.
Zum Abschluss der Saison traf der DSC in der Aufstiegsrunde zur II. Division auf den Duisburger FV 08 und TuRa Bonn. Arminia verlor mit 0:1 in Bonn und schlug danach Duisburg mit 2:0. Da Bonn letztendlich auf den Aufstieg verzichtete, kehrten die Bielefelder in die Zweitklassigkeit zurück. In der Zwischenzeit beschloss der DFB die Gründung der Bundesliga zur Saison 1963/64. Als Unterbau sollte es fünf Regionalligen geben. Für diese Liga qualifizierten sich die ersten Acht der II. Division West.
Nach 20 Spieltagen stand die Arminia mit 14:26 Punkten auf dem vorletzten Rang und nichts deutete auf eine Regionalligaqualifikation hin. Trainer Jakob Wimmer musste gehen und wurde durch Hellmut Meidt ersetzt. Unter seiner Führung gewann Bielefeld acht der nächsten neun Partien. Am letzten Spieltag schaffte die Mannschaft durch einen 4:1-Sieg über den Dortmunder SC 95 noch der Sprung auf Rang sieben. Wie wichtig die Qualifikation für die Arminia war zeigt sich daran, dass von den acht Mannschaften, die die Qualifikation zur Regionalliga verpassten, lediglich der VfL Bochum die Rückkehr in den Profifußball schaffte.

### 1963–1970: Aufstieg in die Bundesliga
| Saison  | Liga              | Level | Platz | Tore  | Punkte | Zuschauer |         |
| ------- | ----------------- | ----- | ----- | ----- | ------ | --------- | ------- |
| 1963/64 | Regionalliga West | II    | 11.   | 65:74 | 38:38  | 9.413     | Details |
| 1964/65 | Regionalliga West | II    | 05.   | 68:52 | 39:29  | 10.431    | Details |
| 1965/66 | Regionalliga West | II    | 10.   | 60:58 | 32:36  | 08.331    | Details |
| 1966/67 | Regionalliga West | II    | 03.   | 72:39 | 45:23  | 12.230    | Details |
| 1967/68 | Regionalliga West | II    | 04.   | 77:44 | 46:22  | 12.180    | Details |
| 1968/69 | Regionalliga West | II    | 07.   | 63:47 | 38:30  | 08.700    | Details |
| 1969/70 | Regionalliga West | II    | 02.   | 61:30 | 48:20  | 09.940    | Details |

Mit der Zielsetzung Klassenerhalt startete die Arminia in die erste Regionalligasaison. Die junge Mannschaft – der Altersdurchschnitt lag bei 23 Jahren – begann furios mit einem 6:1-Sieg über Hamborn 07. Einer erfolgreichen Vorrunde folgten Rückschläge in der Rückrunde, unter anderem ein 0:8 beim späteren Meister Alemannia Aachen. Die Saison wurde auf dem elften Platz beendet, im Jahr darauf verbesserte sich die Mannschaft auf Platz fünf. Aus finanziellen Gründen konnte sich der Verein immer nur mit jungen, talentierten Spielern verstärken. So musste sich der Verein 1966 mit Platz zehn zufriedengeben. Immerhin konnte die Mannschaft durch einen 3:2-Sieg gegen Alemannia Aachen den westdeutschen Pokal gewinnen.
→ Daten zum Westdeutschen Pokalfinale 1966

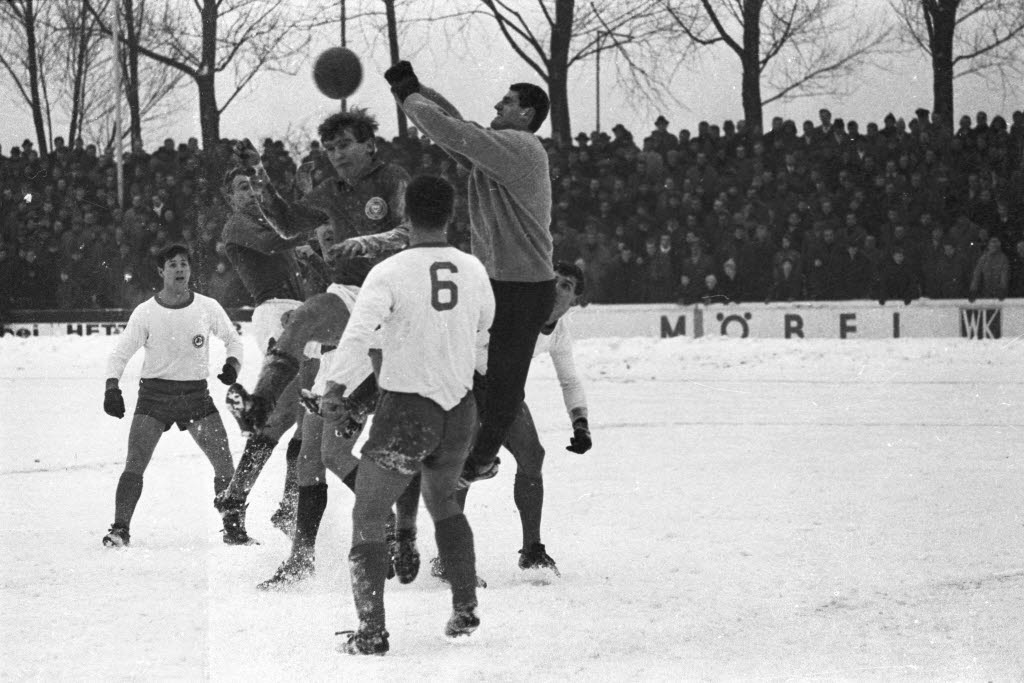
Auswärtsniederlage im DFB-Pokal bei Holstein Kiel (3:1), 22. Januar 1966

Die darauf folgende Saison 1966/67 brachte einen Leistungsschub mit sich. Einer der Verantwortlichen dafür war der von KSV Hessen Kassel verpflichtete Stürmer Ernst „Jonny“ Kuster, der für Jahrzehnte zum erfolgreichsten Torjäger der Vereinsgeschichte avancieren sollte. Nach einem 2:1-Sieg über Westfalia Herne gewann die Arminia die Herbstmeisterschaft. Bis zuletzt hatte die Mannschaft Chancen auf einen der ersten zwei Plätze, die zur Teilnahme an der Aufstiegsrunde zur Bundesliga berechtigt hätten. Doch am letzten Spieltag verlor die Mannschaft mit 0:1 beim Wuppertaler SV und wurde Dritter.
Mit dem Erfolg wuchs auch die Erwartungshaltung der Fans. Nach einem vierten und einem siebten Platz dümpelte die Mannschaft zu Beginn der Saison 1969/70 nur im Mittelfeld herum. Im November 1969 übernahm der Pole Egon Piechaczek das Traineramt. Unter seiner Führung arbeitete sich die Mannschaft in der Tabelle nach oben und war Mitte April nach einem 2:0-Sieg über den VfL Bochum Tabellenführer. Am letzten Spieltag verlor die Arminia bei Bayer 04 Leverkusen. Mit dieser taktischen Niederlage wollte der DSC dem stark eingeschätzten Südmeister Kickers Offenbach aus dem Weg gehen.
In der Aufstiegsrunde begann die Arminia mit einem 1:0-Sieg beim „Dorfverein“ SV Alsenborn. Die Mannschaft lieferte sich ein spannendes Kopf-an-Kopf-Rennen mit dem Karlsruher SC. Am letzten Spieltag benötigten die Bielefelder einen Sieg bei Tennis Borussia Berlin. Obwohl es für die „Veilchen“ um Nichts mehr ging, tat sich die Arminia lange schwer. Durch Tore von Kuster und Horst Stockhausen schafften die Bielefelder schließlich den Aufstieg.
→ Daten zur Aufstiegsrunde 1970

### 1970–1980: Bundesligaskandal und die Folgen
| Saison  | Liga               | Level | Platz | Tore   | Punkte | Zuschauer |         |
| ------- | ------------------ | ----- | ----- | ------ | ------ | --------- | ------- |
| 1970/71 | Bundesliga         | I     | 14.   | 34:53  | 29:39  | 24.900    | Details |
| 1971/72 | Bundesliga         | I     | 18.   | 41:75  | 19:49  | 17.500    | Details |
| 1972/73 | Regionalliga West  | II    | 11.   | 46:66  | 30:38  | 07.630    | Details |
| 1973/74 | Regionalliga West  | II    | 14.   | 41:52  | 27:41  | 10.100    | Details |
| 1974/75 | 2. Bundesliga Nord | II    | 04.   | 68:47  | 50:26  | 12.100    |         |
| 1975/76 | 2. Bundesliga Nord | II    | 09.   | 49:46  | 42:34  | 09.960    |         |
| 1976/77 | 2. Bundesliga Nord | II    | 02.   | 72:39  | 50:26  | 10.750    |         |
| 1977/78 | 2. Bundesliga Nord | II    | 01.   | 74:40  | 51:25  | 09.580    |         |
| 1978/79 | Bundesliga         | I     | 16.   | 43:56  | 26:42  | 26.550    |         |
| 1979/80 | 2. Bundesliga Nord | II    | 01.   | 120:31 | 66:10  | 12.100    | Details |

In seiner ersten Bundesligasaison hatte der DSC große Probleme. Trotz großer Begeisterung in der Stadt und im Umland, die mit durchschnittlich 23.946 Zuschauern zum zweitbesten Schnitt der Liga führte, konnte die Arminia erst am sechsten Spieltag durch ein 3:1 gegen Hannover 96 den ersten Sieg feiern. Selbst ein späterer 1:0-Sieg gegen Bayern München änderte nichts an Arminias Stammpositionen im Keller der Liga. Es war offensichtlich, dass die späte Qualifikation und die damit verbundenen Nachteile auf dem Transfermarkt Spuren hinterlassen hatten. Positiv an der Spielzeit 1970/71 war der Überraschungssieg gegen die „Fohlenelf“ von Borussia Mönchengladbach. Eine 0:5-Niederlage gegen Kickers Offenbach brachte den DSC kurze Zeit später in eine fast ausweglose Situation, auf die eine fatale Reaktion folgte: Die Beteiligung am Bundesliga-Skandal durch Bestechung gegnerischer Mannschaften.
Der DSC beendete die Saison auf Platz 14. Einen Tag nach dem Saisonende feierte Offenbachs Präsident Horst-Gregorio Canellas seinen Geburtstag. Während dieser Feier deckte er die gezielten Spielmanipulationen in der Endphase der Saison auf. Während sich die Öffentlichkeit geschockt zeigte, leugnete die Bielefelder Seite die Beteiligung an den Schiebereien. Als die Beweislast immer bedrohlicher wurde, trat das Präsidium des DSC die Flucht nach vorne an. Am 24. Oktober 1971 legte Präsident Wilhelm Stute ein umfassendes Geständnis ab.
Für 40.000 Mark hatte sich die Arminia den 1:0-Sieg bei Schalke 04 am 28. Spieltag erkauft. Außerdem wurden am 33. Spieltag der VfB Stuttgart und am letzten Spieltag Hertha BSC bestochen. Für den 1:0-Sieg gegen Hertha flossen 200.000 Mark. Gleichzeitig bot der DSC Eintracht Braunschweig 40.000 Mark für einen Sieg gegen Rot-Weiß Oberhausen. Lediglich beim MSV Duisburg scheiterte der Bestechungsversuch. Der DFB verurteilte die Arminia wegen erwiesener Bestechung in fünf Fällen zum Zwangsabstieg in die höchste Amateurliga. Die Bundesligasaison 1971/72 durfte die Mannschaft zwar noch zu Ende spielen, jedoch wurden alle Spiele nur für die Gegner gewertet.
Nach einer Berufungsverhandlung wurde das Urteil abgeschwächt. Der DSC musste nur in die Regionalliga absteigen. Dazu kam ein Abzug von zehn Punkten am Saisonende 1972/73. Ein finanzieller Kollaps konnte nur durch Transfers von Dieter Burdenski oder Gerd Roggensack verhindert werden. Die Bielefelder Wirtschaft versagte dem mit etwa einer Million Mark verschuldeten Verein vorerst Unterstützung. Und so waren es die Fans, die den Verein durch Spenden retteten.
Die Regionalligasaison 1972/73 geriet zu einer nervlichen Belastungsprobe für die junge Mannschaft. Lange Zeit mussten die Arminen um den Klassenerhalt bangen, ehe eine Serie von sieben Spielen ohne Niederlage die Bielefelder ans rettende Ufer brachte. Am Ende hatte die Mannschaft elf Punkte Vorsprung auf einen Abstiegsplatz. Der DFB wandelte den Punktabzug kurze Zeit später in eine Geldstrafe um.
Im folgenden Jahr ging es um die Qualifikation für die 2. Bundesliga, die ab 1974 die fünf Regionalligen als Bundesligaunterbau ablösen sollte. Der DFB erstellte eine Fünfjahreswertung, anhand derer die Teilnehmer ermittelt wurden. Durch die zwei Bundesligajahre hatte die Arminia bereits einige Punkte gesammelt. Dennoch wurde die Qualifikation nicht zu einem Selbstläufer. Nach dem 20. Spieltag war der DSC mit 9:31 Punkten Vorletzter. Nach der DFB-Regelung würden die zwei letztplatzierten Mannschaften unabhängig von der Punktzahl nicht für die zweite Liga zugelassen werden. Nach der Winterpause übernahm Rudi Fassnacht das Training. Mit Volker Graul und Jonny Hey verpflichtete der Verein noch zwei weitere Spieler. Die letzten zehn Spiele blieb die Arminia ungeschlagen und qualifizierte sich trotz Platz 14 für die 2. Bundesliga.
Mit 13 Spielen ohne Niederlage startete der DSC in die erste Zweitligasaison. Die erträumte Rückkehr in die Bundesliga sollte nicht klappen, da die Arminia im Saisonverlauf 14 Mal Unentschieden spielte und dabei wertvolle Punkte vergab. Volker Graul wurde mit 30 Toren Torschützenkönig. Im Heimspiel gegen den HSV Barmbek-Uhlenhorst traf er alleine fünf Mal. Höhepunkt der Saison war das Freundschaftsspiel gegen Real Madrid am 2. Februar 1975. Der DSC unterlag nur knapp mit 2:4 gegen die spanische Spitzenmannschaft, für die seinerzeit Paul Breitner und Günter Netzer spielten.

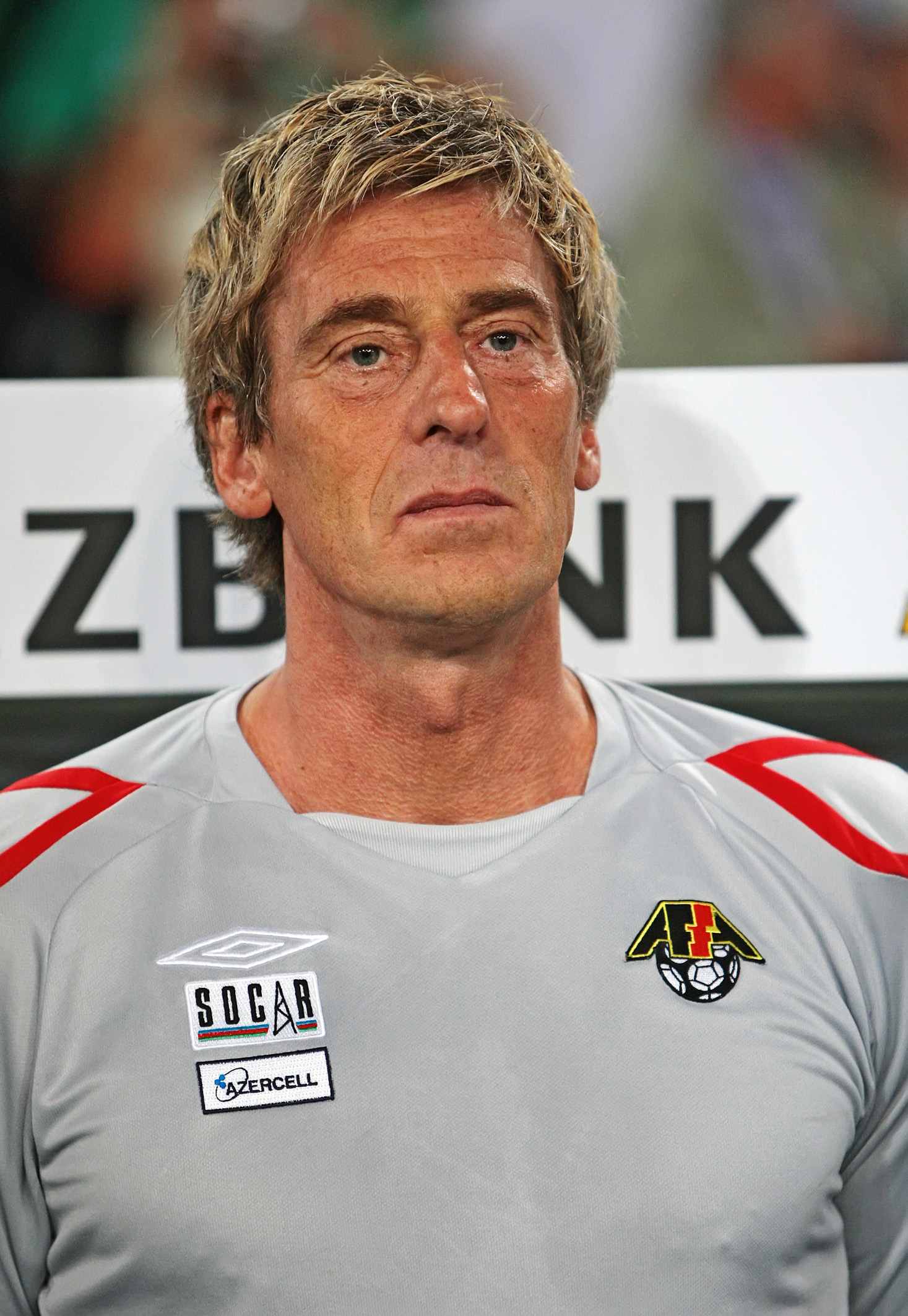
Uli Stein

Enttäuschender verlief die Saison 1975/76. Nachdem die Mannschaft zeitweise die Tabelle anführte, fiel sie in ein Leistungsloch und beendete die Spielzeit als Neunter. Mit Karl-Heinz Feldkamp kam ein neuer Trainer, der der Mannschaft eine offensivere Ausrichtung verschrieb. Mit Uli Stein, Norbert Eilenfeldt und Christian Sackewitz wurden neue Spieler verpflichtet, die in den folgenden Jahren zu Leistungsträgern avancierten. Nach einem 2:0 über Schwarz-Weiß Essen sicherten sich die Bielefelder die Herbstmeisterschaft in der Saison 1976/77. Nach einem schwachen Start in die Rückrunde zog der FC St. Pauli an der Arminia vorbei und wurde Meister, während sich der DSC Platz 2 sicherte.
Nun mussten die Arminen in den Aufstiegsspielen gegen den TSV 1860 München antreten. Die Spiele sollten zu einem der größten Dramen der Vereinsgeschichte werden. Mit 4:0 gewann die Arminia das Hinspiel und sah wie der sichere Aufsteiger aus. Doch die Münchener „Löwen“ konnten das Rückspiel ebenfalls mit 4:0 für sich entscheiden. Das Entscheidungsspiel im Waldstadion in Frankfurt gewannen die Münchener mit 2:0 und waren damit aufgestiegen.
Der Schock saß tief und entsprechend verunsichert startete die Mannschaft in die Saison 1977/78. Mit 22:16 Punkten war die Arminia zur Saisonhalbzeit nur Fünfter. In der Rückrunde steigerte sich die Mannschaft jedoch und sicherte sich mit einem Schlussspurt – von den letzten neun Partien gewann sie acht – die Meisterschaft und die Rückkehr in die Bundesliga. Der Start in die Saison 1978/79 verlief gut: Einem Unentschieden in Duisburg folgte ein Sieg gegen Schalke. Zudem warf die Arminia im Pokal den Hamburger SV mit 2:1 nach Verlängerung aus dem Wettbewerb. Die nächsten sechs Spiele blieb die Mannschaft allerdings ohne Sieg. Trainer Milovan Beljin musste gehen.
Als Nachfolger verpflichtete die Arminia Otto Rehhagel, der die Mannschaft bis zur Winterpause auf Rang 10 führte. Am 10. März 1979 gewann der DSC bei Bayern München mit 4:0. „Das waren Fußballgrüße aus Bielefeld!“ kommentierte Rehhagel die vielleicht größte Sensation der Vereinsgeschichte. Der Klassenerhalt schien bei 19:19 Punkten in greifbarer Nähe. Doch der Triumph von München sollte zum Stolperstein werden. Aus den restlichen 15 Partien holte die Mannschaft nur noch zwei Siege und stieg als Drittletzter erneut ab. Jahre später erklärte Uli Stein, der überraschende Sieg sei der Grund für den Abstieg gewesen.
→ Daten zum „Bayernspiel“
Obwohl die Mannschaft nach dem Abstieg zusammengehalten werden konnte, verlief der Start in die Zweitligasaison 1979/80 etwas holprig. Erst als Otto Rehhagel im Oktober 1979 zu Fortuna Düsseldorf wechselte und durch seinen dortigen Vorgänger Hans-Dieter Tippenhauer ersetzt wurde, verbesserten sich die sportlichen Leistungen. Bereits fünf Spieltage vor Saisonschluss gelang der direkte Wiederaufstieg.
Die Mannschaft stellte dabei einige Ligarekorde auf, die teilweise noch Bestand haben. So erzielte sie eine Rekord-Tordifferenz von +89 (mit 120:31 Toren). Während der Saison blieben die Arminen 28 Spiele ohne Niederlage, darunter eine Serie von zwölf Siegen in Folge. Einen großen Anteil hatte der so genannte „100-Tore-Sturm“. Christian Sackewitz wurde mit 35 Toren Torschützenkönig. Norbert Eilenfeldt traf 30-mal, während Rückkehrer Gerd-Volker Schock 22 Treffer beisteuerte. Am vorletzten Spieltag schlug der DSC Arminia Hannover mit 11:0 – dies ist bis heute der höchste Sieg in der 2. Bundesliga. Ligarekord ist auch das Endergebnis der Arminia – sowohl die Punkte- als auch die Torbilanz betreffend – relativ zur Anzahl der Spiele.

### 1980–1985: Etablierung in der Bundesliga
| Saison  | Liga       | Level | Platz | Tore  | Punkte | Zuschauer |         |
| ------- | ---------- | ----- | ----- | ----- | ------ | --------- | ------- |
| 1980/81 | Bundesliga | I     | 15.   | 46:65 | 26:42  | 22.900    | Details |
| 1981/82 | Bundesliga | I     | 12.   | 46:50 | 30:38  | 21.130    | Details |
| 1982/83 | Bundesliga | I     | 08.   | 46:71 | 31:37  | 19.630    | Details |
| 1983/84 | Bundesliga | I     | 08.   | 40:49 | 33:35  | 14.000    | Details |
| 1984/85 | Bundesliga | I     | 16.   | 46:61 | 29:39  | 12.550    | Details |

Angesichts der souveränen Zweitligasaison ging der Verein optimistisch in die Bundesligasaison 1980/81. Aus den ersten sechs Spielen holte die Mannschaft jedoch nur einen Punkt und belegte seit Oktober den letzten Tabellenplatz. Anfang Dezember 1980 trat Tippenhauer zurück und wurde durch Horst Franz ersetzt. In der Rückrunde keimte wieder Hoffnung auf, als der DSC vier Heimspiele in Folge gewinnen konnte. Am 30. Spieltag trat der ebenfalls abstiegsgefährdete TSV München 1860 auf der Alm an und führte bis zur 88. Minute mit 2:1. Durch zwei Tore von Helmut Schröder und Norbert Eilenfeldt in den letzten Minuten konnten die Arminen das Spiel noch drehen und retteten sich am Saisonende auf Platz 15. Die Partie gegen den TSV München 1860 ging als „Wunder vom 9. Mai“ in die Vereinsgeschichte ein.
Auch in der Saison 1981/82 musste die Arminia lange um den Klassenerhalt kämpfen. Am 2. Spieltag trat der DSC bei Werder Bremen an. Eine Grätsche des Bremer Verteidigers Norbert Siegmann schlitzte den Oberschenkel des Bielefelders Ewald Lienen auf einer Länge von 30 Zentimetern auf. Der noch unter Schock stehende Lienen stürmte daraufhin auf Bremens Trainer Otto Rehhagel los und warf ihm vor, Siegmann zu diesem Foul animiert zu haben. Die Wende gelang wieder erst im Frühjahr, als der DSC sechs Heimspiele in Folge gewann und schließlich Zwölfter wurde. In der Sommerpause nahm die Arminia zum ersten Mal am Intertoto Cup teil. Zwei weitere Teilnahmen sollten 1984 und 1985 folgen. Jedes Mal belegte die Arminia den zweiten Platz in ihrer Gruppe.
→ Arminia im Intertoto Cup
Nach der Saison wurde mit Norbert Müller erstmals ein hauptamtlicher Manager engagiert. Mit dem von ihm entworfenen Konzept, auf talentierte Spieler zu setzen, wollte er den Verein in der Bundesliga etablieren und in Richtung UEFA-Pokal führen. Als Müller den bei den Fans beliebten Trainer Horst Franz entließ, zog der neue Manager den Zorn der Anhängerschaft auf sich. Später sollte Müller auch noch die gesamte Mannschaft gegen sich aufbringen. Als sich die Spieler weigerten, überhaupt mit Müller zu reden wurde der Manager entlassen.

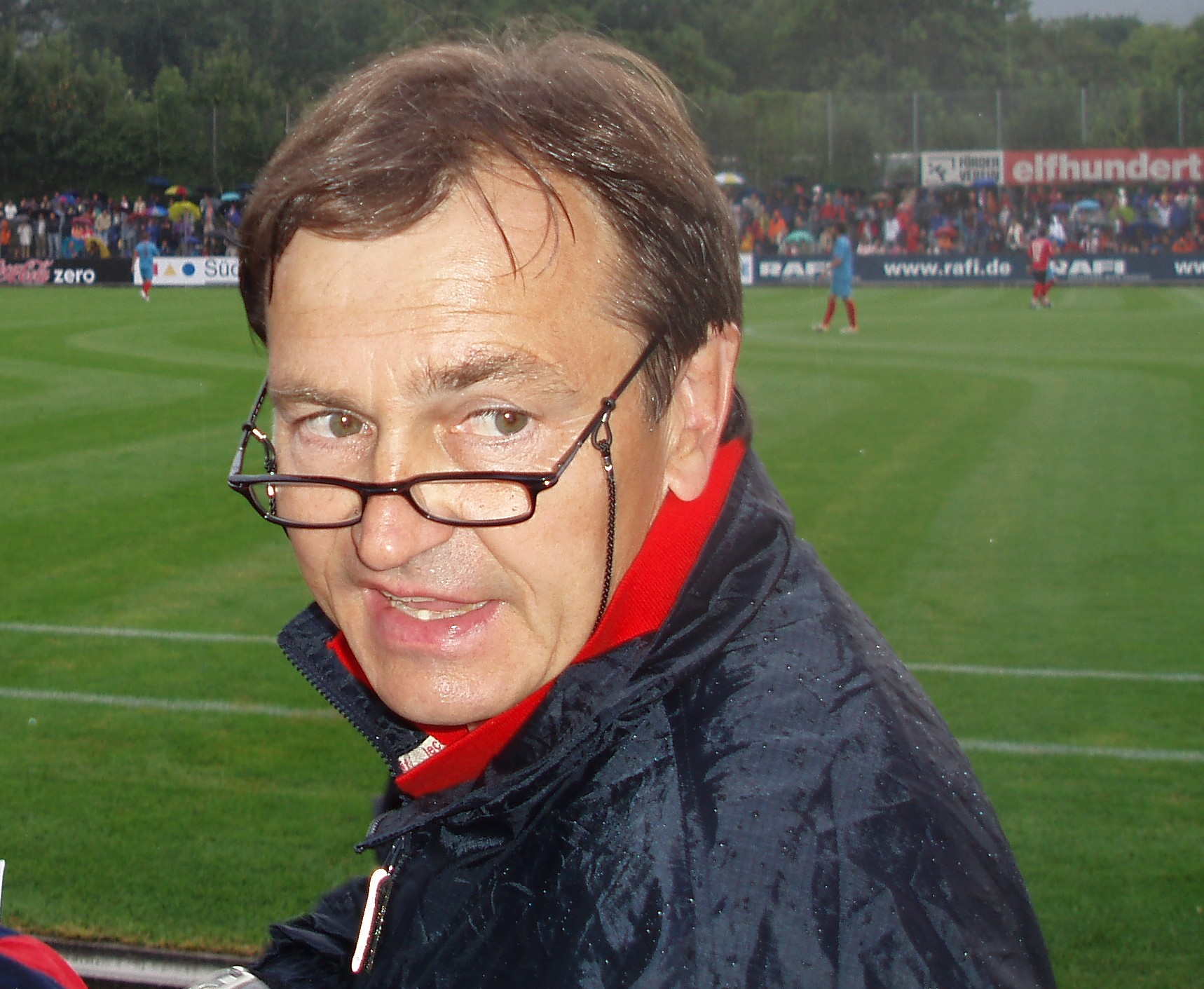
Ewald Lienen spielte fünf Jahre für die Arminia

Horst Köppel wurde als neuer Trainer verpflichtet. Unter dem jungen Trainer spielte die Mannschaft attraktiven Offensivfußball und erwischte damit in der Saison 1982/83 den besten Start der Vereinsgeschichte. Drei Siege in Folge brachten der Mannschaft nach dem zweiten und dritten Spieltag die Tabellenführung. Am 6. November 1982 sorgte die immer noch auf Platz sechs stehende Arminia für ein Liganovum. Nach einem 1:1-Halbzeitstand bei Borussia Dortmund verloren die Ostwestfalen noch mit 1:11 und kassierte als bislang einzige Mannschaft der Bundesligageschichte zehn Gegentore in einer Halbzeit. Bielefelds Torwart Olli Isoaho ging als „Pannen-Olli“ in die Vereinsgeschichte ein.
Der DSC geriet während der Saison zu keinem Zeitpunkt in ernste Abstiegsgefahr und belegte am Ende Platz acht. Zu den Leistungsträgern der Saison gehörten die Neuzugänge Gregor Grillemeier und der Finne Pasi Rautiainen. Trainer Köppel verließ die Arminia am Saisonende und wechselte zum DFB. Sein Nachfolger wurde Karl-Heinz Feldkamp, der im Gegensatz zu seiner ersten Amtszeit auf eine defensivere Taktik setzte. Das Abwehrbollwerk um Dirk Hupe, Karl-Heinz Geils und Horst Wohlers waren der Garant für Platz acht. Mit 33:35 Punkten war die Saison 1983/84 die erfolgreichste Spielzeit der Vereinsgeschichte in der Bundesliga. Trotz des sportlichen Erfolges musste der Verein einen starken Rückgang der Zuschauerzahlen hinnehmen. Während in der Saison 1980/81 noch knapp 23.000 Zuschauer im Schnitt ins Stadion kamen, sanken die Besucherzahlen zur Saison 1983/84 auf 14.000.
Aus finanziellen Gründen mussten Leistungsträger wie Gregor Grillemeier, Frank Pagelsdorf und Karl-Heinz Geils verkauft werden. Die Ablösesummen von zusammengerechnet 1,7 Millionen Mark linderten die größten Probleme. Dennoch waren Verein und Umfeld optimistisch und hofften auf eine Platzierung in der erweiterten Spitzengruppe. Die Neuzugänge blieben jedoch weitestgehend hinter den Erwartungen zurück. Lediglich Siegfried Reich schlug ein und stellte mit 18 Saisontoren einen bis heute gültigen Vereinsrekord auf. Durch Verletzungen geschwächt und von den ständigen Querelen mit Manager Müller entnervt steckte die Mannschaft während der gesamten Saison 1984/85 im Tabellenkeller. Am Ende wurde der DSC Drittletzter und musste in der Relegation gegen den Dritten der 2. Bundesliga, den 1. FC Saarbrücken, antreten.
Mit großem Optimismus fuhr die Mannschaft zum Hinspiel in die saarländische Hauptstadt, doch die Gastgeber konnten die zu harmlos agierenden Arminen mit 2:0 schlagen. Im Rückspiel keimte noch einmal Hoffnung auf, als Matthias Westerwinter den DSC in Führung brachte. Doch den Saarbrückern gelang der Ausgleich und die Arminia musste nach fünf Jahren wieder aus der Bundesliga absteigen. Torhüter Wolfgang Kneib machte neben dem Abgängen von Leistungsträgern zu Saisonbeginn auch einige Mitspieler für den Abstieg verantwortlich, denen es seiner Meinung nach egal war, ob der Verein absteigt oder nicht, da diese Spieler schon längst anderen Vereinen zugesagt hätten.
→ Daten zu den Relegationsspielen 1985

### 1985–1994: Tiefer Fall und triste Jahre
| Saison         | Liga          | Level | Platz | Tore  | Punkte | Zuschauer |
| -------------- | ------------- | ----- | ----- | ----- | ------ | --------- |
| 1985/86        | 2. Bundesliga | II    | 04.   | 60:47 | 45:31  | 5.100     |
| 1986/87        | 2. Bundesliga | II    | 09.   | 58:55 | 38:38  | 5.570     |
| 1987/88        | 2. Bundesliga | II    | 20.   | 29:62 | 22:54  | 2.960     |
| 1988/89        | Oberliga WF   | III   | 02.   | 58:21 | 46:14  | 6.330     |
| 1989/90        | Oberliga WF   | III   | 01.   | 68:17 | 49:11  | 5.790     |
| 1990/91        | Oberliga WF   | III   | 05.   | 55:39 | 33:27  | 2.320     |
| 1991/92        | Oberliga WF   | III   | 04.   | 48:18 | 44:16  | 4.100     |
| 1992/93        | Oberliga WF   | III   | 03.   | 69:42 | 43:25  | 3.350     |
| 1993/94        | Oberliga WF   | III   | 03.   | 48:28 | 39:21  | 4.600     |
| WF = Westfalen |               |       |       |       |        |           |

Der überraschende Abstieg traf den Verein hart. Während der fünf Bundesligajahre gab der Verein sechs Millionen Mark mehr aus, als er einnahm und häufte einen Schuldenberg von drei Millionen Mark an. In der Not mussten zahlreiche Leistungsträger wie Dirk Hupe verkauft werden. Dennoch hielt sich die Mannschaft bis zur Mitte der Rückrunde im Aufstiegsrennen. Eine Serie von fünf Spielen ohne Sieg brachte die Mannschaft aus dem Konzept, so dass am Ende der Saison 1985/86 Platz vier heraussprang.
Die sportliche und finanzielle Talfahrt setzte sich fort. Darüber hinaus konnte die Mannschaft durch eine Vielzahl von Verletzungen nie in Bestbesetzung antreten. Am 18. Oktober 1986 spielte die Arminia gegen den 1. FC Saarbrücken. Die Bielefelder hatten nur noch sieben gesunde Profis, erhielten aber vom DFB keine Sondergenehmigung, um mehr als die damals erlaubten drei Amateure einsetzen zu dürfen. So musste der DSC mit zehn Spielern beginnen, ehe sich nach 10 Minuten der Profi Thomas Ostermann verletzte und nicht ersetzt werden durfte. Es entwickelte sich ein groteskes Spiel, bei dem die Gastgeber bis zur 79. Minute ein 1:1 halten konnten. Dann erzielte Saarbrücken noch zwei Tore. Zwei Wochen später lief der etatmäßige Torhüter Wolfgang Kneib bei der 2:3-Niederlage gegen den VfL Osnabrück als Stürmer auf.
Am Ende der Spielzeit 1986/87 erreichte die Arminia noch Platz neun, jedoch sorgten während der gesamten Saison die bedenklichen finanziellen Verhältnisse des Vereins für größere Schlagzeilen. Ein Wirtschaftsprüfer ermittelte im September 1987 einen Schuldenstand von 4,5 Millionen Mark. Der Vorstand erwog kurzzeitig eine freiwillige Rückgabe der Lizenz, entschied sich dann aber für einen gerichtlichen Vergleich. Nach langen Verhandlungen verzichteten die Gläubiger auf den Großteil ihrer Forderungen. Um die Restschulden zu begleichen, trug der Verein Benefizspiele gegen Bayern München, den 1. FC Köln und eine Zweitligaauswahl aus, deren Einnahmen komplett an die Bielefelder gingen.
Unter diesen finanziellen Voraussetzungen konnte der Verein in der Saison 1987/88 keine konkurrenzfähige Mannschaft auf die Beine stellen. Mit 22:54 Punkten wurde der DSC Letzter und stieg damit nach 25 Jahren wieder aus dem „bezahlten Fußball“ ab. Nach zwei Trainerwechseln wurde die Saison unter der Leitung des damals 29-jährigen Ernst Middendorp, eines Lehrers aus Rheine beendet. Dieser sollte sich in den folgenden Jahren als Glücksfall für den Verein erweisen.
Ernst Middendorp tauschte vor der Saison 1988/89 fast die gesamte Mannschaft aus. Um erfahrene Spieler wie Wolfgang Kneib herum baute er eine Mannschaft aus zahlreichen jungen Talenten aus der Region wie z. B. Jörg Bode, Frank Geideck oder Thomas Stratos auf. Der Erfolg stellte sich ein und die Mannschaft führte lange die Tabelle der Oberliga Westfalen an. Erst gegen Saisonende ließ die Middendorp-Elf Federn und Konkurrent Preußen Münster kam immer näher heran. Am letzten Spieltag hätten die Arminen mit einem Unentschieden beim VfB Rheine die Meisterschaft perfekt machen können. Doch die junge Mannschaft hielt dem Druck nicht stand und verlor mit 1:2.
In der Saison 1989/90 dominierten die Bielefelder die Oberliga und konnten mit sechs Punkten Vorsprung auf den TuS Paderborn-Neuhaus die Meisterschaft feiern. Nach einem guten Start in die Aufstiegsrunde folgte am 3. Spieltag eine 2:3-Niederlage beim Außenseiter TSV Havelse. Danach verlor die Mannschaft den Faden und verpasste als Dritter den Aufstieg. Für den Verein stellte das Scheitern ein Desaster dar. Zahlreiche Leistungsträger konnten nicht gehalten werden und wechselten zu Erst- oder Zweitligaclubs.
→ Daten zur Aufstiegsrunde 1990
In den nächsten vier Jahren wurde die Leidensfähigkeit der Fans auf eine harte Belastungsprobe gestellt. Vier Jahre lang startete die Mannschaft ambitioniert in die neue Saison und absolvierte die ersten Partien erfolgreich, nur um dann im Herbst oder Frühjahr einzubrechen. Zwischen 1990 und 1994 belegte die Arminia zwar immer Plätze unter den ersten Fünf, allerdings mit deutlichem Abstand zum jeweiligen Meister. Nach der Entlassung von Ernst Middendorp im Herbst 1990 versuchten sich Franz Raschid, Fritz Grösche und Ingo Peter vergeblich daran, die Mannschaft wieder nach vorne zu bringen.
Tiefpunkte dieser Entwicklung waren die Saison 1990/91, als mit 2.320 der niedrigste Zuschauerschnitt aller Zeiten verzeichnet wurde, sowie ein Spiel beim DSC Wanne-Eickel, bei dem einige Spieler von aufgebrachten Fans wegen der schlechten Leistungen bespuckt wurden. In der Saison 1993/94 wurde der DSC Dritter und qualifizierte sich für die Regionalliga West/Südwest. In der Endphase der Saison machte Arminia weniger durch das Geschehen auf dem Platz als vielmehr durch die Verpflichtung der erfahrenen Bundesligaspieler Thomas von Heesen, Armin Eck, Jörg Bode und Fritz Walter bundesweit von sich reden. Verantwortlich für diese Neuzugänge zeichnete der seit Anfang 1994 als hauptamtlicher Manager tätige Rüdiger Lamm.

### 1994–2004: Renaissance und Fahrstuhlära
| Saison             | Liga             | Level | Platz | Tore  | Punkte | Zuschauer |         |
| ------------------ | ---------------- | ----- | ----- | ----- | ------ | --------- | ------- |
| 1994/95            | Regionalliga WSW | III   | 01.   | 65:28 | 50:18  | 10.420    |         |
| 1995/96            | 2. Bundesliga    | II    | 02.   | 55:45 | 57     | 13.190    | Details |
| 1996/97            | Bundesliga       | I     | 14.   | 46:54 | 40     | 21.200    | Details |
| 1997/98            | Bundesliga       | I     | 18.   | 43:56 | 32     | 21.500    | Details |
| 1998/99            | 2. Bundesliga    | II    | 01.   | 62:32 | 67     | 12.120    |         |
| 1999/00            | Bundesliga       | I     | 17.   | 40:61 | 30     | 18.960    |         |
| 2000/01            | 2. Bundesliga    | II    | 13.   | 53:46 | 41     | 10.700    |         |
| 2001/02            | 2. Bundesliga    | II    | 02.   | 68:38 | 65     | 13.310    |         |
| 2002/03            | Bundesliga       | I     | 16.   | 35:46 | 36     | 22.800    |         |
| 2003/04            | 2. Bundesliga    | II    | 02.   | 50:37 | 56     | 13.650    |         |
| WSW = West/Südwest |                  |       |       |       |        |           |         |

Aufgrund der hochkarätigen Neuzugänge, die am 20. April 1994 vorgestellt wurden, ging „Arminia Vielegeld“, wie der Verein in der Boulevardpresse nun genannt wurde, als Topfavorit in die Saison 1994/95. Zu einem Flop wurde die Verpflichtung von Trainer Wolfgang Sidka, der innerhalb kürzester Zeit die Mannschaft gegen sich aufbrachte und schon nach vier Spieltagen gehen musste. Sein Nachfolger wurde Ernst Middendorp, der die Mannschaft zu einer Einheit formte.
Die Arminen starteten eine Aufholjagd, deren Höhepunkt ein 4:0-Sieg über den Tabellenführer Rot-Weiss Essen darstellte. Am vorletzten Spieltag machte die Mannschaft durch einen 4:0-Sieg bei Borussia Neunkirchen den Aufstieg perfekt. Ohne spektakuläre Neuverpflichtungen, vom Rückkehrer Uli Stein abgesehen, startete der DSC in die erste Zweitligasaison seit sieben Jahren. Nachdem die Mannschaft zeitweise die Tabelle angeführt hatte, gab es im Herbst drei Niederlagen in Folge. Da auch die direkte Konkurrenz regelmäßig Spiele verlor, blieben die Arminen in der Spitzengruppe. Am vorletzten Spieltag ging das Spiel gegen den bereits feststehenden Zweitligameister in Bochum zwar mit 0:2 verloren, die Bielefelder hatten jedoch aufgrund der gleichzeitigen Niederlagen der SpVgg Unterhaching und des FSV Zwickau den „Durchmarsch“ in die Bundesliga perfekt gemacht.
Namhaftester Neuzugang für die Saison 1996/97 war der frischgebackene Europameister Stefan Kuntz. Er wurde für 2,5 Millionen Mark von Beşiktaş Istanbul verpflichtet und wurde zum ersten Bielefelder Nationalspieler seit 73 Jahren. Nach einem schwachen Start konnte sich die Mannschaft vor der Winterpause durch eine Serie von drei Heimsiegen in Folge etwas Luft verschaffen. Der Klassenerhalt wurde frühzeitig geschafft. Neben Torjäger Kuntz wurde Giuseppe Reina zu einer der Entdeckungen des Jahres.
Im Vorfeld der Saison 1997/98 sorgte die Arminia für Aufsehen, als mit Ali Daei und Karim Bagheri die ersten Iraner der Bundesligageschichte verpflichtet wurden. Die Mannschaft konnte durch zahlreiche Heimsiege die eklatante Auswärtsschwäche kompensieren, so dass sie zur Saisonhalbzeit auf Platz 14 stand. Nach der Winterpause führte eine Serie von zwölf Spielen ohne Sieg die Mannschaft auf den letzten Platz. Ein Grund für den Absturz war das zerrüttete Verhältnis zwischen Kuntz und Trainer Middendorp, welches das Klima innerhalb der Mannschaft stark belastete. Auf der Rückfahrt vom Auswärtsspiel beim Hamburger SV verfolgte Middendorp ein Fernseh-Interview mit Stefan Kuntz, das ihn so in Rage brachte, dass er 70 Kilometer vor Bielefeld den Mannschaftsbus verließ und mit einem Taxi nach Hause fuhr.

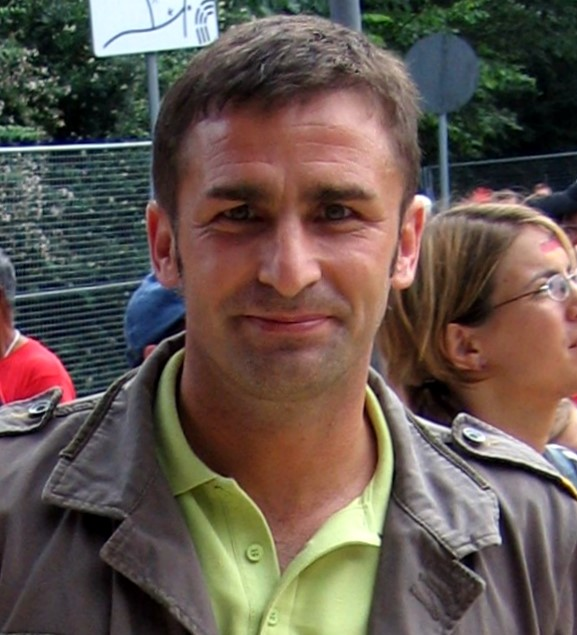
Stefan Kuntz – er stürmte zwischen 1996 und 1998 für die Arminia

Der Abstieg bedeutete auch das Ende der Ära Lamm, der kurz nach dem Rücktritt von Middendorp ebenfalls seinen Hut nahm. Thomas von Heesen übernahm für den Rest der Saison 1998/99 das Training und sorgte für eine offensive Ausrichtung der Mannschaft. Davon profitierte insbesondere Neuzugang Bruno Labbadia, der mit 28 Treffern Torschützenkönig wurde. In der Rückrunde verlor die Mannschaft nur drei Spiele und gewann souverän die Meisterschaft. Trotz des sportlichen Erfolgs konnte die Liquidität nur unter großen Anstrengungen gewährleistet werden. Zur Konsolidierung musste der Verein sparen, was zu der kuriosen Situation führte, dass er für die neue Saison mit einem geringeren Etat plante – statt mit 33 Mio. Mark in der Zweitligasaison nur noch mit 32 Mio. Mark in der Bundesliga.
Mit Hermann Gerland als neuem Trainer startete die Arminia in die Saison 1999/2000. Die ersten vier Spiele blieb der DSC ohne Niederlage, bevor es bergab ging. Zwischen dem 21. November 1999 und dem 28. Februar 2000 unterlag die Mannschaft zehn Mal in Folge und stellte den Negativrekord von Tasmania Berlin und dem 1. FC Nürnberg ein. Neben Gerland wurde auch Bruno Labbadia heftig kritisiert, nachdem der Torjäger im Saisonverlauf drei Elfmeter verschossen und damit einen Bundesligarekord aufgestellt hatte.
Um sich finanziell zu konsolidieren, musste der Verein nach dem Abstieg zahlreiche Leistungsträger wie Silvio Meißner oder Jörg Böhme abgeben. Sehr zum Unmut der Fans hielt der Verein an Trainer Gerland fest. Trotz vier Siegen zu Beginn der Saison 2000/01 forderten die Anhänger mehrfach lautstark seine Entlassung. Eine Serie von elf Spielen ohne Sieg ließ die Mannschaft in die Abstiegszone rutschen. Nachdem Gerland hatte gehen müssen, sorgte der Torwart Goran Ćurko für einen Eklat, als er mitten im Spiel seine Handschuhe auszog, den Zuschauern den Mittelfinger zeigte und in die Kabine verschwand. Benno Möhlmann hieß der neue Trainer und er brachte mit Mathias Hain gleich noch den Torwart seines Ex-Vereins SpVgg Greuther Fürth mit. Die völlig verunsicherte Mannschaft konnte sich erst gegen Saisonende auf Platz 13 retten. Großen Anteil daran hatte der im Vorjahr für drei Millionen Mark verpflichtete Pole Artur Wichniarek. Der schon als Fehleinkauf abgestempelte Stürmer erzielte 18 Tore und wurde zusammen mit dem Reutlinger Olivier Djappa Torschützenkönig.

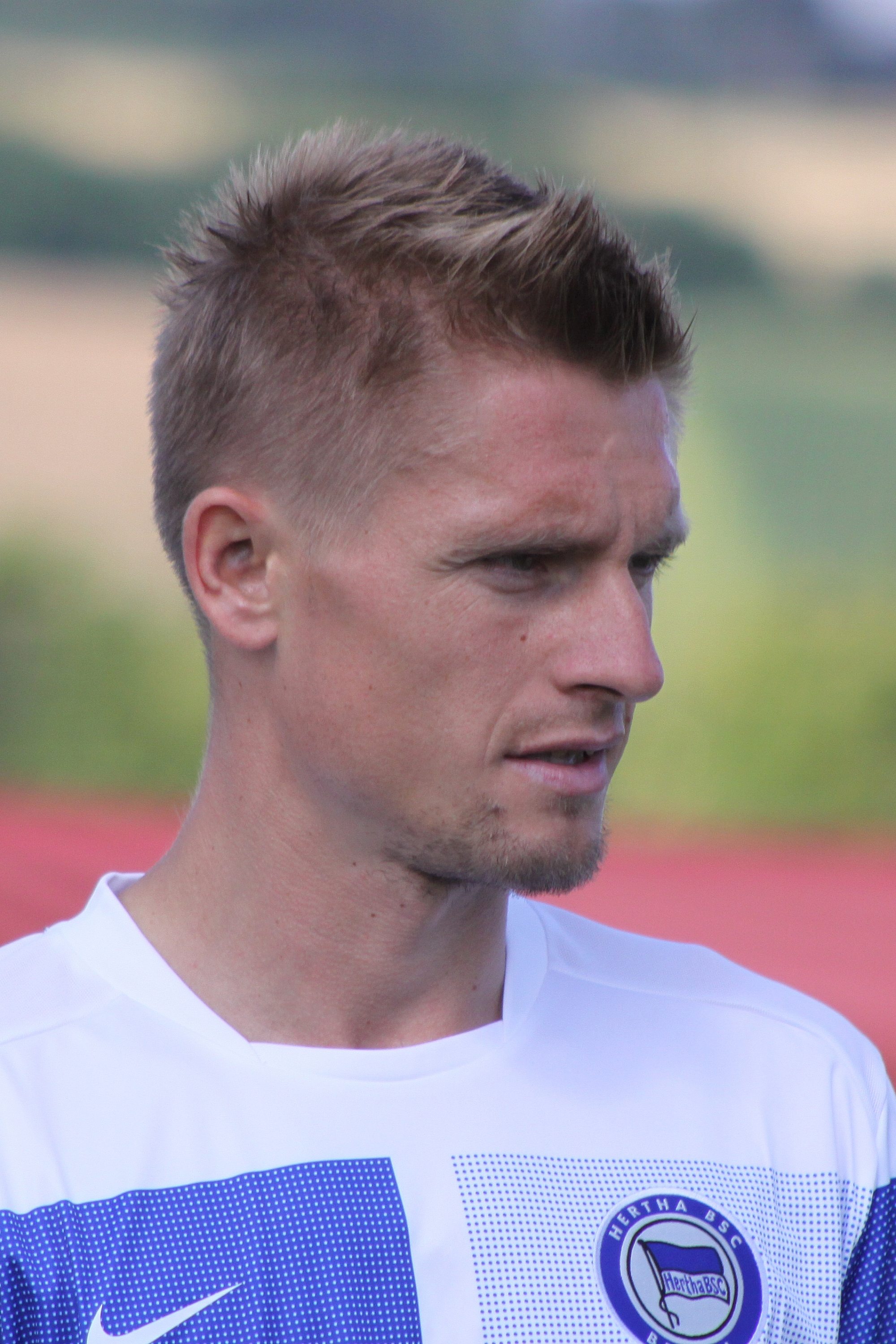
Artur Wichniarek

Besser lief die Saison 2001/02, für die sich der Verein mit Spielern wie Rüdiger Kauf oder Ansgar Brinkmann gezielt verstärkte. Zwölf Heimsiege und 20 Saisontore vom erneuten Torschützenkönig Wichniarek bildeten den Grundstein für den sechsten Bundesligaaufstieg. Damit wurden die Bielefelder zum Rekordaufsteiger. Hinter den Kulissen wurde die Lizenzspielerabteilung in eine Kommanditgesellschaft auf Aktien umgewandelt und ausgelagert.
Mit einem 3:0-Sieg über Werder Bremen startete die Arminia in die Saison 2002/03 und übernahm zum dritten Mal in der Vereinsgeschichte die Tabellenführung der Bundesliga. Zwischen dem 14. und 19. Spieltag blieb die Mannschaft sechs Spiele in Folge ungeschlagen. Nach 28 Spieltagen hatte das Team bereits 34 Punkte gesammelt und der Klassenerhalt war in greifbarer Nähe. Doch aus den letzten sechs Spielen konnte die Mannschaft nur noch zwei Punkte holen und stieg ab. Insbesondere ein Prozess gegen Ansgar Brinkmann nach einer Prügelei in einem Schnellrestaurant brachte Unruhe in die Mannschaft.
Die Zweitligasaison 2003/04 wurde zu einer Achterbahnfahrt. Nach einem schwachen Start und einer zwischenzeitlichen Tabellenführung rutschte die Mannschaft gegen Jahresende auf Platz 8 ab. Nachdem die Mannschaft aus den ersten drei Spielen nach der Winterpause keinen Sieg geholt hatte, musste Trainer Benno Möhlmann gehen. Sein Nachfolger wurde Uwe Rapolder, unter dessen Führung die Mannschaft eine erfolgreiche Aufholjagd startete. Mit sechs Siegen in Folge legten die Arminen den Grundstein für den siebten Bundesligaaufstieg, der am vorletzten Spieltag mit einem torlosen Remis beim VfL Osnabrück perfekt gemacht wurde. Abseits des Platzes sorgten erneut Liquiditätsprobleme für Unruhe. Den Spielern wurden die Gehälter teilweise mit Verspätung ausgezahlt.

### 2004–2009: Erneute Etablierung in der Bundesliga
| Saison  | Liga       | Level | Platz | Tore  | Punkte | Zuschauer |
| ------- | ---------- | ----- | ----- | ----- | ------ | --------- |
| 2004/05 | Bundesliga | I     | 13.   | 37:49 | 40     | 21.700    |
| 2005/06 | Bundesliga | I     | 13.   | 32:47 | 37     | 21.950    |
| 2006/07 | Bundesliga | I     | 12.   | 47:49 | 42     | 23.130    |
| 2007/08 | Bundesliga | I     | 15.   | 35:60 | 34     | 21.530    |
| 2008/09 | Bundesliga | I     | 18.   | 29:56 | 28     | 23.460    |

Aufgrund der immer noch angespannten finanziellen Situation fehlten dem Verein die Mittel für spektakuläre Neuverpflichtungen. Nach einem verpatzten Start in die Saison 2004/05 gelang es den Arminen zum ersten Mal, drei Auswärtsspiele in Folge zu gewinnen. Insbesondere Neuzugang Delron Buckley erwies sich als gute Verpflichtung, er führte zeitweise die Torjägerliste an. Patrick Owomoyela wurde zum Nationalspieler und zum Beginn der Winterpause hatte die Mannschaft 24 Punkte geholt. Zwar gewann sie in der Rückrunde nur noch vier Spiele, darunter ein 3:1-Sieg gegen Bayern München, dennoch konnte der Klassenerhalt vier Spieltage vor Schluss durch einen 3:1-Sieg über den SC Freiburg sichergestellt werden. Im DFB-Pokal erreichte die Mannschaft zum ersten Mal in der Vereinsgeschichte das Halbfinale, das zu Hause mit 0:2 gegen Bayern München verloren wurde. Trotz der sportlich erfolgreichen Saison wechselte Uwe Rapolder zur neuen Saison zum 1. FC Köln. Seine Nachfolge trat der bis dahin als sportlicher Geschäftsführer tätige Thomas von Heesen an.

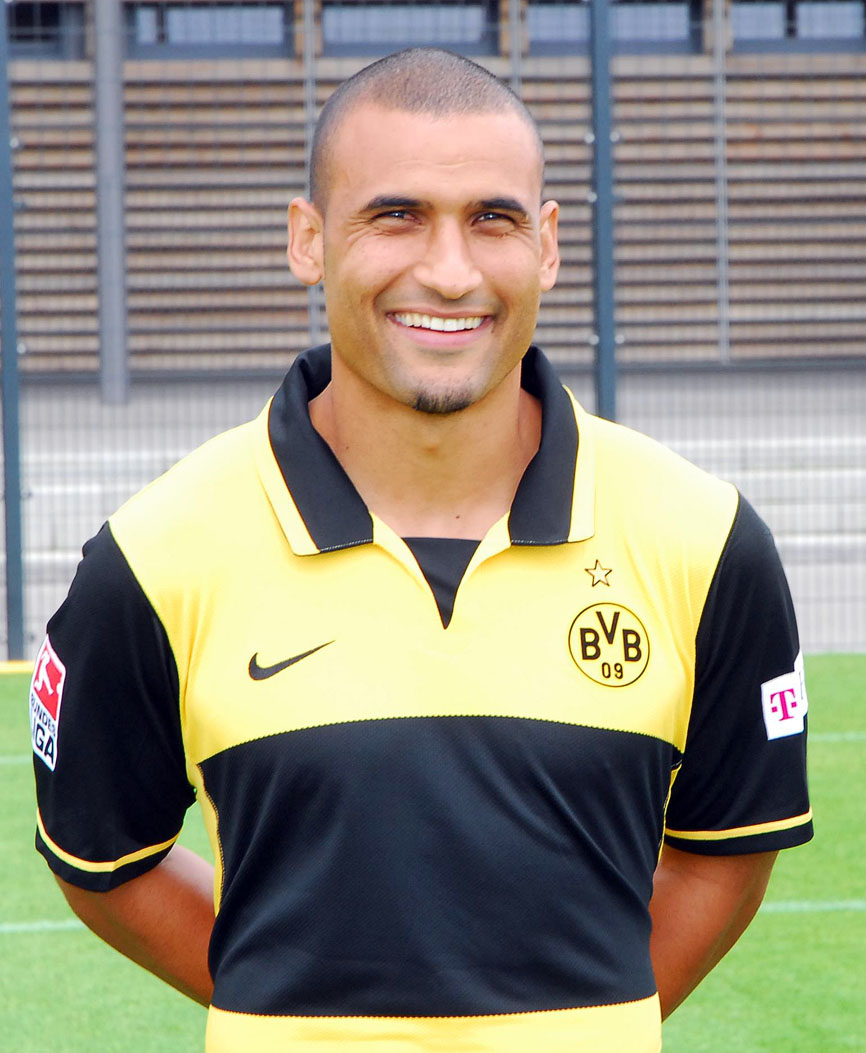
Delron Buckley

Eine eklatante Offensivschwäche kennzeichnete die Saison 2005/06. In 15 Spielen blieb der DSC ohne eigenen Torerfolg. Ein Hauptgrund für die Harmlosigkeit im Angriff war der Wechsel von Delron Buckley zu Borussia Dortmund. Der Südafrikaner, der im Vorjahr 15 Tore erzielt hatte, konnte nicht adäquat ersetzt werden. Trotz einer desolaten Rückrunde wurden die Arminen am Ende erneut Dreizehnter, was auch auf die Schwäche der Konkurrenz im Abstiegskampf zurückzuführen war. Besser lief es im DFB-Pokal, wo die Mannschaft erneut das Halbfinale erreichte. Eintracht Frankfurt gewann auf eigenem Platz jedoch mit 1:0. Ein Sieg über die Eintracht hätte für den DSC die erstmalige Teilnahme am UEFA-Pokal bedeutet, da der andere Finalist Bayern München die Teilnahme an der Champions League bereits so gut wie sicher hatte.
Nach dem obligatorischen schwachen Saisonbeginn stellte die Mannschaft in der ersten Hälfte der Saison 2006/07 einen neuen Vereinsrekord auf, als acht Spiele in Folge nicht verloren wurden. Im weiteren Verlauf der Saison kam es jedoch zu internen Querelen zwischen dem Vorstand und Trainer von Heesen. Nachdem in 14 Spielen nur ein Sieg herausgekommen war, wurde das Arbeitsverhältnis mit von Heesen beendet. Co-Trainer Frank Geideck übernahm als Cheftrainer und rutschte auf einen Abstiegsplatz. Neun Spieltage vor Schluss kam es zu einem erneuten Trainerwechsel. Mit Ernst Middendorp wurde ein alter Bekannter verpflichtet. Ihm gelang die Rettung, vier Siege in Folge sorgten für den Klassenerhalt.
Drei Siege bei einem Remis und einer Niederlage standen nach den ersten fünf Spielen der Saison 2007/08 zu Buche und Middendorp bezeichnete seine Mannschaft als „Bayernjäger“. Danach folgte jedoch eine rasante Talfahrt, die mit einer 1:8-Niederlage bei Werder Bremen ihren absoluten Tiefpunkt fand. Nach einer 1:6-Auswärtsniederlage in Dortmund musste Middendorp Anfang Dezember gehen. Er wurde vorübergehend durch Detlev Dammeier ersetzt, der mit einem 2:0-Heimsieg über den amtierenden Meister VfB Stuttgart für einen halbwegs versöhnlichen Jahresausklang sorgte. Ab dem 1. Januar 2008 übernahm Michael Frontzeck den Trainerposten bei der Arminia. Er konnte aber das Abrutschen auf einen Abstiegsrang nicht verhindern. Als weitere personelle Konsequenz aus der sportlichen Misere wurde der sportliche Geschäftsführer Reinhard Saftig entlassen, sein Nachfolger wurde Detlev Dammeier. Schließlich gelang der Klassenerhalt am letzten Spieltag durch ein 2:2 beim VfB Stuttgart, wobei die Arminia von einer Nürnberger Niederlage gegen Schalke profitierte.
Obwohl die Mannschaft in der Saison 2008/09 die wenigsten Siege (vier) und die meisten Unentschieden (16) aller Vereine eingefahren hatten, standen die Blauen bis zum letzten Spieltag noch auf dem drittletzten Platz, der zur wieder eingeführten Relegation gegen den Dritten der 2. Bundesliga berechtigt hätte. Nach einer 0:6-Niederlage bei Borussia Dortmund am vorletzten Spieltag ersetzte der als „Retter“ bekannte Jörg Berger Michael Frontzeck am letzten Spieltag. Die Hoffnung auf den Klassenerhalt zerschlug sich jedoch nach einem 2:2 gegen Hannover 96, da Konkurrent Energie Cottbus durch einen 3:0-Sieg über Bayer 04 Leverkusen an der Arminia vorbeizog. Da auch der Karlsruher SC siegte, stiegen die Arminen als Tabellenletzter zum siebten Mal aus der Bundesliga ab. Tags darauf beendeten Trainer Berger und der Verein ihre kurzzeitige Zusammenarbeit wieder.

### 2009–2015: Zweimal Dritte Liga und zurück
| Saison  | Liga          | Level | Platz | Tore  | Punkte | Zuschauer |
| ------- | ------------- | ----- | ----- | ----- | ------ | --------- |
| 2009/10 | 2. Bundesliga | II    | 07.   | 48:41 | 49     | 14.780    |
| 2010/11 | 2. Bundesliga | II    | 18.   | 28:65 | 17     | 13.570    |
| 2011/12 | 3. Liga       | III   | 13.   | 51:57 | 50     | 08.935    |
| 2012/13 | 3. Liga       | III   | 02.   | 59:32 | 76     | 10.315    |
| 2013/14 | 2. Bundesliga | II    | 16.   | 40:58 | 35     | 16.904    |
| 2014/15 | 3. Liga       | III   | 01.   | 75:41 | 74     | 14.552    |

Durch den Abstieg geriet das Umfeld des Vereins in eine große Unruhe, die zu den größten personellen Veränderungen seit Jahren führte. Im Zentrum der Kritik stand dabei die Vereins- und Geschäftsführung, der eine unstete Personalpolitik im Bereich der sportlichen Führung und des Kaders vorgeworfen wurde. Als Konsequenz trat der gesamte Vorstand zurück und Finanzgeschäftsführer Roland Kentsch wurde freigestellt. Neuer Trainer der Mannschaft wurde Thomas Gerstner, der jedoch bereits am 11. März 2010 seinen Platz räumen musste. Leistungsträger der vergangenen Saisons wie Rüdiger Kauf, Dennis Eilhoff, Jonas Kamper und Radim Kučera blieben der Arminia trotz des Abstiegs treu.
Am 16. März 2010 wurde der Arminia von der DFL wegen Verstößen gegen die Lizenzierungsordnung vier Punkte abgezogen, was einen zu diesem Zeitpunkt immer noch möglichen Aufstieg in der Saison 2009/10 nahezu aussichtslos machte. Die finanzielle Schieflage wurde zudem immer bedrohlicher und es entstand eine Etatunterdeckung in Höhe von zwölf Millionen Euro. Hauptgrund hierfür war der Ausbau der Osttribüne, der 19 Mio. statt der geplanten acht Mio. Euro kostete. Schließlich erhielt der Verein die Lizenz, da durch weitere Darlehen, Stundungen und vorgezogene Zahlungen von Sponsoren die Deckungslücke geschlossen werden konnte. Zahlreiche Leistungsträger verließen daraufhin den Verein, der mit Christian Ziege einen neuen Trainer und mit Ralf Schnitzmeier einen neuen Geschäftsführer präsentierte. Zuvor wurde ein neues Präsidium um den bisherigen stellvertretenden Aufsichtsratsvorsitzenden Wolfgang Brinkmann eingesetzt.
Die Mannschaft für die Zweitligasaison 2010/11 erwies sich trotz zahlreicher Nachverpflichtungen als nicht konkurrenzfähig und stieg als Tabellenletzter ab. Den Trainerposten übernahm im November 2010 Ewald Lienen, der seinen Einstand mit einem kuriosen 2:1-Sieg gegen den VfL Osnabrück feierte. Die Arminen gewannen das Spiel durch zwei Eigentore der Osnabrücker. Im April 2011 musste der Verein eine Finanzhilfe in Höhe von 1,25 Mio. Euro aus dem Sicherungsfonds des Ligaverbandes in Anspruch nehmen, weshalb der Mannschaft drei Punkte abgezogen wurden. Ebenfalls im April stellte der Verein mit Markus von Ahlen den Trainer für die neue Saison vor. Einen Monat zuvor war Samir Arabi als neuer sportlicher Leiter verpflichtet worden. Nach weiterer finanzieller Unterstützung aus dem Vereinsumfeld, unter anderem wurden große Teile der Fananleihe Bau auf Blau aus dem Jahr 2006 von den Zeichnern verlängert oder deren Auszahlung ausgesetzt, erhielt die Arminia am 14. Juni 2011 die Lizenz für die 3. Liga.

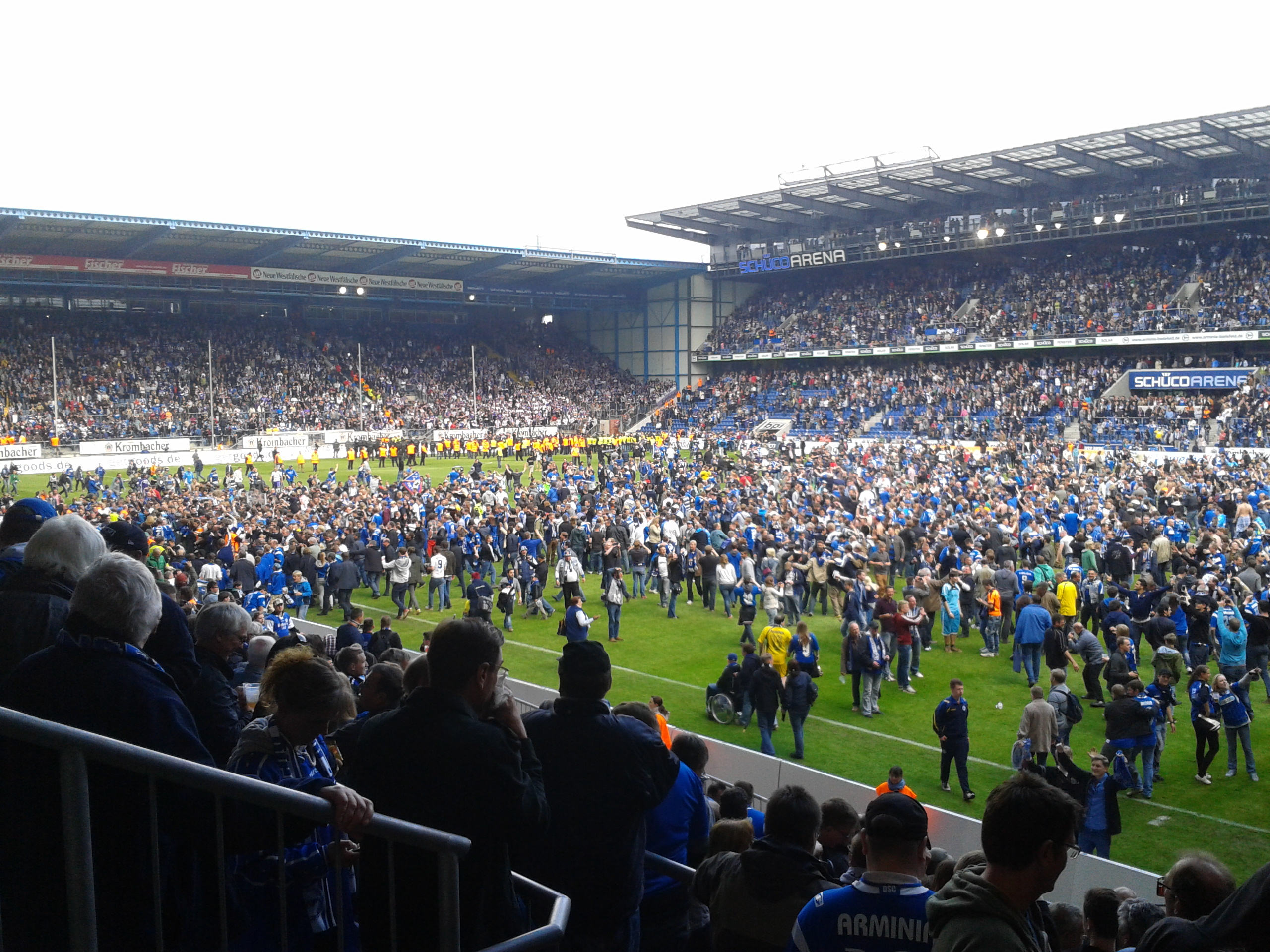
Nach dem Wiederaufstieg in die 2. Bundesliga stürmen Fans am 11. Mai 2013 den Platz

Vor Beginn der Saison 2011/12 gab es bei der Arminia einen erheblichen personellen Umbruch. Von den Spielern der letzten Erstligasaison blieb nur Markus Schuler an Bord, neu geholt wurden die für die nächsten Saisons prägenden Patrick Platins, Manuel Hornig, Tom Schütz, Thomas Hübener, Sebastian Hille, Patrick Schönfeld, Johannes Rahn und insbesondere Fabian Klos. Die Mannschaft galt als einer der Aufstiegsfavoriten für die 2. Bundesliga, fand sich aber nach drei Niederlagen und nur einem Unentschieden bereits am vierten Spieltag auf dem letzten Tabellenplatz wieder. Belastet wurde die Situation durch die „Rotlicht-Affäre“ um Geschäftsführer Schnitzmeier, gegen den wegen Körperverletzung und Beleidigung während eines privaten Bordellbesuchs Strafbefehl erlassen wurde. Der Verein trennte sich daraufhin von ihm. Nach der 0:4-Heimniederlage gegen den 1. FC Saarbrücken am zehnten Spieltag wurde Trainer Markus von Ahlen entlassen. Nachfolger wurde Stefan Krämer, der am 3. November 2011 zum Chef-Trainer befördert wurde. Unter Krämer verlor die Mannschaft in den letzten elf Spielen im Jahr 2011 nur ein Spiel und konnte sich im Tabellenmittelfeld etablieren. Darüber hinaus gewann der DSC den Westfalenpokal durch einen 2:0-Sieg über Preußen Münster.
Mit einer punktuell verstärkten Mannschaft ging die Arminia in die Saison 2012/13, die sich in der Spitzengruppe der Liga festsetzte. In der Rückrunde blieben die Blauen bis auf zwei Spiele ohne Niederlage und schafften nach einem 1:0-Heimsieg über den VfL Osnabrück am vorletzten Spieltag den Wiederaufstieg in die 2. Bundesliga. Trainer Krämer bezeichnete den Aufstieg als „kleines Märchen“ und lobte den Zusammenhalt und die Kampfkraft der Mannschaft. Fabian Klos wurde mit 20 Treffern Torschützenkönig der 3. Liga. Zum Abschluss der Saison verteidigte die Arminia am 9. Juli 2013 den Westfalenpokal gegen den SC Wiedenbrück 2000 mit einem 3:1-Sieg.
Nach einem erfolgreichen Start in die Saison 2013/14, der die Mannschaft am achten Spieltag bis auf den dritten Tabellenplatz führte, folgte eine Serie von sieben Niederlagen, aufgrund derer die Arminia in die Abstiegszone abrutschte. Obwohl die Mannschaft diese Negativserie im Dezember 2013 durchbrechen konnte, gelang es ihr nicht, sich von den Abstiegsrängen abzusetzen. Infolgedessen wurde Trainer Krämer am 23. Februar 2014 nach einer 0:2-Heimniederlage gegen den FC Ingolstadt 04 vom Verein freigestellt und Norbert Meier als neuer Trainer vorgestellt. Die Arminia holte aus den folgenden elf Spielen nur zehn Punkte und belegte ab dem 26. Spieltag Platz 17. Am letzten Spieltag kam es zum Spiel um den Klassenerhalt bei Dynamo Dresden, das nur aufgrund des besseren Torverhältnisses den 16. Tabellenplatz einnahm. Die Arminia bezwang die Sachsen mit 3:2 (nach einem 2:0 und 2:2) und zog in die Relegation ein, in der sie auf den SV Darmstadt 98 traf. Bielefeld gewann das Hinspiel in Darmstadt mit 3:1, unterlag aber im Heimspiel durch ein Gegentor in der Nachspielzeit mit 2:4 nach Verlängerung und stieg aufgrund der Auswärtstorregel erneut in die 3. Liga ab.
→ Daten zu den Relegationsspielen 2014

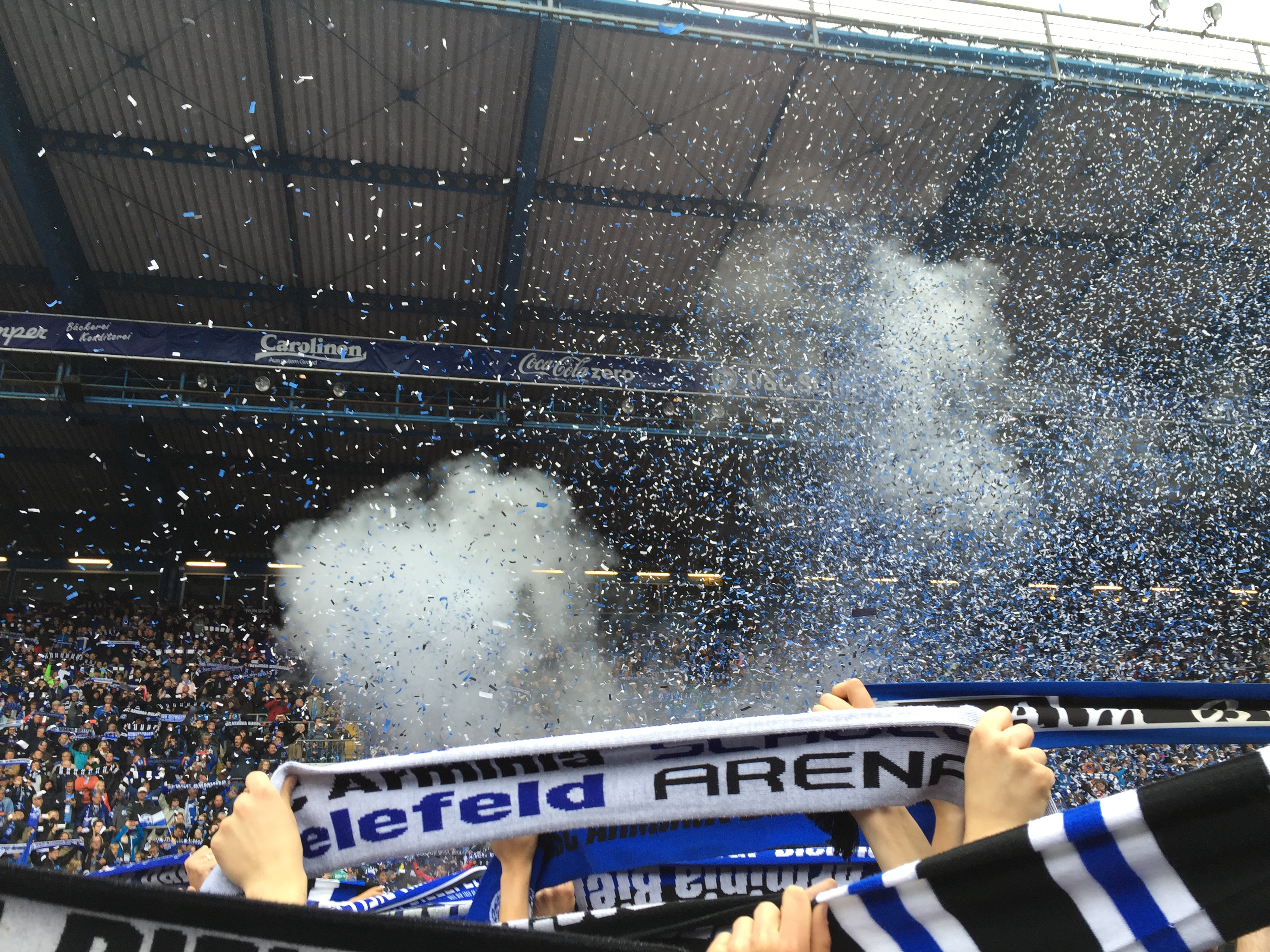
Feier zum Wiederaufstieg in die 2. Bundesliga auf dem Stadionrasen am 16. Mai 2015

In der folgenden Spielzeit sorgte die Arminia besonders im DFB-Pokal für Furore. Mit Hertha BSC (5:4 n. E.), Werder Bremen (3:1) und Borussia Mönchengladbach (6:5 nach Elfmeterschießen) warfen die Bielefelder drei Bundesligisten aus dem Wettbewerb und schieden dann im Halbfinale nach einer 0:4-Niederlage gegen den späteren Pokalsieger VfL Wolfsburg aus. In der Liga erwischte das Team zunächst einen Fehlstart und kletterte in den folgenden Monaten nach oben. Am 19. Spieltag wurde der Verein Herbstmeister. Am vorletzten Spieltag sicherte sich die Arminia nach einem 2:2 gegen den SSV Jahn Regensburg den direkten Wiederaufstieg. Pascal Testroet erzielte fünf Minuten vor dem Abpfiff den entscheidenden Ausgleichstreffer. Eine Woche später gewannen die Bielefelder noch die Meisterschaft. In der Rückrunde hatten die Arminen die Tabellenführung damit nicht mehr abgegeben.

### 2015–2020: Sportliche und finanzielle Konsolidierung
| Saison  | Liga          | Level | Platz | Tore  | Punkte | Zuschauer |         |
| ------- | ------------- | ----- | ----- | ----- | ------ | --------- | ------- |
| 2015/16 | 2. Bundesliga | II    | 12.   | 38:39 | 42     | 17.530    |         |
| 2016/17 | 2. Bundesliga | II    | 15.   | 50:54 | 37     | 17.490    |         |
| 2017/18 | 2. Bundesliga | II    | 04.   | 51:47 | 48     | 18.002    |         |
| 2018/19 | 2. Bundesliga | II    | 07.   | 52:50 | 49     | 19.128    |         |
| 2019/20 | 2. Bundesliga | II    | 01.   | 65:30 | 68     | 21.290    | Details |

In der Saison 2015/16 konnte sich die Arminia von Beginn an im unteren Mittelfeld der Tabelle etablieren und überzeugte im weiteren Verlauf der Spielzeit mit einer stabilen Defensive. So stellte man – gemessen an der Zahl der Gegentore – die viertbeste Abwehr der Liga. Der DSC beendete die Saison mit 42 Punkten auf dem zwölften Tabellenplatz, ohne einmal auf einem Abstiegs- oder Relegationsplatz gestanden zu haben. Mit 18 Unentschieden erzielte der Verein dabei einen neuen Zweitligarekord. Im DFB-Pokal konnte die Arminia nicht an die Überraschungserfolge der Vorsaison anknüpfen und schied in der ersten Runde gegen den Erstligisten Hertha BSC aus. Trainer Norbert Meier verließ den Verein am Saisonende Richtung SV Darmstadt 98. Sein Nachfolger wurde Rüdiger Rehm.
Dieser musste nach zehn sieglosen Spielen zu Beginn der Saison 2016/17 wieder gehen und wurde durch Jürgen Kramny ersetzt. Auch unter ihm besserte sich die Situation der Mannschaft nicht. Nachdem die Bielefelder im März 2017 auf den letzten Tabellenplatz abgerutscht waren, sorgte der Verein erneut für ein Novum im deutschen Profifußball, als mit Jeff Saibene erstmals ein Trainer aus Luxemburg verpflichtet wurde. In einem spannenden Endspurt schaffte die Arminia noch den Klassenerhalt. Zunächst schlug die Mannschaft am vorletzten Spieltag den Tabellenzweiten Eintracht Braunschweig mit 6:0. Sie rettete sich eine Woche später durch ein 1:1 bei Dynamo Dresden. Dabei profitierten die „Blauen“ von der gleichzeitigen 1:2-Niederlage des direkten Konkurrenten 1860 München beim 1. FC Heidenheim. Erfolgreicher waren die Bielefelder im DFB-Pokal, in dem sie erst im Viertelfinale mit 0:1 bei Eintracht Frankfurt scheiterten.
Nachdem der auslaufende Vertrag mit Jeff Saibene verlängert worden war, musste der Verein trotz gestiegener Fernseheinnahmen das Budget für die Profimannschaft kürzen. Finanziell drohte im Dezember 2017 die Insolvenz. Diese konnte durch das Engagement von Sponsoren im „Bündnis Ostwestfalen“ und durch einen Forderungsverzicht einiger Gläubiger verhindert werden. Der Schuldenstand sollte auch durch den Verkauf des Stadions auf unter vier Millionen Euro gesenkt werden. Die Mannschaft zeigte sich von den finanziellen Schwierigkeiten weitestgehend unbeeindruckt, stand während der gesamten Saison 2017/18 nie schlechter als auf Rang 10 und beendete die Spielzeit auf dem vierten Tabellenplatz. Mit im Schnitt rund 18.000 Besuchern verbuchte die Arminia einen vereinsinternen Zuschauerrekord für Spiele in der zweiten Liga. Im DFB-Pokal verlief die Spielzeit weniger erfolgreich und man schied gegen den späteren Bundesliga-Aufsteiger Fortuna Düsseldorf in der ersten Runde mit 1:3 nach Verlängerung im eigenen Stadion vor knapp 20.000 Zuschauern aus.
Am 12. November 2018 verkaufte die Arminia das Stadion für eine nicht genannte Summe an eine Gruppe Unternehmer aus Bielefeld und der Region. Durch die Erlöse aus dem Verkauf sowie dem Verzicht einiger Gläubiger auf ihre Forderungen konnte der Schuldenstand innerhalb eines Jahres um 26,5 Millionen Euro gesenkt werden. Cheftrainer Saibene wurde nach zehn Pflichtspielen in Folge ohne Sieg, dem Abrutschen auf Platz 14 in der 2. Bundesliga und dem Ausscheiden in der 2. Runde des DFB-Pokals am 10. Dezember 2018 von seinen Aufgaben entbunden. Am selben Tag wurde Uwe Neuhaus neuer Cheftrainer. Unter Neuhaus wurde die Arminia zur zweitbesten Rückrundenmannschaft und belegte Platz sieben am Ende der Saison 2018/19.
Der positive Trend setzte sich in der Saison 2019/20 fort und die als Geheimfavorit gehandelte Arminia beendete die Hinrunde als Herbstmeister und bestes Team im Kalenderjahr 2019. Darüber hinaus stellte die Mannschaft mit sieben Auswärtssiegen in Folge einen neuen Zweitligarekord auf. Auch durch die Unterbrechung der Saison infolge der COVID-19-Pandemie ließ sich die Mannschaft nicht aus dem Konzept bringen und sicherte sich die Meisterschaft und den achten Aufstieg in die Bundesliga. Fabian Klos wurde mit 21 Toren Torschützenkönig.

### Seit 2020: Von der Bundesliga in die 3. Liga und Pokalfinale
| Saison  | Liga          | Level | Platz | Tore  | Punkte | Zuschauer |         |
| ------- | ------------- | ----- | ----- | ----- | ------ | --------- | ------- |
| 2020/21 | Bundesliga    | I     | 15.   | 26:52 | 35     | 05.460    | Details |
| 2021/22 | Bundesliga    | I     | 17.   | 27:53 | 28     | 16.773    | Details |
| 2022/23 | 2. Bundesliga | II    | 16.   | 50:62 | 34     | 21.740    | Details |
| 2023/24 | 3. Liga       | III   | 14.   | 48:47 | 46     | 18.640    | Details |
| 2024/25 | 3. Liga       | III   | 01.   | 64:36 | 72     | 21.266    | Details |

Der Verein ging mit einem Etat von 22 Millionen Euro in die Saison 2020/21 und verfügte damit über das mit Abstand kleinste Budget der Liga. Arminias Sportchef Samir Arabi sprach vor der Saison davon, dass der Verein in einen Wettstreit mit „17 Motorbooten“ geht, während die Bielefelder im „Schlauchboot“ sitzen. Mit Jonathan Clauss verließ eine Stütze des Aufstiegsteams die Ostwestfalen. Das erste Pflichtspiel war die Partie in der ersten Runde im DFB-Pokal beim Regionalligisten Rot-Weiss Essen, das die Bielefelder mit 0:1 verloren. Am 1. März 2021 wurde Aufstiegstrainer Uwe Neuhaus in höchster Abstiegsnot entlassen und durch Frank Kramer ersetzt. Am letzten Spieltag wurde der Klassenerhalt durch einen 2:0-Auswärtssieg gegen den VfB Stuttgart sichergestellt. Die Arminen Amos Pieper und Arne Maier wirkten anschließend aktiv am Gewinn der deutschen Mannschaft der U21-Europameisterschaft mit. Obwohl Arminia in der Sommerpause abgesehen von dem ohnehin nur ausgeliehenen Ritsu Dōan viele wichtige Spieler halten konnte, sollte sich die Saison 2021/22 als noch schwieriger erweisen. Im DFB-Pokal überstand der DSC die 2. Runde nicht. In der Liga gelang der Mannschaft nur kurzzeitig ab November eine ordentliche Punkteausbeute. Bemerkenswerterweise gewann sie im Dezember in Leipzig und im Januar in Frankfurt jeweils 2:0. Nach einem 1:0-Heimsieg gegen Union Berlin kletterte Arminia sogar vorübergehend auf Rang 14. Es folgte jedoch eine Serie von sieben sieglosen Spielen, in deren Folge Frank Kramer am 20. April 2022 gehen musste. Als Interimstrainer wurde Torwarttrainer Marco Kostmann installiert, der jedoch die Negativserie nicht beenden konnte. Am Saisonende hatte Arminia lediglich fünf Spiele gewonnen und stieg mit nur 28 Punkten in die 2. Liga ab.
Zur Zweitligasaison 2022/23 übernahm der Italiener Uli Forte das Traineramt, der allerdings nach vier Niederlagen in Folge zum Saisonauftakt schnell wieder entlassen wurde. Unter seinem Nachfolger Daniel Scherning gestalteten sich die Leistungen und Resultate wechselhaft. Insbesondere in der nach dem Abstieg größtenteils neu formierten Defensive zeigten sich wiederholte Schwächen, so dass auch immer wieder Punkte in Spielen gegen direkte Konkurrenten um den Klassenerhalt verloren wurden. Im DFB-Pokal schied man in der 2. Runde mit einer 0:6-Niederlage beim VfB Stuttgart aus. Nachdem Arminia eine 3:0-Führung bei Eintracht Braunschweig nicht verteidigen und durch drei Gegentore nur ein Remis erzielen konnte, einigte sich der Verein am 6. März 2023 mit Samir Arabi auf eine sofortige Beendigung der langjährigen Zusammenarbeit. Der Posten des sportlichen Geschäftsführers blieb bis Saisonende vakant. Tags darauf wurde auch Scherning freigestellt und am 9. März 2023 durch Uwe Koschinat ersetzt. Trotz eines umgehenden 3:1-Heimsiegs gegen Tabellenführer Darmstadt 98 konnte auch dieser die Abwehr nicht dauerhaft stabilisieren, so dass Arminia nach einer 0:4-Auswärtsniederlage beim 1. FC Magdeburg am letzten Spieltag nur Rang 16 erreichte. Dabei war man über die gesamte Saison in bloß zwei Ligaspielen ohne Gegentreffer geblieben. In der Relegation gegen SV Wehen Wiesbaden ging bereits das Hinspiel abermals 0:4 verloren. Beim Rückspiel konnte Arminia im heimischen Stadion aus einer frühen 1:0-Führung keine erfolgreiche Aufholjagd mehr starten und stieg nach einer 1:2-Niederlage in die 3. Liga ab.
→ Daten zu den Relegationsspielen 2023

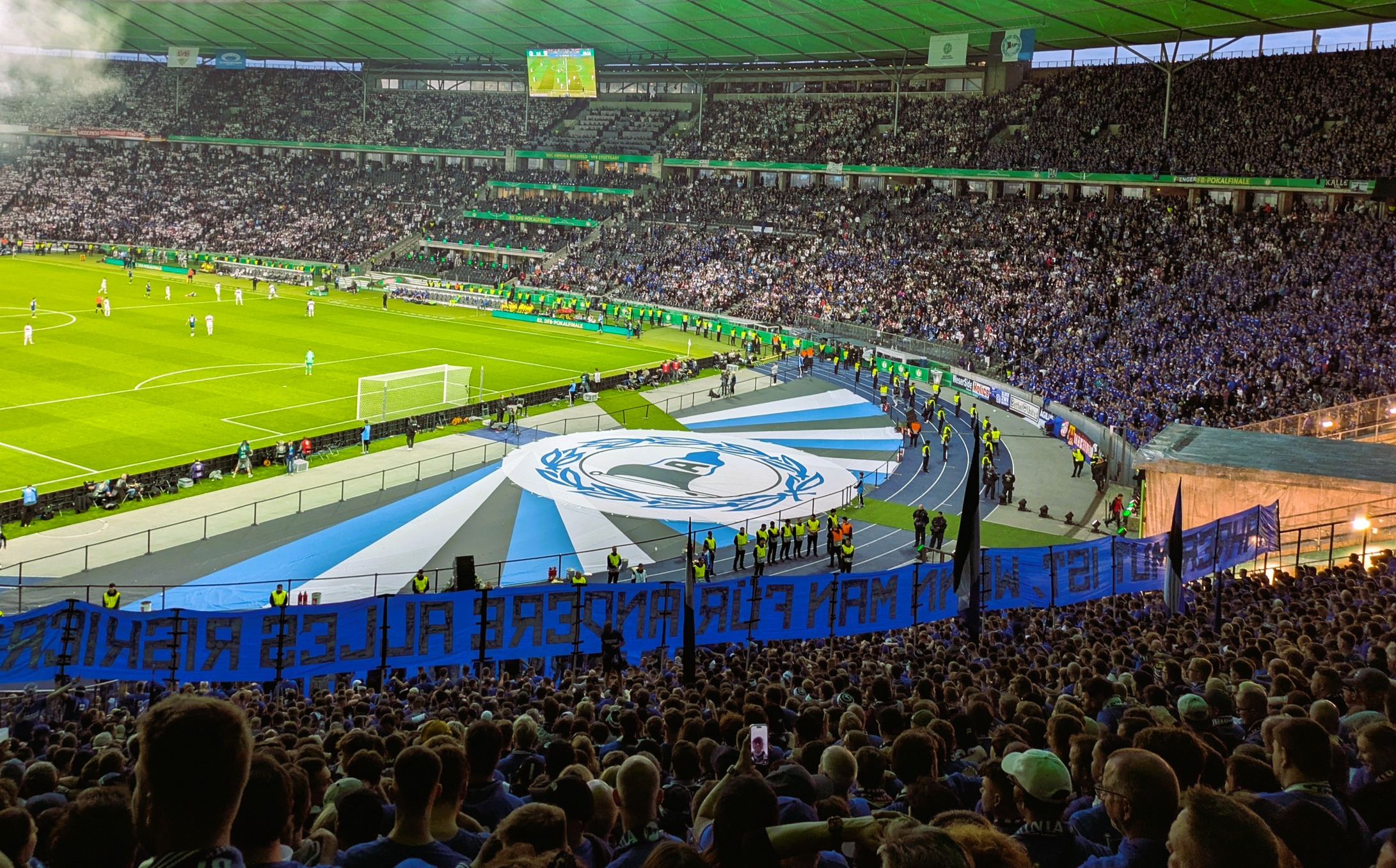
DFB-Pokalfinale Berlin 2025

Mit einem fast komplett runderneuerten Team ging die Mannschaft in die folgenden Drittligasaison 2023/24 und musste erneut lange gegen den Abstieg kämpfen. Erst am vorletzten Spieltag wurde der Klassenerhalt durch ein torloses Remis gegen den Halleschen FC erreicht. Am Saisonende beendete der Rekordspieler und -torschütze Fabian Klos seine Karriere und wurde als erster Spieler der Vereinsgeschichte zum Ehrenkapitän ernannt. Mit einer gezielt verstärkten Mannschaft ging die Arminia in die Saison 2024/25, wo sich die Mannschaft bereits am vorletzten Spieltag den Aufstieg in die 2. Bundesliga sichern konnte. Darüber hinaus sorgten die Bielefelder im DFB-Pokal für Furore, wo die Mannschaft vier Bundesligisten, darunter im Halbfinale den amtierenden deutschen Meister Bayer 04 Leverkusen, ausschalten konnte und erstmals ins Finale einzog. Dort mussten sich die Arminen jedoch dem VfB Stuttgart mit 2:4 geschlagen geben. Die Tore für die Bielefelder erzielten Julian Kania und der Stuttgarter Josha Vagnoman per Eigentor. Abgerundet wurde die Saison durch die erfolgreiche Titelverteidigung im Westfalenpokal durch einen 2:0-Sieg über die Sportfreunde Lotte.
→ Daten zum DFB-Pokal-Finale 2025

## Persönlichkeiten

### Kader Saison 2025/26
Stand: 13. August 2025
| 01 | Jonas Kersken | Deutschland England |
| 18 | Leo Oppermann | Deutschland         |

| 02 | Felix Hagmann       | Deutschland          |
| 03 | Joel Felix          | Danemark Saint Lucia |
| 05 | Jonathan Norbye     | Norwegen             |
| 19 | Maximilian Großer   | Deutschland          |
| 23 | Leon Schneider      | Deutschland          |
| 24 | Christopher Lannert | Deutschland          |
| 29 | Tim Handwerker      | Deutschland          |
| 36 | Justin Lukas        | Deutschland          |

| 06 | Maël Corboz         | Vereinigte Staaten Frankreich |
| 08 | Sam Schreck         | Deutschland                   |
| 10 | Marvin Mehlem       | Deutschland                   |
| 13 | Lukas Kunze         | Deutschland                   |
| 20 | Florian Micheler    | Osterreich                    |
| 21 | Stefano Russo       | Deutschland Italien           |
| 27 | Benjamin Boakye     | Deutschland                   |
| 37 | Noah Sarenren Bazee | Deutschland Nigeria           |
| 43 | Daniel Richter      | Deutschland                   |

| 07 | Julian Kania     | Deutschland        |
| 09 | Jeredy Hilterman | Suriname           |
| 11 | Joel Grodowski   | Deutschland        |
| 22 | Mika Schroers    | Deutschland        |
| 28 | Roberts Uldriķis | Lettland           |
| 30 | Isaiah Young     | Vereinigte Staaten |

### Transfers der Saison 2025/26
| Zugänge | Abgänge |
| Sommerpause 2025 | Sommerpause 2025 |
| --- | --- |
| - Benjamin Boakye (VfB Stuttgart II) - Tim Handwerker (SSV Jahn Regensburg) - Jeredy Hilterman (SC Cambuur; Leihende) - Marvin Mehlem (Hull City) - Florian Micheler (TSG 1899 Hoffenheim; Leihe) - Jonathan Norbye (RB Leipzig; Leihe) | - André Becker (SSV Ulm 1846) 1 - Semi Belkahia (Vertragsende; Ziel unbekannt) - Merveille Biankadi (Vertragsende; Ziel unbekannt) - Nassim Boujellab (TSV Havelse) - Max Lippert (1. FC Köln II; Leihe) - Louis Oppie (FC St. Pauli) - Marius Wörl (Hannover 96; Leihende) |

### Trainer und Funktionäre Saison 2025/26
| Funktion                  | Name              |
| ------------------------- | ----------------- |
| Cheftrainer               | Michél Kniat      |
| Co-Trainer                | Daniel Jara       |
| Co-Trainer                | Luis Allmeroth    |
| Co-Trainer / Videoanalyst | Janik Steringer   |
| Torwarttrainer            | Steffen Süßner    |
| Athletiktrainer           | Niklas Klasen     |
| Rehatrainer               | Malte Hornemann   |
| Geschäftsführer Sport     | Michael Mutzel    |
| Teammanagerin             | Sandra Hausberger |

### Ehemalige Spieler

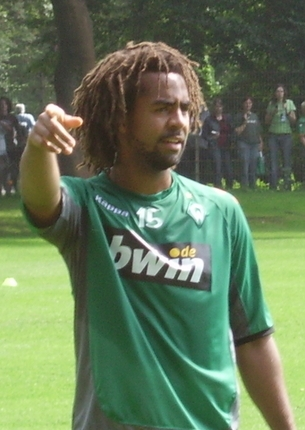
Patrick Owomoyela

Insgesamt vier Spieler der Arminia trugen das Trikot der deutschen Nationalmannschaft. Walter Claus-Oehler wurde 1923 der erste und für Jahrzehnte der einzige Bielefelder Nationalspieler. In seinen zwei Spielen erzielte er ein Tor. 1996 wurde Stefan Kuntz der zweite; in seinen zwei Länderspielen in seiner Zeit beim DSC erzielte er auch ein Tor und wurde damit auch zum zweiten Bielefelder Torschützen in Nationaltrikot. Beim Konföderationen-Pokal 1999 kam Ronald Maul zu zwei 15-minütigen Einsätzen und wurde damit zum dritten Arminen in der Nationalmannschaft. Patrick Owomoyela absolvierte 2004/05 insgesamt sechs Länderspiele, während seiner Zeit beim DSC, drei davon als Einwechselspieler, und hält damit den Vereinsrekord. Karl-Heinz Geils trug zwischen 1981 und 1983 je sechs Mal das Trikot der deutschen B- und Olympiaauswahl. International ist Karim Bagheri Arminias Rekordspieler. Zwischen 1997 und 2000 spielte er 28 Mal für den Iran.
Der Torwart Wolfgang Kneib hält den Rekord für die meisten Ligaspiele. Zwischen 1980 und 1993 spielte er 370 Mal in der Bundesliga, 2. Bundesliga und Oberliga. Während seiner 13 Jahre erzielte er drei Tore per Elfmeter. Ebenfalls auf über 300 Ligaspiele können Fabian Klos (354), Wolfgang Pohl (331) und Helmut Schröder (313) zurückblicken. Die meisten Tore erzielte der noch aktive Fabian Klos mit 140 Toren vor Ernst Kuster mit 111 Treffern, Artur Wichniarek mit 83 Treffern und Norbert Eilenfeldt, der 81 Tore erzielte.
Zahlreiche Spieler des DSC wurden bei anderen Vereinen zu Nationalspielern. Beispiele hierfür sind Dieter Burdenski, Arne Friedrich, Thomas Helmer, Uli Stein, Jörg Böhme, Heiko Westermann oder zuletzt Diego Demme.

### Die Jahrhundert-Elf
Zum hundertsten Vereinsjubiläum im Jahre 2005 wurde von den Fans die „Arminia-Elf des Jahrhunderts“ gewählt. Dabei wählten über 5000 Fans nicht nur eine Mannschaft (Torwart, drei Abwehrspieler, vier Mittelfeldspieler, drei Stürmer), sondern auch die dazugehörige Ersatzbank und den Trainer.

Die Jahrhundertelf: Positionen der einzelnen Spieler

- Uli Stein
- Günther Schäfer
- Dieter Schulz
- Thomas Stratos
- Walter Claus-Oehler
- Frank Pagelsdorf
- Thomas von Heesen
- Norbert Eilenfeldt
- Bernd Kirchner
- Bruno Labbadia
- Ewald Lienen

- Wolfgang Kneib
- Thomas Helmer
- Arne Friedrich
- Helmut Schröder
- Silvio Meißner
- Billy Reina
- Fritz Walter

Trainer
- Ernst Middendorp

### Ehemalige Trainer

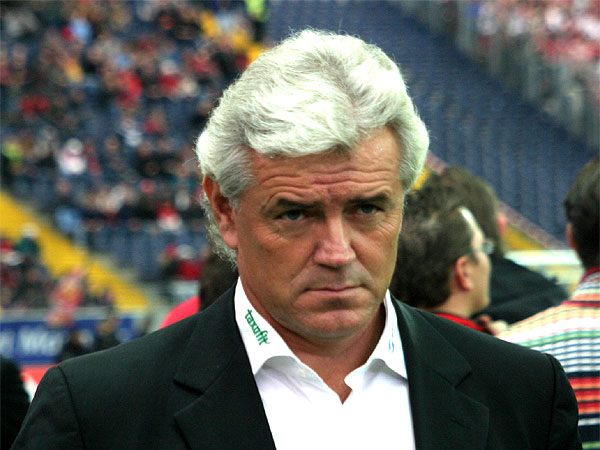
Uwe Rapolder führte die Arminia 2004 zum Bundesligaaufstieg

→ siehe auch: Liste der Fußballtrainer von Arminia Bielefeld
Insgesamt 59 Trainer beschäftigte die Arminia in ihrer bisherigen Vereinsgeschichte, wobei Interimstrainer nicht berücksichtigt wurden. Erster Trainer wurde 1922 der Tscheche Frantisek Zoubek, der mit der Mannschaft einmal westdeutscher und viermal Westfalenmeister wurde. Zoubec ist neben Ernst Middendorp der einzige Trainer, der es bei der Arminia auf drei Amtszeiten brachte. Middendorp schaffte mit dem DSC den Durchmarsch von der Regional- in die Bundesliga und wurde 2005 von den Fans zum Trainer der „Jahrhundertmannschaft“ gewählt. Neben Middendorp (1996) gelang Egon Piechaczek (1970), Karl-Heinz Feldkamp (1978), Hans-Dieter Tippenhauer (1980), Thomas von Heesen (1999), Benno Möhlmann (2002), Uwe Rapolder (2004) und Uwe Neuhaus (2020) der Aufstieg in die Bundesliga.
Zu den prominentesten Trainern der Vereinsgeschichte zählen Otto Rehhagel und Karl-Heinz Feldkamp. Eine Sonderstellung unter den Trainern nimmt Willi Nolting ein, der insgesamt viermal als Interimstrainer auf der Bank Platz nahm.

## Weitere Mannschaften

### Die zweite Mannschaft

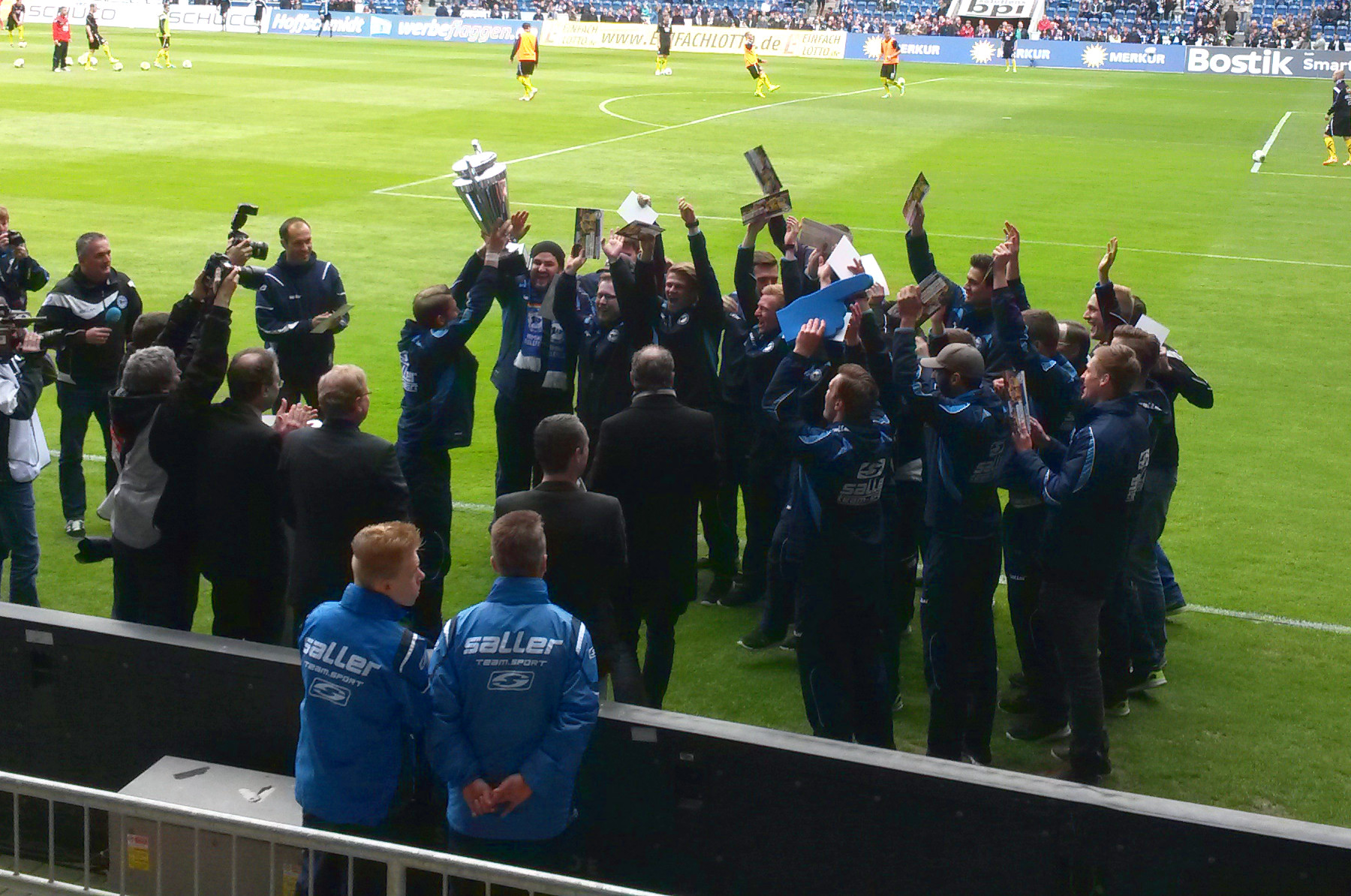
Die zweite Mannschaft feierte 2014 die Meisterschaft in der Oberliga Westfalen

Die zweite Mannschaft wird aktuell als U 21-Mannschaft betrieben und dient den jungen Talenten als Zwischenstation zwischen dem Jugend- und dem Profibereich. Die Mannschaft spielt seit ihrer Reaktivierung im Jahr 2025 in der fünftklassigen Oberliga Westfalen. Als Heimspielstätten dienen das Stadion Rußheide und die EDImedienArena.
Nach dem erstmaligen Aufstieg der zweiten Mannschaft aus der Kreis- in die Bezirksliga im Jahr 1958 pendelte die zweite Mannschaft zunächst zwischen Landes- und Bezirksliga, in den 1980er- und 1990er-Jahren zwischen Verbands- und Landesliga. Im Jahre 2002 stieg die Mannschaft erstmals in die Oberliga Westfalen auf und schaffte zwei Jahre später erstmals den Sprung in die Regionalliga. Auf der dritten Ligaebene bedeutete dies den Höhepunkt der Mannschaftsgeschichte. Nach dem direkten Wiederabstieg gelang im Jahre 2010 der erneute Regionalligaaufstieg, nun jedoch auf vierter Ligaebene, dem erneut der prompte Abstieg nach einem Jahr folgte. In der Saison 2013/14 wurden die kleinen Arminen mit deutlichem Vorsprung Meister der Oberliga Westfalen. Durch den Abstieg der ersten Mannschaft durfte Arminias Zweite nicht in die Regionalliga aufsteigen. Die zweite Mannschaft aus sportlichen und finanziellen Erwägungen mit Abschluss der Saison 2017/18 aufgelöst. Saison und Spielbetrieb endeten im Mai 2018. und wurden erst im August 2025 wieder aufgenommen.

### Die dritte Mannschaft
Die dritte Herrenmannschaft spielte von 2007 bis 2011 in der Landesliga. Die von Miron Tadic trainierte Mannschaft war in diesem Zeitraum bundesweit, zusammen mit dem Hamburger SV und Hertha BSC, nach Werder Bremen die am höchsten spielende dritte Mannschaft. Nach dem Abstieg in der Saison 2010/11 wurde die Mannschaft aufgelöst.

### Jugendfußball
Arminia Bielefeld verfügt über 14 Jugendmannschaften, darunter fünf Mädchenteams. Die A-Jugend spielte von 2003 bis 2011, von 2012 bis 2015, von 2016 bis 2018 und von 2019 bis 2022 in der A-Junioren-Bundesliga, während die B-Jugend von 2007 bis 2012 und seit 2013 in der U-17-Bundesliga spielt. In den jüngeren Altersklassen spielen die Mannschaften mehrheitlich in den jeweils höchstmöglichen Spielklassen. Die B-Juniorinnen stiegen 2015 in die zweitklassige Regionalliga West auf. Die anderen Mädchenmannschaften spielen in Jungenligen.
Zu den Erfolgen im Jugendbereich zählen die westdeutsche Meisterschaft der A-Jugend im Jahr 1961. Eine deutsche Meisterschaft in dieser Altersklasse wird erst seit 1969 ausgespielt. 1996 wurde die A-Jugend Westfalenpokalsieger und erreichte das Halbfinale im DFB-Junioren-Vereinspokal. Dort unterlag das Juniorenteam jedoch dem späteren Finalisten Energie Cottbus mit 0:3. Fünf Jahre später gewann die A-Jugend den westdeutschen Pokal, schied auf Bundesebene aber erneut im Halbfinale aus. Beim FK Pirmasens unterlagen die Bielefelder mit 1:2. Der größte Erfolg der B-Jugend war der Gewinn der deutschen B-Junioren-Meisterschaft 2023, nachdem man zuvor die Vizemeisterschaft in der B-Junioren-Bundesliga (Staffel West) 2022/23 errang, wodurch sich die Arminia erstmals für die Endrunde um die deutsche B-Juniorenmeisterschaft qualifizierte.
→ Daten zum Endspiel um die B-Junioren-Meisterschaft 2023
Aus dem Nachwuchs des DSC Arminia stammen Spieler wie Thomas Helmer, der 1996 mit der deutschen Nationalmannschaft Europameister wurde oder Yves Eigenrauch, der zwischen 1990 und 2001 236 Bundesligaspiele für Schalke 04 absolvierte, der spätere deutsche Nationalspieler Diego Demme und der spätere kubanische Nationalspieler Onel Hernández. Rainer Wilk wurde 1981 mit der deutschen U-20-Nationalmannschaft Weltmeister, blieb im Turnier allerdings ohne Einsatz. Im Jahre 2011 belegte Nico Perrey mit der U-17-Nationalmannschaft den dritten Platz bei der Weltmeisterschaft in Mexiko.
| Saison  | Liga            | Level | Platz             | Tore              | Punkte            |
| ------- | --------------- | ----- | ----------------- | ----------------- | ----------------- |
| 2003/04 | Bundesliga West | I     | 10.               | 48:61             | 27                |
| 2004/05 | Bundesliga West | I     | 09.               | 58:64             | 28                |
| 2005/06 | Bundesliga West | I     | 08.               | 46:43             | 30                |
| 2006/07 | Bundesliga West | I     | 04.               | 59:51             | 42                |
| 2007/08 | Bundesliga West | I     | 06.               | 49:46             | 36                |
| 2008/09 | Bundesliga West | I     | 09.               | 39:59             | 29                |
| 2009/10 | Bundesliga West | I     | 09.               | 30:40             | 33                |
| 2010/11 | Bundesliga West | I     | 12.               | 46:40             | 30                |
| 2011/12 | Westfalenliga   | II    | 01.               | 68:23             | 53                |
| 2012/13 | Bundesliga West | I     | 07.               | 50:46             | 34                |
| 2013/14 | Bundesliga West | I     | 11.               | 36:56             | 28                |
| 2014/15 | Bundesliga West | I     | 14.               | 26:61             | 17                |
| 2015/16 | Westfalenliga   | II    | 01.               | 61:21             | 51                |
| 2016/17 | Bundesliga West | I     | 07.               | 33:42             | 29                |
| 2017/18 | Bundesliga West | I     | 12.               | 33:62             | 21                |
| 2018/19 | Westfalenliga   | II    | 02.               | 64:21             | 48                |
| 2019/20 | Bundesliga West | I     | 09.               | 27:42             | 22                |
| 2020/21 | Bundesliga West | I     | Saison annulliert | Saison annulliert | Saison annulliert |
| 2021/22 | Bundesliga West | I     | 15.               | 09:34             | 09                |
| 2022/23 | Westfalenliga   | II    | 01.               | 77:22             | 57                |

| Saison  | Liga              | Level | Platz             | Tore              | Punkte            |
| ------- | ----------------- | ----- | ----------------- | ----------------- | ----------------- |
| 2003/04 | Regionalliga West | I     | 09.               | 45:53             | 28                |
| 2004/05 | Regionalliga West | I     | 11.               | 53:46             | 28                |
| 2005/06 | Regionalliga West | I     | 04.               | 51:44             | 47                |
| 2006/07 | Regionalliga West | I     | 09.               | 39:39             | 33                |
| 2007/08 | Bundesliga West   | I     | 04.               | 42:34             | 46                |
| 2008/09 | Bundesliga West   | I     | 07.               | 34:39             | 36                |
| 2009/10 | Bundesliga West   | I     | 09.               | 40:48             | 34                |
| 2010/11 | Bundesliga West   | I     | 05.               | 72:47             | 47                |
| 2011/12 | Bundesliga West   | I     | 12.               | 26:69             | 24                |
| 2012/13 | Westfalenliga     | II    | 01.               | 73:17             | 51                |
| 2013/14 | Bundesliga West   | I     | 09.               | 26:42             | 33                |
| 2014/15 | Bundesliga West   | I     | 06.               | 30:38             | 37                |
| 2015/16 | Bundesliga West   | I     | 11.               | 30:47             | 31                |
| 2016/17 | Bundesliga West   | I     | 10.               | 41:46             | 30                |
| 2017/18 | Bundesliga West   | I     | 07.               | 31:34             | 36                |
| 2018/19 | Bundesliga West   | I     | 08.               | 36:55             | 32                |
| 2019/20 | Bundesliga West   | I     | 12.               | 18:42             | 18                |
| 2020/21 | Bundesliga West   | I     | Saison annulliert | Saison annulliert | Saison annulliert |
| 2021/22 | Bundesliga West   | I     | 11.               | 26:28             | 20                |
| 2022/23 | Bundesliga West   | I     | 2.                | 56:23             | 35                |

### Frauenfußball
Die erste Frauenmannschaft des DSC Arminia spielt in der Regionalliga West. Trainer der Mannschaft ist Tom Rerucha. Heimspielstätte ist die EDImedienArena im Stadtteil Windflöte. Zuvor spielte die Mannschaft auf dem Kunstrasenplatz an der Schillerstraße bzw. dem Waldstadion im Stadtteil Quelle.
1975 wurde eine Abteilung für Frauen- und Mädchenfußball gegründet. Nach anfänglichen Schwierigkeiten, genügend Spielerinnen für die Mannschaften zu finden, gelang 1980 der Aufstieg in die Bezirksliga. 1982 folgte der Abstieg. Dennoch glückte der sofortige Wiederaufstieg, der von einem Durchmarsch in die Landesliga gefolgt wurde. Im Jahre 1990 gelang der ersten Mannschaft erstmals der Aufstieg in die Verbandsliga, Nach einem zwischenzeitlichen Abstieg gehörte die Arminia seit 2003 wieder der Verbandsliga, die seit 2008 Westfalenliga genannt wird, an. Im Jahre 2015 wurde das Team Meister und stieg in die Regionalliga West auf. In der folgenden Saison 2015/16 gelang der Durchmarsch in die 2. Bundesliga Nord, aus der die Bielefelderinnen 2018 wieder absteigen mussten. 2019 gelang der direkte Wiederaufstieg, ehe die Mannschaft 2021 wieder absteigen musste.
Im DFB-Pokal erreichte die Mannschaft in den Spielzeiten 2016/17 und 2017/18 jeweils das Achtelfinale. Den größten Erfolg erreichten die Bielefelderinnen jedoch in der Saison 2019/20, als sie sich erst im Halbfinale dem VfL Wolfsburg mit 0:5 geschlagen geben mussten. Die zweite Mannschaft stieg 2021 in die Landesliga auf. Mit Maxine Birker, Deniz Harbert, Kirsten Nesse und Maja Sternad brachte die Arminia vier spätere Bundesligaspielerinnen hervor. Zwischen 2004 und 2021 trainierte mit Markus Wuckel ein ehemaliger DSC-Profi die Frauenmannschaft.

## Erfolge

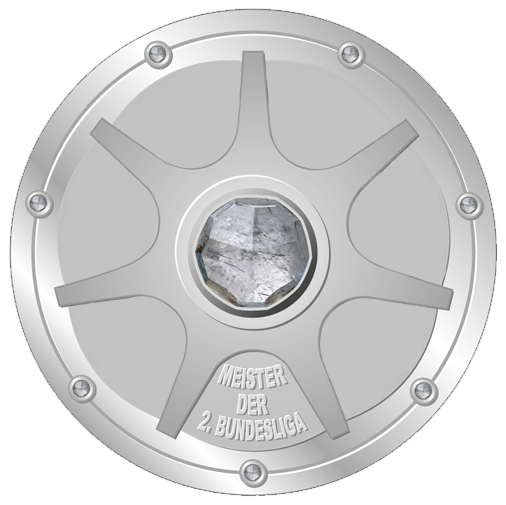
Die Meisterschale der 2. Bundesliga

- Meister der 2. Bundesliga (4): 1978 (Nord), 1980 (Nord), 1999, 2020
- Meister der 3. Liga (2): 2015, 2025
- Meister der Regionalliga West/Südwest: 1995
- Westdeutscher Meister (2): 1922, 1923
- Westfalenmeister (11): 1912, 1921, 1922, 1923, 1924, 1925, 1926, 1927, 1933, 1962, 1990
- Finalist im DFB-Pokal: 2025
  - Halbfinalist im DFB-Pokal (3): 2005, 2006, 2015
- Westdeutscher Pokalsieger (2): 1966, 1974
- Westfälischer Pokalsieger (7): 1908, 1932, 1991, 2012, 2013, 2024, 2025
- Deutscher Meister der B-Junioren: 2023

Zwölfmal stellte Arminia Bielefeld einen Torschützenkönig. Ernst Kuster wurde zwischen 1967 und 1969 dreimal in Folge Torschützenkönig der Regionalliga West. In der 2. Bundesliga waren Volker Graul, Christian Sackewitz, Fritz Walter, Bruno Labbadia, zweimal Artur Wichniarek sowie Fabian Klos beste Torschützen. Zudem wurde Fabian Klos zweimal Torschützenkönig der 3. Liga, davon einmal gemeinsam mit Anton Fink.
Zehnmal wurde ein Treffer eines Arminiaspielers von den Zuschauern der ARD-Sportschau zum Tor des Monats gewählt. Die Gewinner waren Christian Sackewitz (Februar 1978), Norbert Eilenfeldt (März 1981), Horst Wohlers (November 1983), Dirk Hupe (Mai 1985), Stefan Kohn (April 1986), Giuseppe Reina (Dezember 1996), Artur Wichniarek (Mai 2003), Fabian Klos (August 2014), Dennis Mast (November 2014) und Christoph Hemlein (April 2015). Stefan Kohns Fallrückzieher im Spiel bei Tennis Borussia Berlin wurde 1986 zum Tor des Jahres gekürt.
Achtmal stieg Arminia Bielefeld in die Bundesliga auf und stellte mit dem Aufstieg im Juni 2020 den Rekord des 1. FC Nürnberg ein. Dazu kommen drei Aufstiege in die 2. Bundesliga.
In der ewigen Tabelle der Bundesliga belegt die Arminia den 25. Platz mit 661 Punkten. Von 612 Spielen in 19 Spielzeiten gewann der DSC 167, verlor 285 und spielte 160 Mal unentschieden. Das Torverhältnis beträgt 698:988. In der ewigen Tabelle der 2. Bundesliga ist die Arminia auf Platz zwölf mit 1169 Punkten zu finden. Aus 780 Spielen in 22 Spielzeiten holte der Verein 318 Siege, 222 Unentschieden und 240 Niederlagen bei einem Torverhältnis von 1240:1016 (Stand: Juni 2023).
Seit dem 12. August 2023 hält Arminia Bielefeld im DFB-Pokal den Rekord für die längste andauernde und auch insgesamt längste Serie an gewonnenen Elfmeterschießen. Sieben Elfmeterschießen wurden seit 2006 hintereinander gewonnen. Der vorherige Mitrekordhalter FC Bayern München (2002–2015) wurde am 12. August 2023 durch den Sieg gegen den VfL Bochum (6:3 n. E.) übertroffen.

## Der Verein

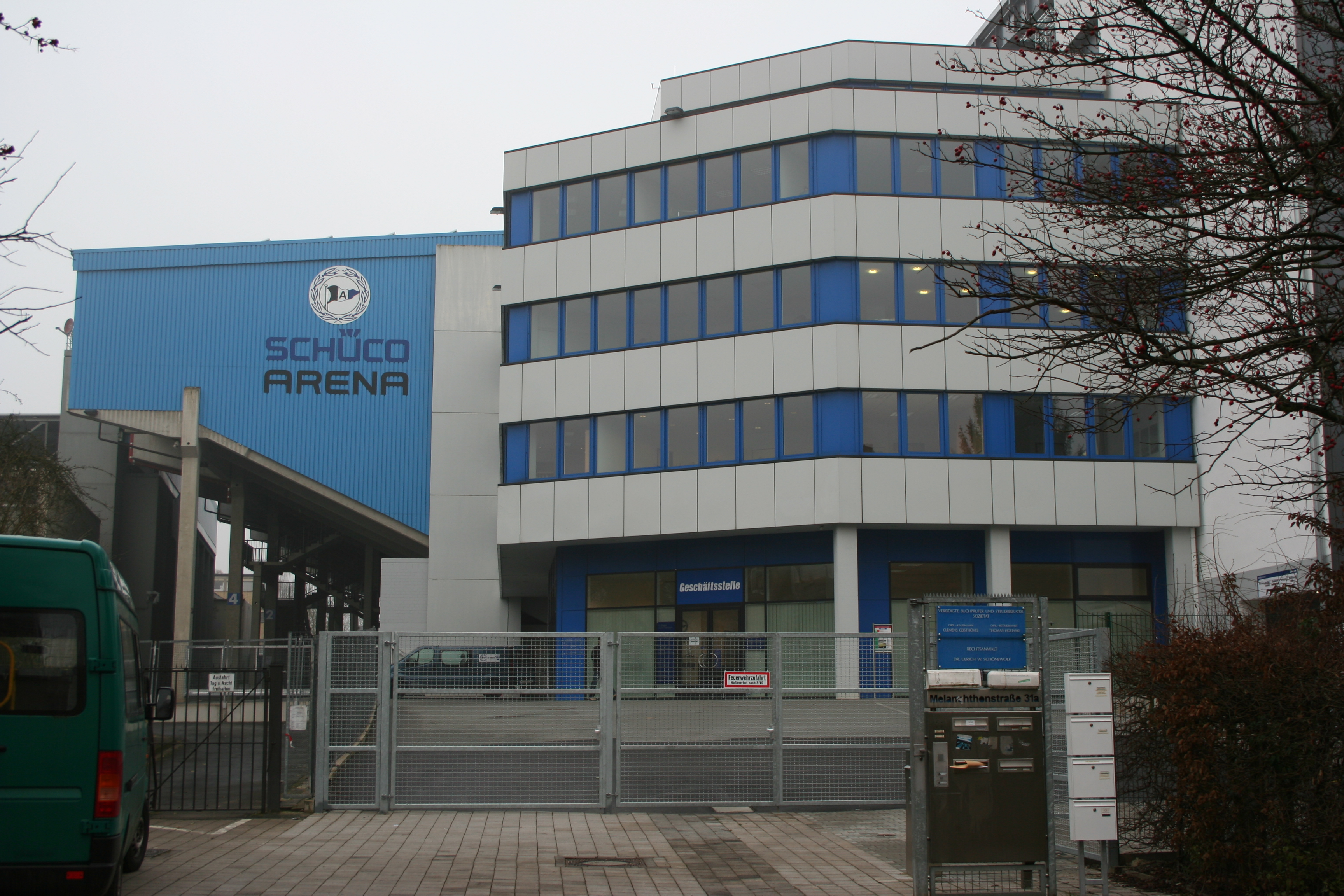
Die Geschäftsstelle des DSC Arminia Bielefeld

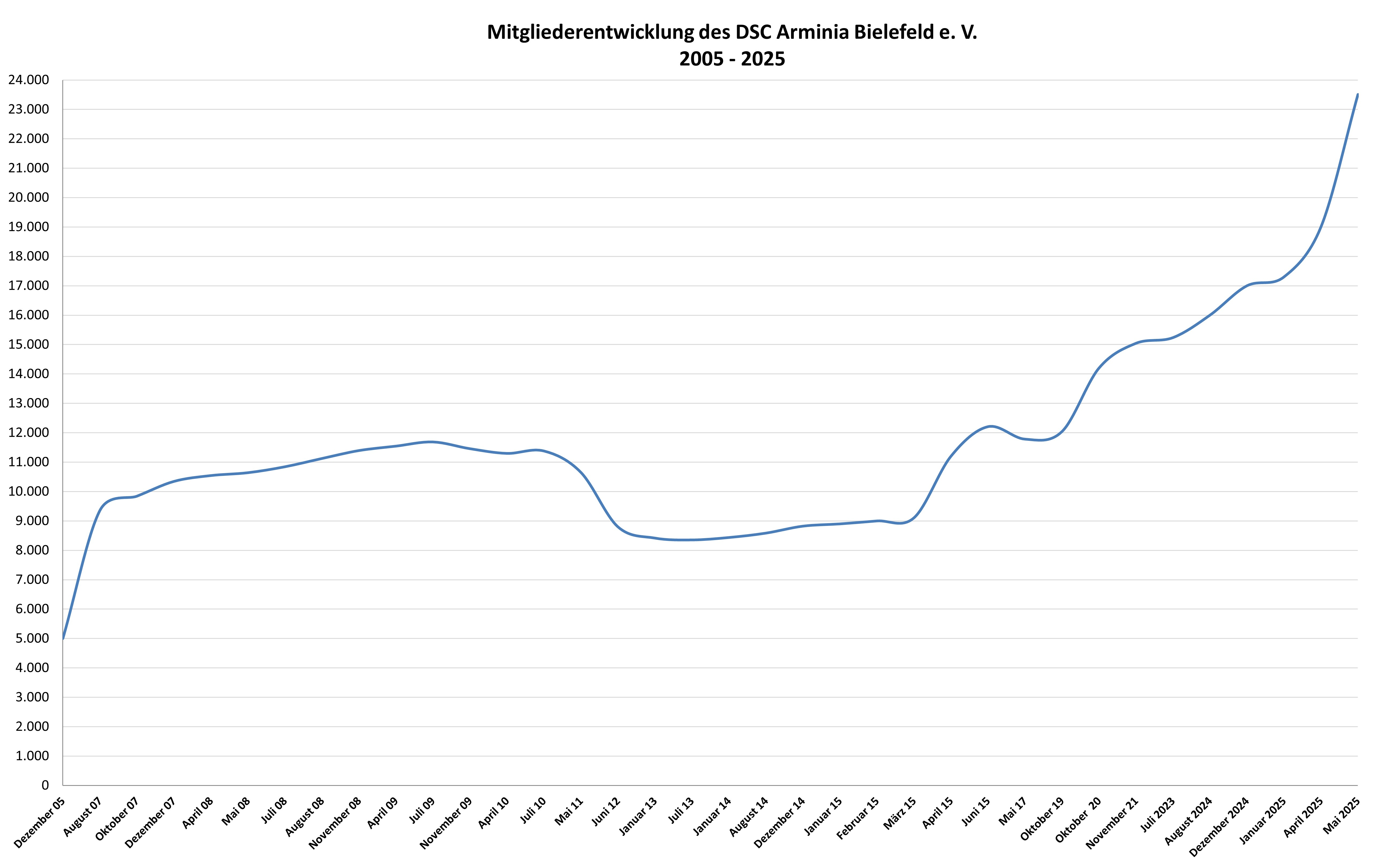
Die Mitgliederentwicklung des DSC Arminia Bielefeld e. V. in den Jahren 2005 bis 2025

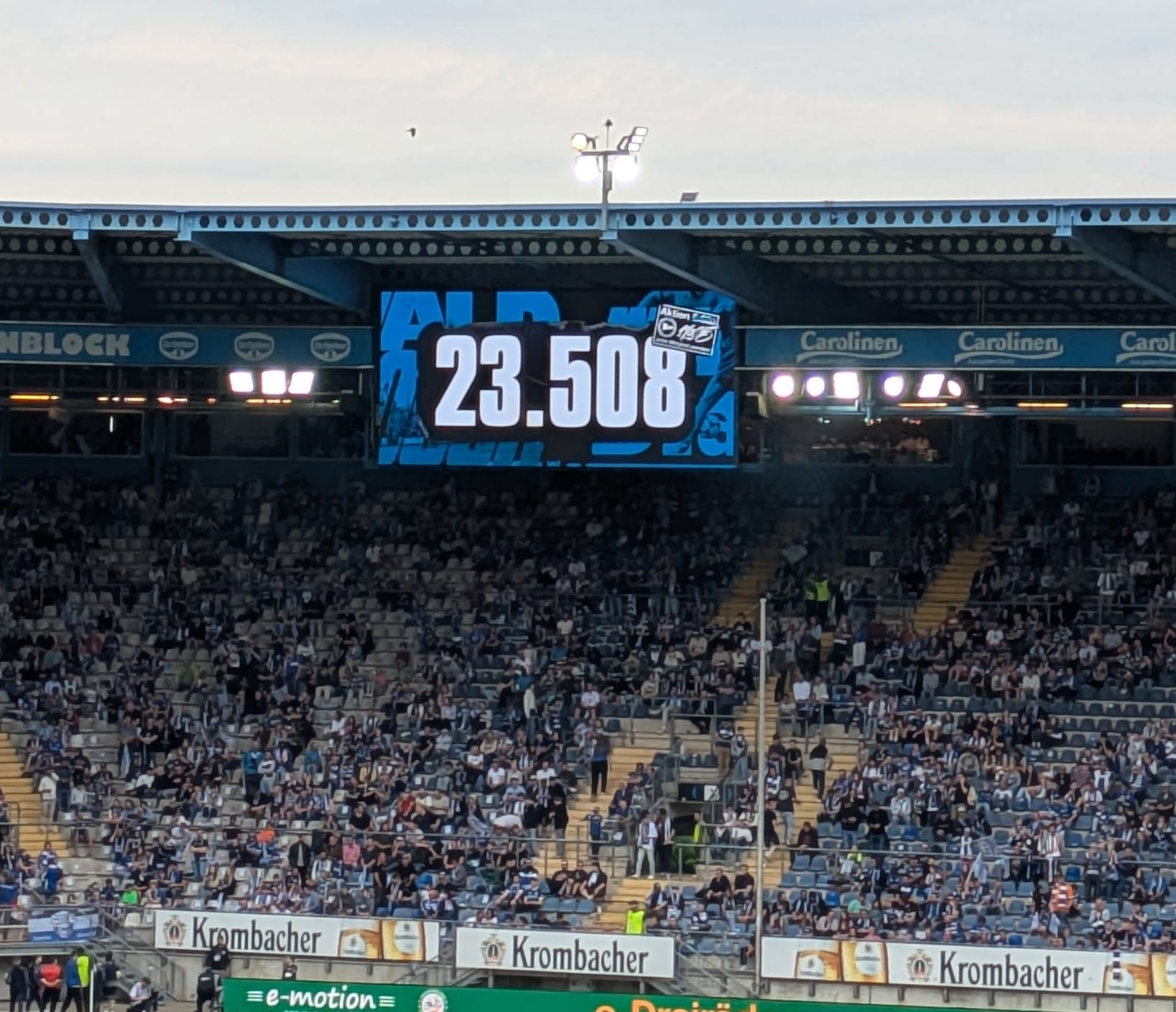
Zum 120. Geburtstag des Vereins wurde die Mitgliederzahl von 23.508 im Stadion verkündet

### DSC Arminia Bielefeld e. V.
Der Hauptverein umfasst insgesamt zehn Abteilungen. Präsident ist seit dem 29. Juni 2021 Rainer Schütte. Das Amt des Schatzmeisters und Vizepräsidenten bekleidet Maurice Eschweiler. Drittes Präsidiumsmitglied, zuständig für die Abteilungen, ist Olaf Köster. Der Verein verfügt neben dem dreiköpfigen Präsidium über einen derzeit sechsköpfigen Wirtschaftsrat, dessen Vorsitzender Hans-Hermann Soll ist, und einen fünfköpfigen Ehrenrat mit dem Vorsitzenden Michael Fredebeul. Die Geschäftsstelle des Vereins befindet sich in der SchücoArena zwischen der Ost- und Südtribüne.
Zu Beginn der Bundesligasaison 2005/06 startete der Verein eine Mitgliederoffensive mit dem Ziel, die Anzahl der Vereinsmitglieder auf 5000 zu steigern („Aktion 5000“). Im Mittelpunkt der Kampagne standen Plakate und Postkarten, die mit verschiedenen Motiven rund um den Verein aufwarteten. Das Kampagnenziel wurde bereits im Dezember 2005 erreicht. Die Aktion wurde nun unter dem Namen „Aktion 5000 Plus“ fortgesetzt. Im Oktober 2007 konnte das 10.000. Mitglied im Verein begrüßt werden. Mitte 2009 wurde mit ca. 11.600 Mitgliedern ein vorläufiger Höchststand erreicht. In den folgenden Jahren machte sich die sportliche Talfahrt auch in einem Rückgang der Mitgliederzahlen bemerkbar, sodass zwischenzeitlich nur noch etwa 8.000 Personen Mitglied des Vereins waren. Seit Juli 2013 ist jedoch wieder ein Anstieg der Mitgliederzahlen zu verzeichnen. Zur Saison 2014/15 startete der Verein erneut eine Mitgliederkampagne, als deren Ziel ausgegeben wurde, die Zahl von 11.111 Mitgliedern mit Beginn des 111. Jubiläumsjahres der Vereinsgeschichte am 3. Mai 2015 zu erreichen. Nach sportlichen Erfolgen im DFB-Pokal wurde dieses Ziel jedoch schon im April 2015 erreicht. Darauf schwankte die Mitgliederzahl bis 2019 um die Marke von ca. 12.000. Nach dem Aufstieg in die 1. Bundesliga stieg die Mitgliederzahl im Oktober 2020 auf knapp 14.200 Mitgliedern. Im November 2021 wurden 15.000 Mitglieder erreicht. Bis August 2023 blieben die Mitgliederzahlen auf diesem Niveau.
Anfang August 2024 wurde die Marke von 16.000 Mitgliedern erreicht. Im Zusammenhang mit den Erfolgen im DFB-Pokal in der Saison 2024/25 erreichte man Mitte Februar 2025 17.500 Mitglieder und nach dem Einzug ins Pokalfinale Anfang Mai rund 27.000 Mitglieder. Insgesamt zählt Arminia damit zu den mitgliederstärksten Sportvereinen Deutschlands.

### DSC Arminia Bielefeld GmbH & Co. KGaA
Seit dem 1. Juli 2001 ist die Lizenzspielerabteilung des Vereins in die „DSC Arminia Bielefeld GmbH & Co. KGaA“ ausgegliedert. Der DSC Arminia Bielefeld e. V. ist mit 71,4 % als Kommanditist mehrheitlich an dieser Gesellschaft beteiligt. Die verbleibenden Kommanditanteile liegen beim „Bündnis Ostwestfalen“, einem Verbund aus regionalen Firmen, die sich die Unterstützung der Arminia-Gruppe zum Ziel gesetzt haben. Komplementär ist die DSC Arminia Bielefeld Management GmbH, deren alleiniger Gesellschafter der Hauptverein ist.
Der GmbH & Co. KGaA stehen seit September 2017 zwei Geschäftsführer vor. Für die sportlichen Belange war seit März 2011 Samir Arabi zuständig. Arabi übte zunächst keine geschäftsführenden Tätigkeiten aus, verfügte jedoch seit 2014 über Prokura. Im September 2016 wurde Arabi zum Geschäftsführer Sport ernannt. Anfang März 2023 gab Arabi seinen Posten einvernehmlich mit sofortiger Wirkung auf, als nach dem Abstieg aus der Bundesliga auch der Klassenerhalt in der folgenden Zweitligasaison bedroht war. Einen Tag nach dem besiegelten Abstieg in die 3. Liga wurde Michael Mutzel am 7. Juni 2023 als Nachfolger vorgestellt. Vom 1. Oktober 2017 bis 31. Dezember 2022 war Markus Rejek Geschäftsführer für den kaufmännischen Bereich. Im Mai 2022 kündigte Geschäftsführer Rejek den Ausstieg zum Jahresende an, am 1. Januar 2023 folgte der Fußballfunktionär Christoph Wortmann auf seinem Posten. Kontrolliert werden die Geschäftsführer von einem derzeit neunköpfigen Aufsichtsrat, der sich aus den Mitgliedern des Vorstandes und des Wirtschaftsrates des e. V. zusammensetzt und dessen Vorsitzender Maurice Eschweiler ist.

### DSC Arminia Bielefeld Arena- und Liegenschafts-Management GmbH & Co. KG (ALM KG)
Mitte 2011 wurde die DSC Arminia Bielefeld Arena- und Liegenschafts-Management GmbH & Co. KG gegründet. Seit Juni 2012 war die Kommanditgesellschaft Eigentümerin des Stadions und des Trainingszentrums an der Friedrich-Hagemann-Straße. Ziel war es die finanzielle Belastung des Vereins, der zuvor Eigentümer des Stadions war, zu reduzieren, da mit der Übertragung der Besitzverhältnisse auch alle auf dem Stadion lasteten Schulden übertragen wurden. Darüber hinaus sollten Investoren für die Stadiongesellschaft gewonnen und Kreditgeber dazu bewogen werden, ihre Darlehen in Stadionanteile umzuwandeln. Vom 19. Dezember 2017 bis 31. Dezember 2022 war Markus Rejek neben der GmbH & Co. KGaA auch Geschäftsführer der ALM KG.
Am 12. November 2018 gab der Verein bekannt, dass das Stadion im Rahmen des Sanierungskonzeptes an die Bündnis Alm GmbH verkauft wird. Die neue Gesellschaft befindet sich im Eigentum mehrere in der Immobilienbranche tätigen Unternehmer sowie lokaler Unternehmen und Sponsoren. Arminia Bielefeld hat mit der Bündnis Alm GmbH einen Mietvertrag über 15 Jahre geschlossen, mit einer vereinsseitigen Verlängerungsklausel von zweimal fünf Jahren. Zudem verfügt der DSC über ein Rückkaufsrecht nach fünf Jahren, sowie über ein dauerhaftes, exklusives Vorkaufsrecht. Die ALM KG ist seither originär als Eigentümer für das Trainingszentrum an der Friedrich-Hagemann-Straße, sowie für die Unterhaltung des nun gemieteten Stadions an der Melanchthonstraße zuständig. Der Verein ist alleiniger Gesellschafter der ALM KG.

### Präsidenten
→ siehe auch: Liste der Präsidenten von Arminia Bielefeld

Hans-Hermann Schwick, Präsident von 1991 bis 2010

Seit der Gründung des 1. Bielefelder FC „Arminia“ am 3. Mai 1905 hatte der Verein 25 Präsidenten. Erster Vorsitzender war Emil Schröder. Von 1909 bis 1914 stand Julius Hesse dem Verein vor. Dieser führte den Club aus seiner ersten existenziellen Finanzkrise. Karl Demberg setzte ab März 1934 das Führerprinzip im Verein durch und läutete damit eines der dunkelsten Kapitel der Vereinsgeschichte ein. So wurde zu dieser Zeit Julius Hesse 1944 als Jude im Konzentrationslager Theresienstadt ermordet. Wilhelm Stute hatte 1971 den Bundesliga-Skandal mit zu verantworten. Dass der Verein nach diesen Ereignissen wieder in ruhiges Fahrwasser gelang, war ein Verdienst von Jörg Auf der Heyde, der knapp 13 Jahre lang Vorsitzender war und damit die zweitlängste Amtszeit aller Präsidenten hatte. Mit der Lokalpolitikerin Gisela Schwerdt hatte die Arminia 1986 als erster deutscher Verein im Profifußball eine Präsidentin. Ihre Amtszeit war mit neun Monaten allerdings nur von kurzer Dauer. Die längste Amtszeit eines Präsidenten hatte Hans-Hermann Schwick, der dem Verein zwischen 1991 und 2010 etwa 20 Jahre vorstand. Weitere bemerkenswerte Präsidenten waren Wolfgang Walkenhorst, der während der sportlichen Talfahrt Ende der 1980er-Jahre Verantwortung übernahm und Hans-Joachim Faber, welcher das Präsidentenamt in einer schwierigen Phase um das Jahr 2011 vom zurückgetretenen Wolfgang Brinkmann übernahm. Faber wurde dabei vom einfachen Fan, der sich im Ehrenrat engagieren wollte, innerhalb von 14 Tagen zum Interims-Präsidenten seines Clubs.
In der jüngeren Vergangenheit erklärte der Präsident Jörg Zillies am 15. Juli 2013 seinen sofortigen Rücktritt von allen Ämtern. Zillies teilte mit, dass dieser Schritt schon länger geplant und alle Gremien seit geraumer Zeit informiert seien. Er begründete seine Entscheidung mit privaten Motiven. Am 21. August wurde Hans-Jürgen Laufer zum neuen Präsidenten gewählt. Er bekleidete dieses Amt nach dem Rücktritt von Jörg Zillies schon interimsweise. Neben Laufer wurden Hermann J. Richter (Vizepräsident und Schatzmeister) und Bernard Kiezewski (Abteilungen) von den Vereinsmitgliedern in das Präsidium berufen.

### Vereinswappen

#### Wappen

1905–1922
1922–1949
1949–1975
1975–2000
seit 2000

#### Wappenvariationen

Wappen im Schild1975–1985

## Fans und Zuschauer

### Die Fans

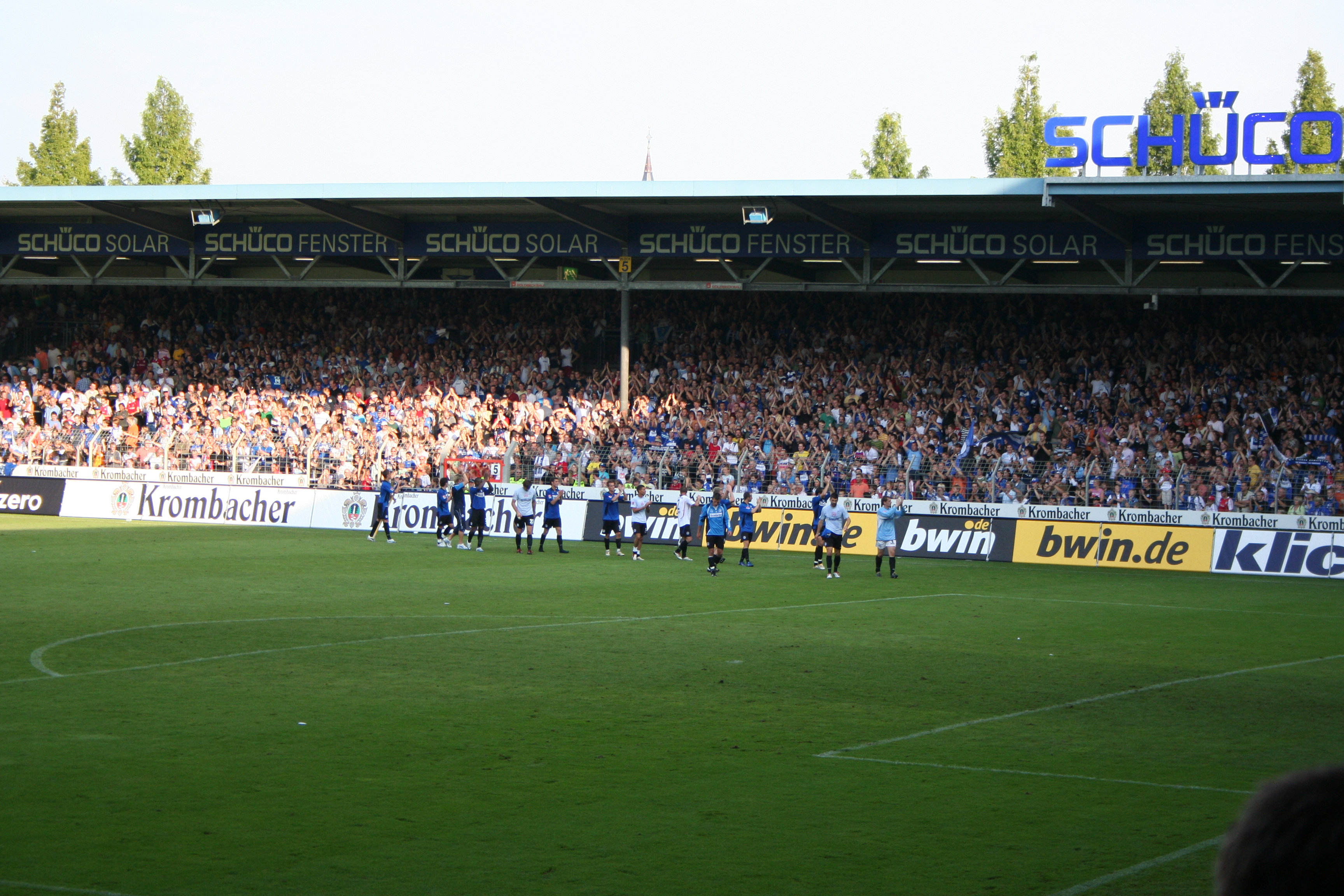
Fans feiern die Mannschaft nach einem Sieg über den FC Bayern München am 16. September 2006, hier auf der im Jahre 2007 abgerissenen Osttribüne

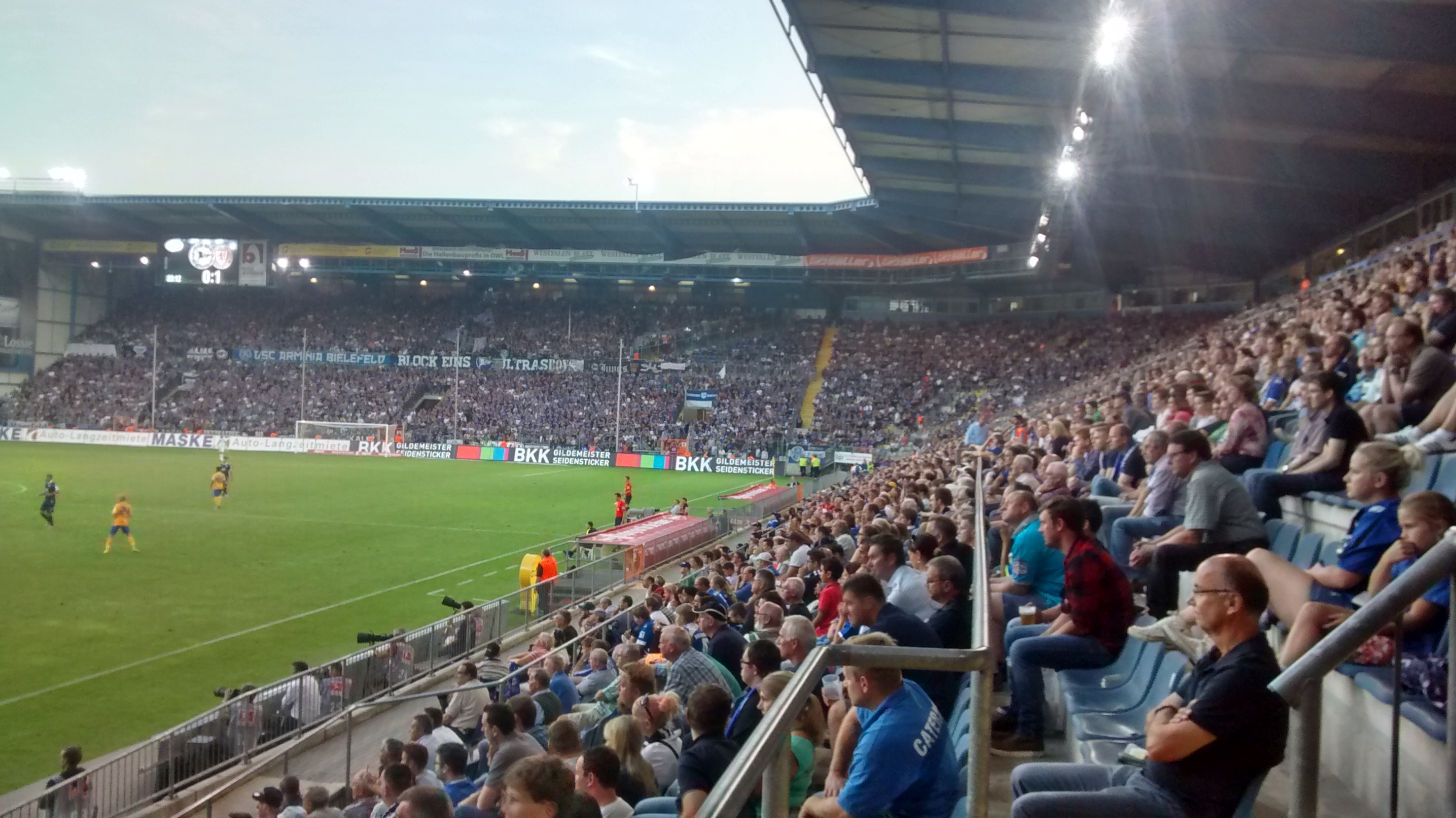
Zuschauer beim Heimspiel gegen Eintracht Braunschweig

Die Anhängerschaft des Vereins kommt in erster Linie aus Bielefeld sowie der Region Ostwestfalen-Lippe. Das Einzugsgebiet entspricht in etwa einem Umkreis von 100 Kilometern um Bielefeld herum. Der „harte Kern“ der Fans befindet sich bei den Heimspielen in den Stehplatzblöcken 1 bis 4 der Südtribüne und den Sitzplätzen auf den Blöcken J und I. Zu den prominentesten Arminiafans gehören der ehemalige Ministerpräsident des Landes Schleswig-Holstein Torsten Albig, der Rapper Casper, der ehemalige Generalsekretär der SPD und ehemalige Juso-Bundesvorsitzende Kevin Kühnert, der freie Journalist und ehemalige N24-Nachrichtensprecher Hans-Hermann Gockel, der Sky-Fußballmoderator Sebastian Hellmann, der Boxer Marco Huck, der RTL-Korrespondent Ulrich Klose, 11-Freunde-Chefredakteur Philipp Köster, der Entertainer Ingolf Lück, der ehemalige Tennisspieler Philipp Petzschner und der ehemalige Politiker und Generaldirektor des DOSB, Michael Vesper.
Seit dem Bundesligaaufstieg im Jahre 2004 lag der Zuschauerschnitt konstant knapp über 20.000. Damit belegte der Verein allerdings nur die hinteren Ränge der Zuschauertabelle der Bundesliga. Nach dem Abstieg in die 2. Bundesliga belegte Arminia, mit gut 15.000 Zuschauern, einen mittleren Platz in dieser Wertung. In der 3. Liga gehört Arminia, mit einem Zuschauerschnitt um die 10.000, zu den beliebtesten Vereinen. Die höchste Zuschauerzahl wurde am 19. August 1978 erzielt, als 34.882 Zuschauer die Partie gegen Schalke 04 sahen. Am 11. November des gleichen Jahres sollen über 35.000 Zuschauer das Spiel gegen den 1. FC Kaiserslautern verfolgt haben.
Wie groß der Einfluss der Fans auf die Vereinsarbeit ist, zeigen zwei Beispiele aus den Jahren 2008 und 2009. Anfang März 2008 wurde ein modernisiertes Vereinslogo veröffentlicht, das das bisherige um den Schriftzug „Arminia“ ergänzt zeigte. Von Seiten der Fans regte sich Unmut, da die Buchstaben „DSC“ in diesem neuen Logo fehlten, welche die Fans als einen elementaren Bestandteil der Vereinskultur ansahen. Zudem stieß auch die neue Gestaltung des Schriftzugs „Arminia“ auf Ablehnung. Es gründeten sich daraufhin mehrere Initiativen, darunter die Gruppierung „Unser DSC“, die unter dem Motto „Tradition lässt sich nicht erfinden“ innerhalb kürzester Zeit über 2000 Unterschriften gegen das neue Logo sammelte. Nach mehreren Gesprächsrunden mit der Vereinsführung wurde ein Kompromiss erzielt, dem zufolge die neue Gestaltung des Logos erhalten blieb, die Buchstaben DSC jedoch wieder in das Vereinslogo aufgenommen wurden.
Im Jahre 2009 sorgte die Fangruppierung Kritische Arminen für Aufsehen, als sie sich nach dem Abstieg zum Sprachrohr aufwallender Fanproteste machte. Der Protest führte unter anderem zum Rücktritt des gesamten Vorstandes und des langjährigen Finanzvorstandes Roland Kentsch. Auf der Jahreshauptversammlung im Juni 2009 gelang es den Kritischen Arminen zudem, zwei Kandidaten im Vereinsvorstand zu platzieren. Seit dem Jahr 2011 tritt die Vereinigung in der Öffentlichkeit jedoch nicht mehr in Erscheinung.
Zwischen den Saisons 2002/03 und 2010/11 wählten die Fans der Arminia den Arminen der Saison. Erster Preisträger war Rüdiger Kauf.

### Fangesänge und Liedgut

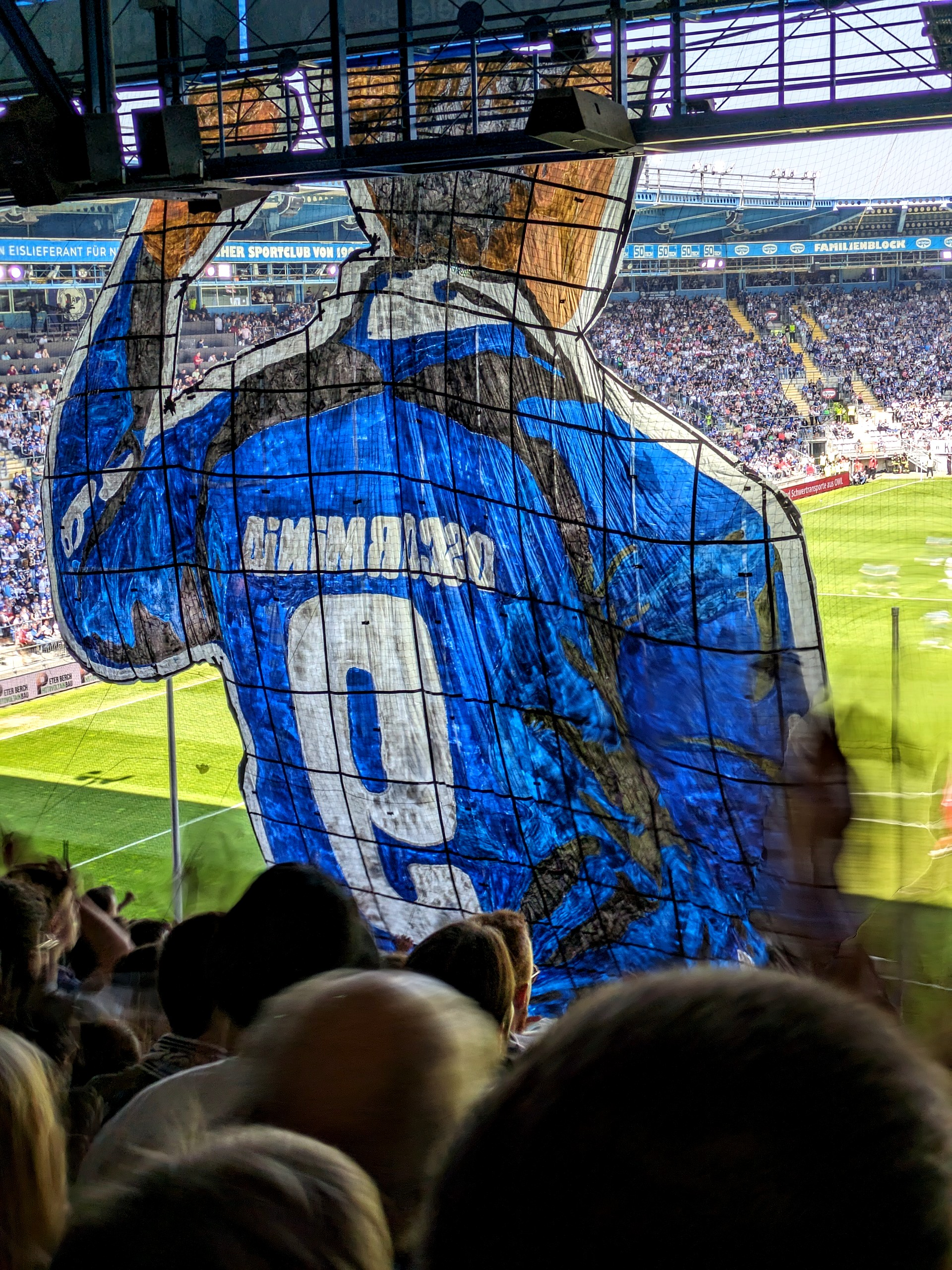
Fan-Choreographie zum letzten Heimspiel von Fabian Klos am 11. Mai 2024

Die Bielefelder Fanszene pflegt eine Vielzahl unterschiedlicher Gesänge. Bereits in den 1920er-Jahren wurden erste Texte in Vereinszeitungen veröffentlicht. Das Schwarz-weiß-blaue Band ist ein Arminenlied der ersten Stunde, das lange Zeit auch auf den Mitgliederversammlungen gesungen und in späteren Jahren mehrfach neu interpretiert wurde. Die offizielle Vereinshymne, die kurz vor Beginn eines jeden Heimspiels gesungen wird, ist Arminia, unser Herz schlägt nur für Dich von Willy d’Villa. Eines der populären Lieder, die vor und während der Spiele auf den Rängen gesungen werden, ist Arminia, wie schön sind Deine Tore von Werner Tennberg.
Bis Ende der 1980er-Jahre wurde nach jedem Tor für die Arminia La Bostella gespielt. Seit 1988 wurde dann der Cancan zur Torhymne. Dies änderte sich kurzzeitig in der Hinrunde der Saison 2008/09, als der Cancan durch Seven Nation Army ersetzt wurde. Durch den Sieg bei einer Abstimmung auf der Vereinshomepage im Februar 2009, bei der neben dem Cancan und Seven Nation Army noch vier weitere Stücke zur Auswahl standen, wurde der Cancan wieder zur offiziellen Torhymne der Arminia.
Neben den Gesängen gibt es noch eine Vielzahl an Liedern unterschiedlicher Interpreten und Stilrichtungen, die sich mit der Arminia befassen. So gab der Verein im März 2005 zum Vereinsjubiläum einen Sampler mit 20 Titeln heraus. Zudem produziert das Fan-Projekt regelmäßig Fansampler, auf denen Lieder von Fans rund um das Thema Arminia zu finden sind. Zuletzt erschien im Jahr 2007 die CD Block Party auf der unter anderem der mit Gold und Platin ausgezeichnete Musiker Casper mit dem Titel Eines Tages vertreten ist.

### Fanclubs, Ultras und Organisationen

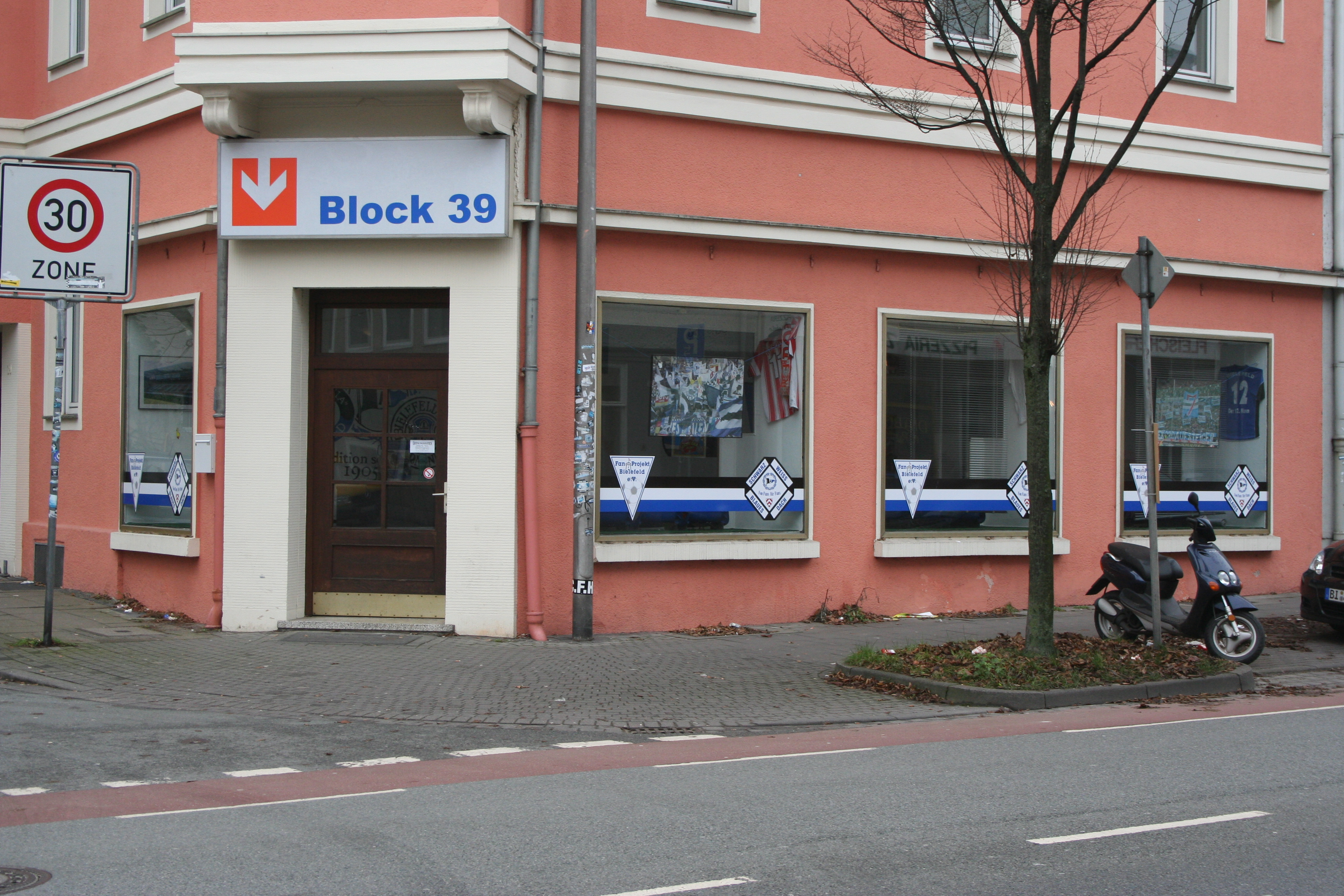
Der Fantreff Block 39 des Bielefelder Fan-Projekts und des Schwarz-Weiß-Blauen Dachs (Ellerstraße/Ecke Stapenhorststraße)

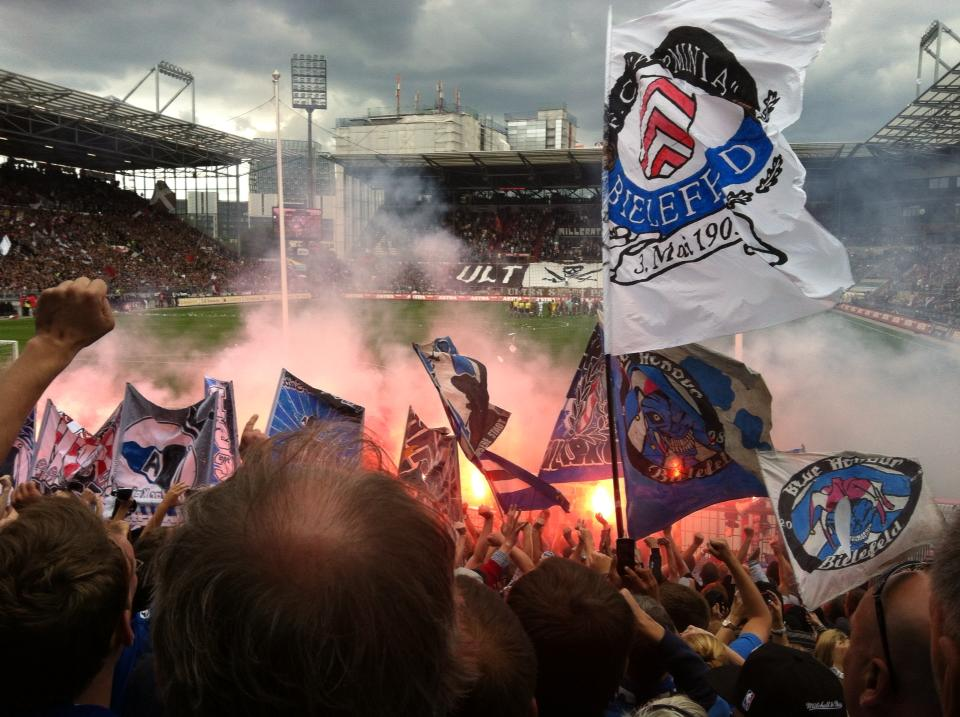
Die Bielefelder Ultraszene, in deren Umfeld Pyrotechnik immer wieder illegal eingesetzt wird, setzt sich für die Legalisierung von Pyrotechnik ein

Mit dem ersten Bundesligaaufstieg 1970 bildeten sich die ersten Fanklubs. Am Ende des Jahrzehnts tauchten mit dem Alm-Adler und der Blue Army – Ostwestfalenterror die ersten gewaltbereiten Gruppierungen auf. Insbesondere die Blue Army zeigte dabei eine Nähe zu rechtsextremen Kreisen. Um dieser Entwicklung Einhalt zu gebieten, gründete die Stadt Bielefeld 1984 das Bielefelder Fan-Projekt, das nach dem Abstieg der Arminia in die zweite Liga 1985 jedoch wieder aufgelöst wurde, da es die Stadt nun für unnötig erachtete. In der Folgezeit erlebte die Bielefelder Hooliganszene ihre Blütezeit. Heutzutage spielen Hooligangruppen kaum noch eine Rolle in der Bielefelder Szene, was auch dem 1996 neu gegründeten Fan-Projekt Bielefeld e. V. geschuldet ist, das mit zwei hauptamtlichen Mitarbeitern die Fanszene betreut.
Fast zeitgleich zur Wiederbelebung des Fan-Projektes gründete sich am 1. Oktober 1996 die Fanorganisation Schwarz-Weiß-Blaues Dach, die seitdem als Dachverband der Arminia-Fanclubs mit etwa 900 Mitgliedern die Fan-Interessen gegenüber dem Verein vertritt und bei der Organisation von Auswärtsfahrten sehr aktiv ist. Ein besonderes Aushängeschild ist dabei die Organisation von Fansonderzügen zu den jeweiligen Auswärtsgegnern. In Bielefeld war schon 1923 der erste Sonderzug dieser Art zum Einsatz gekommen. 1994 griff man, zunächst auf Initiative des Bundesgrenzschutzes, diese Idee wieder auf. In den folgenden Jahren entwickelten sich die organisierten Auswärtsfahrten zu einer erfolgreichen Institution. So organisierte der Dachverband in der Saison 2008/09 mit zwölf Zugfahrten die meisten Sonderzüge der Liga. Zwar sind das Fan-Projekt und das Schwarz-Weiß-Blaue Dach voneinander unabhängig, sie arbeiten jedoch intensiv zusammen. So teilen sich beide Organisationen ein Büro in der Ellerstraße 39. In diesen Räumlichkeiten befindet sich auch der Fantreff Block 39 des Fan-Projekts.
Im Oktober 2020 existieren 240 Fanclubs der Arminia, die neben der Region Ostwestfalen-Lippe auch in Köln, Hamburg, Berlin, Münster und Stuttgart beheimatet sind. Die ältesten noch bestehenden Fanclubs sind die Arminia Freunde Stuttgart-Stammheim (gegründet 1981), die Blue Army Bielefeld (gegründet 1982), die Letzten Getreuen Rees-Wesel (gegründet 1985), der Palermo-Club (gegründet 1986) und die DSC-Fans Rietberg (gegründet 1990). Im Ausland sind die Fanclubs „Dutch Arminia Team“ (Niederlande) und „BFC Tirol“ (Österreich) aktiv. Im Dezember 2016 gründete sich mit dem DSC Arminia Bundestag ein besonderer Fanclub, dem Mitglieder des Deutschen Bundestags, wissenschaftliche Mitarbeiter sowie Mitarbeiter der Bundesbehörden angehören.
Seit Mitte der 1990er-Jahre hielt die Ultra-Bewegung auch in die Bielefelder Fanszene Einzug, insbesondere durch die Gründung der Boys Bielefeld im Jahr 1995. Die Bezeichnung „Ultras“ hatte zunächst keine Verwendung gefunden, bis 2001 einige Bielefelder Fangruppierungen, darunter die Boys Bielefeld, die Bielefelder Ultras gründeten. Nach knapp drei Jahren löste sich die Vereinigung wieder auf. Begründet wurde der Schritt unter anderem damit, dass der Begriff Ultras in Deutschland zunehmend mit gewalttätigen Aktionen in Verbindung gebracht wurde. In der Bielefelder Fanszene fanden sich jedoch weiterhin einige Gruppierungen, die als ultraorientiert bezeichnet werden konnten und szenetypische Aktionen wie z. B. Choreografien durchführten. Seit dem Ende der 2000er-Jahre vollzog sich der erste Generationswechsel in der Bielefelder Ultraszene. Mit der 2006 gegründeten Lokal Crew trat eine neue Gruppierung in Erscheinung, die sich schnell als sichtbarste ultraorientierte Gruppe in der Fanszene etablierte. Im Zusammenhang mit dieser Entwicklung wird der Begriff Ultras wieder vermehrt in der Fanszene auf Fahnen und anderen Identifikationsmerkmalen verwendet, wobei der Begriff „Bielefelder Ultras“ keiner bestimmten Gruppierung zugeschrieben wird, sondern vor allem bei den ultraorientierten Fans der jüngeren Generation Verwendung findet. Die älteren Gruppen, wie die Boys Bielefeld, betrachten die neueren Entwicklungen skeptisch, sehen sich jedoch weiterhin als Teil der aktiven Fanszene. Selbstdefinierter Block der Ultras ist der Fan-Block Eins. Die prominentesten Bielefelder Ultragruppen, insbesondere die Lokal Crew, ist Teil unterschiedlicher bundesweiter Faninitiativen wie beispielsweise ProFans, die sich u. a. für den Erhalt der 50+1-Regel und gegen eine unverhältnismäßige Kriminalisierung von Fußballfans durch Stadionverbote und Ähnlichem engagieren. Zudem teilt die Lokal Crew die deutliche Ablehnung von rassistischen Tendenzen. Die Bielefelder Ultraszene setzt sich des Weiteren aktiv für die Legalisierung von Pyrotechnik in Fußballstadien ein. Im Zuge dieser Aktivitäten wurde 2011 der Versuch unternommen, durch die Erarbeitung eines Sicherheitskonzepts, bei einem Heimspiel gegen den Karlsruher SC, die Genehmigung für das legale und kontrollierte Abbrennen von 20 Bengalos zu erlangen. Die Bemühungen scheiterten am Einspruch der Sicherheitsbehörden. Im Umfeld der ultraorientierten Szene wird neben diesen konsensorientierten Ansätzen jedoch auch regelmäßig illegal Pyrotechnik eingesetzt (in der Regel bei Auswärtsspielen), was meist Bestrafungen durch den DFB nach sich zieht. Außerhalb der Ultraszene ist der Einsatz von Pyrotechnik in der Bielefelder Fanszene nicht unumstritten.
Seit 1999 ist Christian Venghaus hauptamtlich als Fanbeauftragter des Vereins angestellt. Seit 2014 ist mit Thomas Brinkmeier ein weiterer Fanbetreuer für den Verein tätig. Brinkmeier selbst war jahrelang Mitglied der aktiven Fanszene. Im Dezember 2003 gründete der Verein den „Arminia Supporters Club“ als eigenständige Abteilung.

### Fanfreundschaften
Fanfreundschaften pflegen die Fans des DSC insbesondere zu Gruppierungen des Hamburger SV. Hierbei sind unter anderem die gemeinsamen Farben ein verbindendes Element. Ausdruck findet die Verbundenheit in dem Schlachtruf „Schwarz-Weiß-Blau, Arminia und der HSV“, der regelmäßig in den Bielefelder Fanblöcken zu hören ist. Zu Beginn dieser Freundschaft standen zunächst Verbindungen zwischen gewaltorientierten Fangruppierungen. In den 1990er-Jahren weiteten sich die freundschaftlichen Bande dann in der gesamten Fanszene aus. Bestärkt wurde diese Entwicklung auch durch den Wechsel mehrerer HSV-Profis in den Jahren 1994 und 1995 zur Arminia, die einen großen Anteil an der Rückkehr des Vereins in die 1. Bundesliga hatten. In den gemeinsamen Bundesligajahren veranstalteten die Supporter-Klubs beider Vereine bei den jeweiligen Gastspielen gemeinsame Partys für die Fans. Die Fanfreundschaft wird mittlerweile auch von beiden Vereinen selbst medial unterstützt. Der offizielle Twitter-Account des DSC tweetete beispielsweise direkt nach dem ersten Abstieg aus der 1. Bundesliga in der Geschichte des HSV in ironischer Anspielung auf den eigenen Ruf als Fahrstuhlmannschaft: „Hömma, der HSV geht nicht unter. Es geht auch wieder nach oben, wir sprechen aus Erfahrung. Wir hätten lieber in Freundschaft gegen euch gespielt, aber nun eben zwei Fußballfeste unter Freunden“. Im Zuge des ersten Pflichtspielaufeinandertreffens in der 2. Bundesliga gaben beide Vereine einen Fanschal heraus, der die Freundschaft beider Vereine betont.
Freundschaftliche Bande gibt es ebenfalls zu Teilen der Fanszene von Hannover 96, welche ebenfalls mit dem Hamburger SV eine Fanfreundschaft pflegen. Zusammen bilden die drei Vereine die sogenannte „Nordallianz“. Im Mai 2017 verstärkte sich die Fanfreundschaft, als die Bielefelder mit einem 6:0-Sieg über Eintracht Braunschweig den Hannoveranern wichtige Schützenhilfe im Aufstiegskampf leisteten.

### Fanrivalitäten

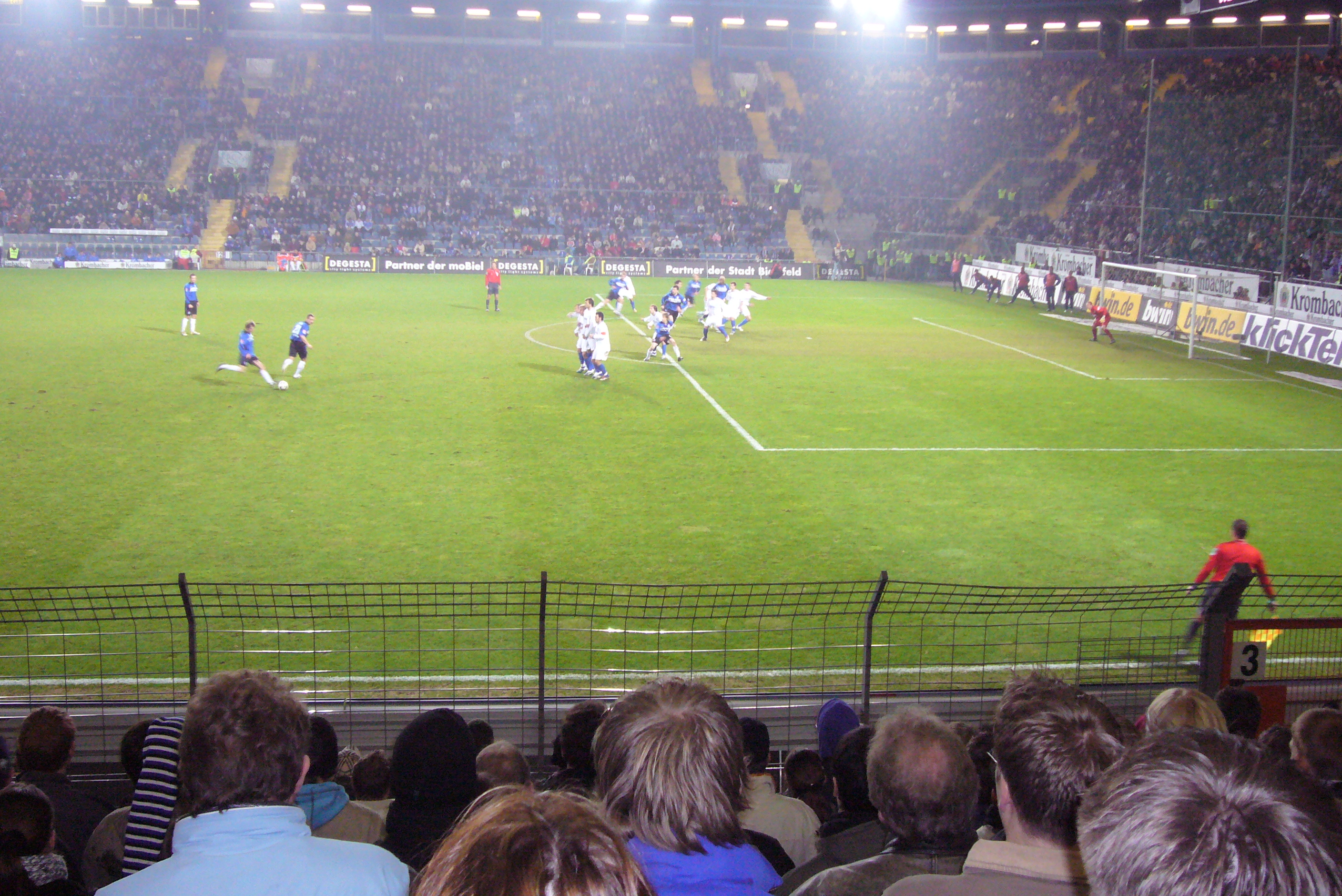
Freistoß gegen den VfL Bochum

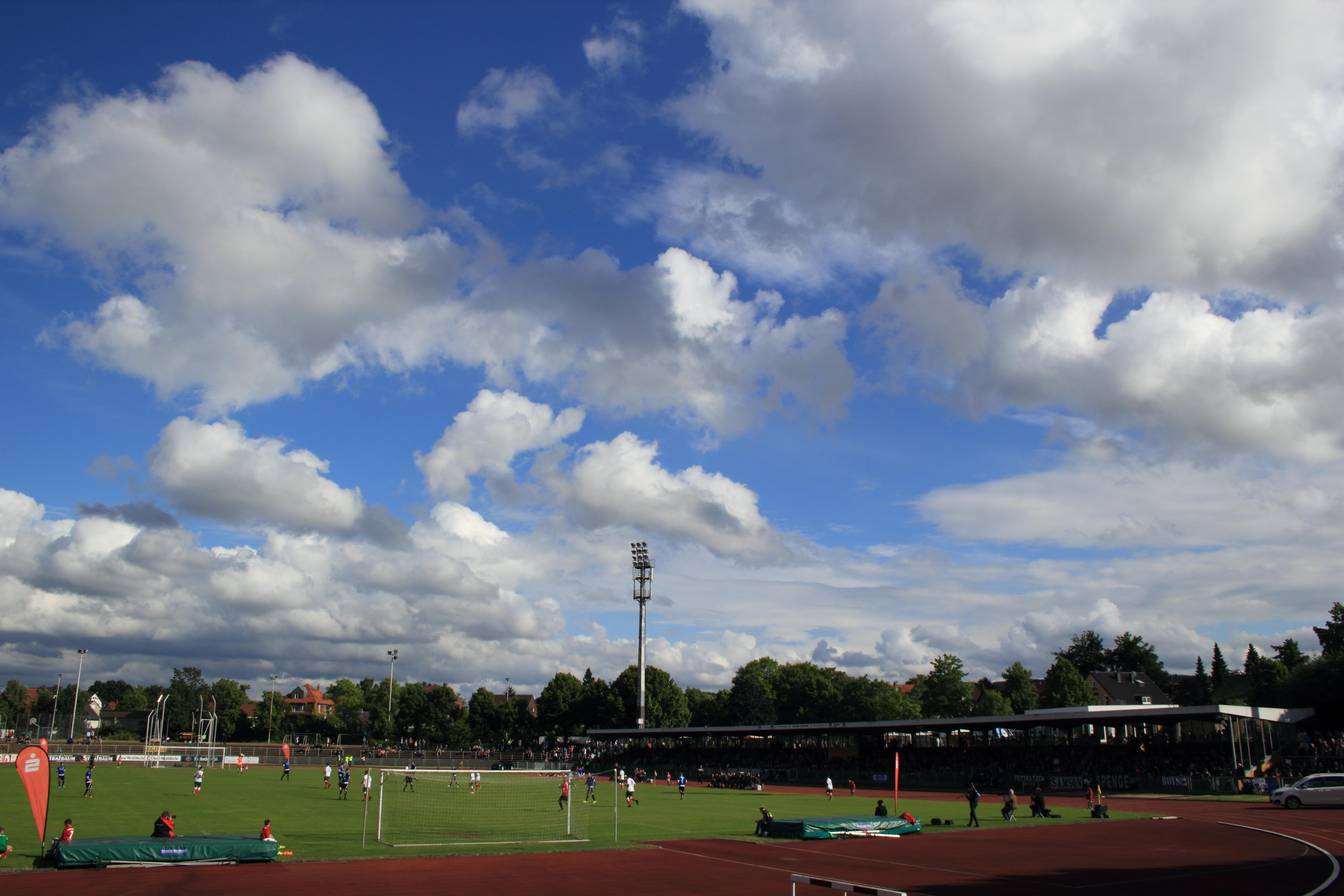
161. Stadt-Derby zwischen dem VfB Fichte und Arminia Bielefeld am 23. Juni 2013 im Stadion Rußheide

Im Gegensatz zu vielen anderen Vereinen hat der DSC Arminia keinen Hauptrivalen. Eine Erzfeindschaft, wie sie zwischen Borussia Dortmund und Schalke 04 besteht, gibt es nicht. Ein Grund hierfür ist das ständige Auf und Ab des Vereins im deutschen Ligensystem, weswegen die Rivalitäten zu anderen Vereinen nur einen zeitlich befristeten Charakter entwickeln konnten.
Erster großer Rivale war der VfB 03 Bielefeld. Neben dem Kampf um die Vorherrschaft in der Stadt spielte der gesellschaftliche Hintergrund der Vereine eine entscheidende Rolle. Während die Arminia bürgerliche Wurzeln hatte, galt der VfB 03 als Arbeiterclub. In den frühen 1930er-Jahren lief der VfB für einige Jahre der Arminia den Rang ab. In den Spielzeiten 1943/44 und 1944/45 bildeten die beiden Vereine eine Kriegsspielgemeinschaft, um den Spielbetrieb trotz der Auswirkungen des Zweiten Weltkrieges aufrechtzuerhalten. Verhandlungen über eine Fusion der beiden Clubs kurz nach Kriegsende blieben jedoch ohne Erfolg. Zuletzt spielte der VfB in der Saison 1955/56 eine Klasse über der Arminia. Nachdem der DSC 1962 in die II. Division West aufstieg, trennten sich die Wege der Vereine. Heute tritt der mittlerweile VfB Fichte heißende Club jährlich zu Freundschaftsspielen in der Saisonvorbereitung gegen Arminia an.
In den späten 1980er- und frühen 1990er-Jahren avancierte Preußen Münster zum Rivalen des DSC. Beide Vereine konkurrierten in dieser Zeit um die Rückkehr in den Profifußball miteinander. Während dieser gemeinsamen Oberligajahre kam es bei den Spielen beider Mannschaften daher regelmäßig zu Schlägereien. Die sportlichen Duelle der beiden Kontrahenten lassen sich mit Unterbrechungen bis in das Jahr 1911 zurückverfolgen. Anlässlich des 100-jährigen Vereinsjubiläums wurde Präsident Hans-Hermann Schwick gefragt, welchen Gegner er sich für ein Freundschaftsspiel wünschen würde. Seine Antwort lautete: „Entweder Real Madrid oder Preußen Münster.“
→ siehe auch: Liste der Fußballspiele zwischen Arminia Bielefeld und Preußen Münster
Die Begegnungen mit dem nur 42 Kilometer entfernten VfL Osnabrück werden von Fans und Medien landläufig als Derby eingeordnet. Trotz der westfälisch-niedersächsischen Grenze, die Begegnungen in unteren Spielklassen häufig ausgeschlossen hat, verbindet die beiden Clubs eine lange Geschichte miteinander. So trug Arminia ihr erstes Spiel im Jahr 1905 gegen eine Osnabrücker Mannschaft aus. Osnabrücker Vereine wurden aufgrund der geographischen Nähe bis zum Zweiten Weltkrieg häufig den westfälischen Spielklassen zugeordnet. Bereits in der Spielzeit 1924/25 trat Arminia gegen den im April 1924 gegründeten VfL Osnabrück in der erstklassigen Bezirksliga Westfalen an, nachdem man sich in den Jahren zuvor mit den Vorgängervereinen des VfL Osnabrück gemessen hatte. Begegnungen nach dem Krieg ließen aufgrund der geänderten Zuordnungspraxis bis 1970 auf sich warten und fanden hauptsächlich im Rahmen der 2. Bundesliga und der eingleisigen 3. Liga statt. Die Spiele zwischen dem VfL und dem DSC zeichnen sich durch ein erhöhtes Zuschauerinteresse und eine friedlich geprägte Rivalität aus.
Im Jahre 2015 veröffentlichte der Filmemacher Milan Skrobanek den Dokumentarfilm Im Derby-Dreieck, der die Rivalität von Arminia Bielefeld, Preußen Münster und dem VfL Osnabrück anhand der Drittligasaison 2014/15 näher beleuchtet.
Die seit Anfang der 1970er-Jahre latent vorhandene Rivalität zum VfL Bochum verschärfte sich 1996/97 unter anderem, nachdem der Bochumer Spieler Dariusz Wosz in einem Spiel mehrfach obszöne Gesten an das Bielefelder Publikum richtete.
Nachdem die Arminia nach der Saison 2008/09 in die 2. Bundesliga abgestiegen war, entwickelte sich in den darauf folgenden Spielzeiten eine Rivalität zum SC Paderborn 07, das so genannte Ostwestfalenderby. Arminia spielte zum ersten Mal zusammen mit Paderborn in einer Profiliga, nachdem man sich zuvor nur im Amateurlager begegnete. Die Rivalität gründet auf der räumlichen Nähe der beiden ostwestfälischen Großstädte und dem Umstand, dass es sich bei den Kontrahenten bis einschließlich der Saison 2019/20 um die einzigen professionellen Fußballclubs der Region handelte. Das öffentliche Interesse wurde durch einen Medienhype, der von den lokalen Tageszeitungen und Radiostationen ausgelöst wurde, verstärkt. Kritische Stimmen von Bielefelder Seite sagen allerdings, dass aus historischen Gründen keine Rivalität bestehen würde. Der Deutsche Fußball-Bund bezeichnete die Partie zwischen Bielefeld und Paderborn als „Derby ohne Tradition“.

## Vereinsumfeld

### Stadien

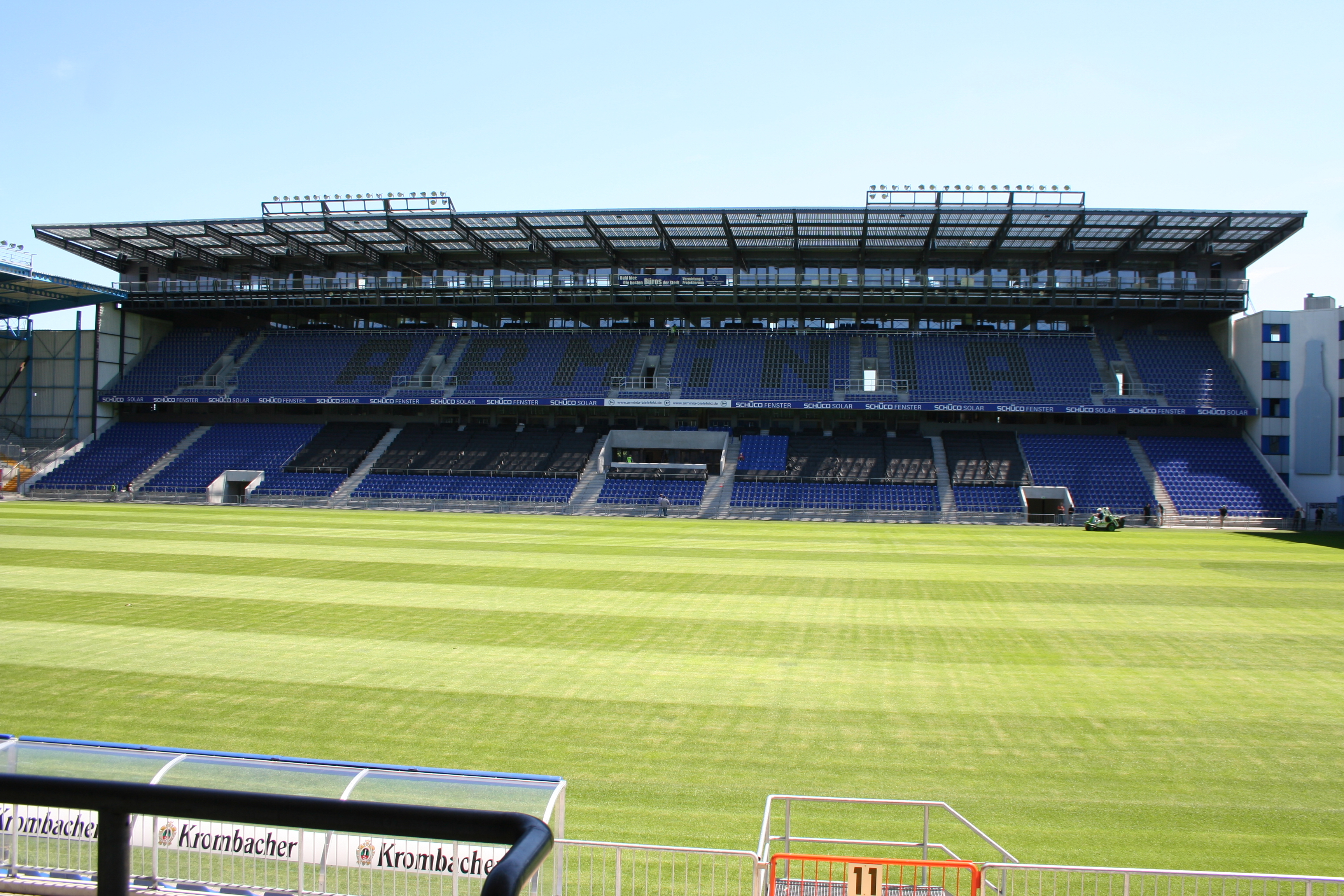
Blick auf die Haupttribüne des Stadions

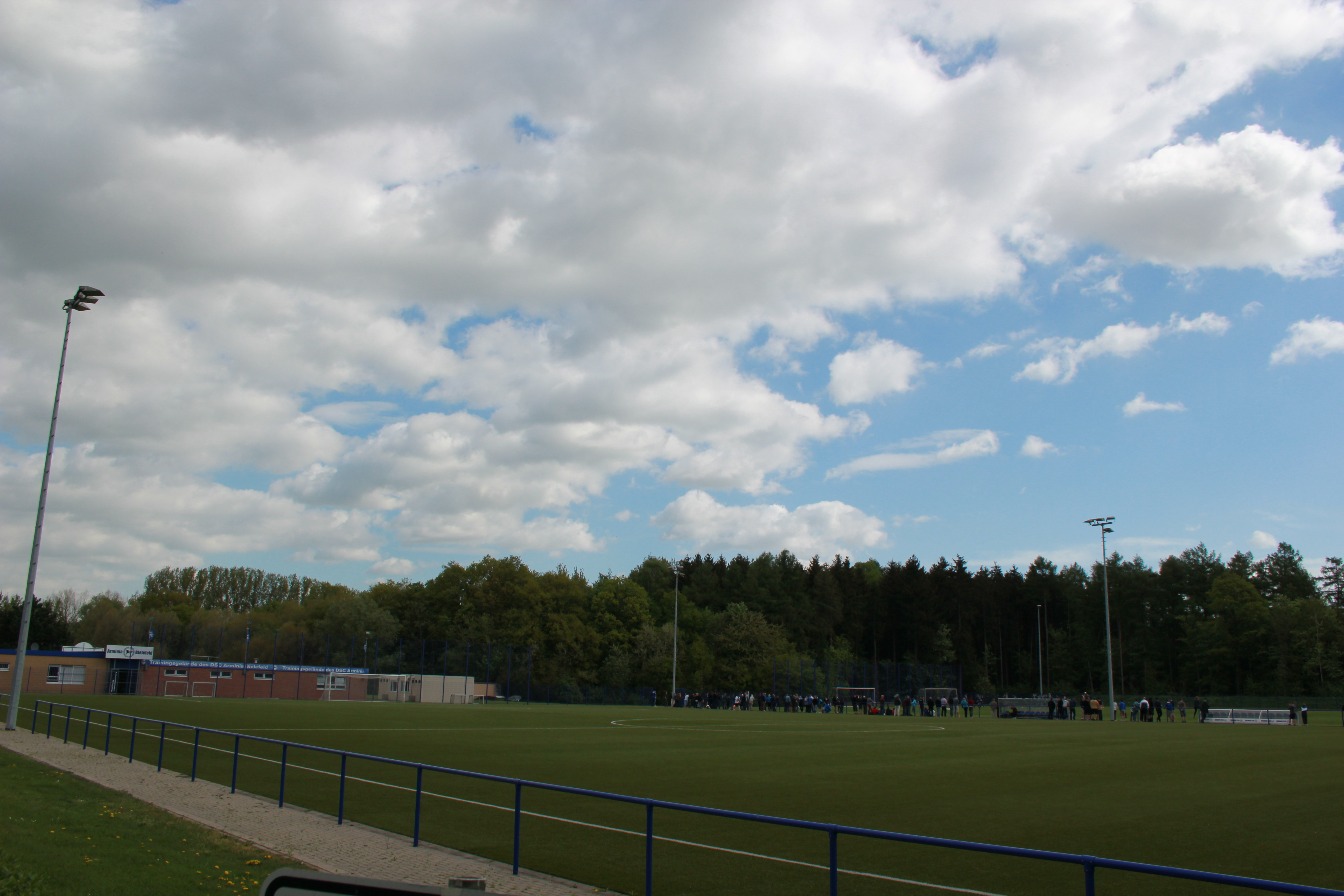
Das Trainingsgelände des DSC Arminia an der Friedrich-Hagemann-Straße

Heimspielstätte des Vereins ist seit 1926 die „Bielefelder Alm“. Das Stadion hat eine Kapazität von 27.332 Plätzen, davon sind 19.392 Sitzplätze und 7.940 Stehplätze. Alle Tribünen sind überdacht. Seit 2004 trägt das Stadion den Namen SchücoArena, nachdem der gleichnamige Bauzulieferer die Namensrechte am Stadion erwarb. Neben dem Stadion gibt es einen Kunstrasenplatz. Dieser wurde jahrzehntelang als „Hartalm“ bezeichnet und am 28. Januar 2018 in „Hannes Scholz Platz“ umbenannt.
Unmittelbar nach der Vereinsgründung 1905 trug Arminia Bielefeld seine Spiele zunächst auf dem Kesselbrink, einem innerstädtischen Park aus. Nach einem kurzzeitig Intermezzo an der Kaiserstraße (heute: August-Bebel-Straße), folgten einige Jahre auf einem Sportgelände an der nördlich der Innenstadt gelegenen Pottenau. Hier konnte der Verein mit zwei Westdeutschen Meisterschaften und der damit einhergehenden Qualifikation für die Endrundenspiele um die Deutsche Meisterschaft, einige seiner größten sportlichen Erfolge feiern. Im Jahr 1926 wechselte der Verein an die heutige Spielstätte am westlichen Rand der Innenstadt. Die Alm glich ursprünglich einem Acker. Die Spielfläche war uneben und bei Regen sammelte sich das Wasser in zahlreichen Furchen. Aufgeschüttete Erdwälle dienten als Zuschauertribünen. 1954 wurden die Erdwälle mit Betonstufen versehen. Nach dem Bundesligaaufstieg 1970 wurde eine Haupttribüne gebaut. Auf der Nord- und Ostseite wurden Stahlrohrtribünen hochgezogen. Die Kapazität des Stadions wuchs auf etwa 30.000. Dazu wurden Flutlichtmasten installiert.
Nach dem zweiten Bundesligaaufstieg wurde die Haupttribüne überdacht und die anderen Tribünen noch einmal erweitert. Mit etwa 35.000 Plätzen erreichte die Alm das größte Fassungsvermögen ihrer Geschichte. Nachdem die Arminia in den späten 1980er-Jahren in die Oberliga abgestiegen war, wurden die ursprünglich als Provisorium gedachten Stahlrohrtribünen demontiert. Die Südtribüne musste wegen Einsturzgefahr bis auf den Erdwall mit wenigen verbleibenden Betonstufen abgerissen werden. Die Kapazität sank so auf 15.000 Plätze. Später wurde die Osttribüne renoviert und überdacht. Die Kapazität pendelte sich bis 1996 auf 18.500 Plätze ein. Nach dem erneuten Bundesligaaufstieg 1996 erfolgte ein Neubau der Haupt- und Nordtribüne. 1999 folgte der Neubau der Südtribüne. Zwei Jahre später wurde zwischen Süd- und Osttribüne die neue Geschäftsstelle des Vereins errichtet. In der letzten Ausbaustufe entstand zwischen 2007 und 2008 die als neue Haupttribüne konzipierte Osttribüne, der Oberrang der Südtribüne wurde in einen Stehplatzbereich umgewandelt und die Nordtribüne um einen Stehplatzblock für Gästefans erweitert. Die markanten Flutlichtmasten wurden durch ein ins Stadiondach integriertes System ersetzt.
Im Juli 2019 richtete Arminia Bielefeld als erster deutscher Proficlub einen gesonderten Bereich ein, um Autisten einen problemlosen Stadionbesuch zu ermöglichen. Oberhalb der Nordtribüne wurde in zwei Panoramaboxen ein Aufenthalts- und ein schallisolierter Snoezelraum eingerichtet, in denen die Spiele unter professioneller Aufsicht verfolgt werden können.
Die zweite Mannschaft trug ihre Heimspiele im Stadion Rußheide aus. Die Rußheide ist die Heimstätte des VfB Fichte Bielefeld und liegt in der Nähe des Bielefelder Ostbahnhofs. Das 1970 eröffnete Stadion hat eine Kapazität von 12.000 Plätzen, davon sind etwa 1.400 überdachte Sitzplätze. Während der Fußball-Regionalligasaison 2004/05 trug die damals „Arminia Bielefeld Amateure“ heißende Mannschaft einige Heimspiele im Herforder Ludwig-Jahn-Stadion aus. In der Regionalligasaison 2010/11 diente hingegen das Stadion der Profimannschaft als Heimspielstätte.
Die Frauenmannschaft spielte bis zum Aufstieg in die Zweite Bundesliga im Jahr 2015 auf dem Sportplatz „Stadtheide“ an der Schillerstraße. Da der dortige Kunstrasenplatz den Vorgaben für die Zweite Bundesliga nicht genügte, trägt die Mannschaft ihre Heimspiele seit dem im Waldstadion in Bielefeld-Quelle aus. Die U19- und U17-Mannschaft nutzen jeweils das Böllhoff-Stadion im Stadtteil Brackwede. Das Trainingsgelände der Profis befindet sich im Osten Bielefelds zwischen dem Stadtzentrum und Bielefeld-Oldentrup an der Friedrich-Hagemann-Straße. Es soll sukzessive weiter ausgebaut werden, um den Profis bessere Bedingungen zu bieten und die Zusammenarbeit zwischen Profi- und Jugendabteilung zu verbessern.

### Radioübertragung
Die Spiele werden regelmäßig von Radio Bielefeld übertragen, wo Ulrich Zwetz seit 1994 die Spiele kommentiert. Der Sender spielt vor den Partien Arminia, unser Herz schlägt nur für Dich und nach gewonnenen Spielen Arminia, wie schön sind Deine Tore.

### Clubzeitungen, Fanmagazine und Blogs
Die erste vereinseigene Zeitung waren die sogenannten Monatsblätter im Jahr 1925. Sie sollten der besseren Einbindung der Mitglieder in das Vereinsleben dienen. Mitte der 1960er-Jahre gab der Verein dann mit den Vereinsnachrichten Arminia Bielefeld e. V. die erste Clubzeitung im engeren Sinne heraus. Im Laufe der 1970er-Jahre etablierte sich für die Vereinsnachrichten der eingängigere Name Almpost. Zunächst produzierte der Verein die Zeitung noch selbst, ab dem Jahr 1983 übernahm dies das Westfalen-Blatt, welches die Almpost als Zeitungsbeilage auf eine Rekordauflage von 60.000 Exemplaren brachte. Nach Aussage des damaligen Managers Norbert Müller war die Almpost somit die auflagenstärkste Stadionzeitung aller Bundesligisten. Ab dem Jahr 2003 übernahm der Verein wieder die Federführung bei der Produktion. Im Jahr 2004 wurde die Almpost im Zuge der Umbenennung des Stadions in Halbvier umbenannt. Der Name Halbvier bezieht sich dabei auf die Anstoßzeit der Fußball-Bundesliga an Samstagen um 15:30 Uhr.
Das Halbvier erscheint regelmäßig zu jedem Heimspiel der Arminia sowie mit einer Sonderausgabe zum Saisonende. Sie beinhaltet dabei in der Regel Themen rund um den aktuellen Gegner, Rückblicke auf Auswärtsspiele, Interviews mit Spielern aus dem Profi- und Nachwuchsbereich, Neuigkeiten aus dem Verein sowie Statistiken. Die Halbvier wird von der DSC Arminia GmbH & Co KGaA herausgegeben, wobei die Gesamtherstellung durch das Medienbüro 24/7 erfolgt. Bis zum Ende des Jahres 2011 wurde die Zeitschrift postalisch an alle Clubmitglieder verschickt. Aufgrund der finanziell angespannten Situation im Zuge des Abstiegs in die 3. Liga erfolgt der Versand seit Beginn des Jahres 2012 ausschließlich auf elektronischem Weg. Bei jedem Heimspiel liegen im Stadion aber auch weiterhin einige gedruckte Exemplare aus.
Neben der Halbvier erscheint von Vereinsseite aus vierteljährlich das Magazin Arminia Supporter des Arminia Supporter Clubs. Bis Ende 2008 trug diese Zeitschrift den Namen ASC Aktuell. Das vom Verein unabhängige Fanprojekt Bielefeld e. V. gibt ebenfalls zu jedem Heimspiel die Zeitung Fan-Post mit aktuellen Informationen zum Spieltag und kommenden Auswärtsfahrten heraus.
Im Laufe der Jahre betätigten sich auch unterschiedliche Fanclubs und Einzelpersonen als Zeitungsmacher. So hatte in den 1960er-Jahren die vereinseigene Zeitung Almpost starke Konkurrenz durch das privat herausgegebene Magazin Alm-Kurier, mit einer Auflage von 5000 Exemplaren pro Spieltag, sowie in den 1970er-Jahren durch Sport-Aktuell. In den Jahren 1989 und 1990 veröffentlichte der eng mit der Bielefelder Hooliganszene verbandelte Fanclub Blue Army – Ostwestfalen Terror die Zeitschrift Der Rüpel. Mitte der 1990er bis in die frühen 2000er Jahre erschien das Fanzine Um halb vier war die Welt noch in Ordnung, aus dessen Redaktion um Philipp Köster und Reinaldo Coddou H. später das Magazin für Fußballkultur 11 Freunde hervorging. Die Boys Bielefeld publizierten bis 2010 in unregelmäßigen Abständen das Magazin Mit Schirm, Charme & Melone. Aktuell tritt neben dem Fanprojekt vor allem die ultraorientierte Fangruppierung Lokal Crew publizistisch in Erscheinung, die seit 2009 zu jedem Heimspiel einen meist vierseitigen Flyer unter dem Namen pubLiC an die Besucher der Stehplatzblöcke verteilt.
Auch im Internet gibt es verschiedene Fanzines und Blogs, die sich mit der Arminia befassen. So setzte sich beispielsweise das Blog5 auf teils satirische Weise mit dem Geschehen rund um den Verein auseinander. Seit 2017 beschäftigt sich die Website Pulsschlag-Arminia mit aktuellen und historischen Geschehnissen rund um die Arminia.

### Sponsoren
→ siehe auch: Liste der Sponsoren, Ausrüster und Vermarkter von Arminia Bielefeld
Zwei Jahre nachdem Eintracht Braunschweig als erster deutscher Fußballverein mit Trikotwerbung auflief, wurde die Fruchtsaftmarke Granini erster Trikotsponsor der Arminia. Nach vier Jahren löste die Firma Seidensticker, Europas größter Hemdenhersteller, Granini ab. Diese Liaison dauerte sechs Jahre an, bis heute die längste Partnerschaft der Vereinsgeschichte. Bis 1996 hatten alle Trikotsponsoren ihren Sitz in Bielefeld, ehe mit Gerry Weber aus Halle (Westf.) die erste auswärtige Firma Trikotsponsor wurde. Bemerkenswert ist weiterhin die Brauerei Krombacher, welche zwischen 2004 und 2010 sechs Jahre lang die Brust der Bielefelder Kicker zierte und hierdurch mit Seidensticker als Rekordhalter gleich zog. Auf Platz drei mit bisher fünf Jahren als Trikotsponsor findet sich das Bielefelder Unternehmen Schüco International KG wieder, welche ihre Sponsorentätigkeit allerdings auf drei Etappen aufteilte, wobei die letzte 2016 begonnen hat und bis heute andauert.
Nachdem im Jahre 1987 die Existenz des Vereines nur durch ein Vergleichsverfahren gerettet werden konnte, ging der Verein im Bereich der Sponsorenakquise neue Wege. Mit Hilfe von Rüdiger Lamm, der die Tischtennisabteilung der Spvg Steinhagen an die europäische Spitze führte, wurde ein Sponsorenpool aufgebaut, der innerhalb eines Jahres bereits 100 Unternehmen umfasste. In den ersten Jahren arbeitete Lamm auf Provisionsbasis, ab 1994 war er als hauptamtlicher Manager tätig. Lamms Nachfolger Heribert Bruchhagen schloss im Jahre 2001 einen auf zehn Jahre laufenden Vertrag mit der Vermarktungsfirma Sportfive ab.
Die wohl bekannteste Bielefelder Firma, die Dr. August Oetker KG, hat sich gegenüber der Arminia in Sachen Sponsoring bisher immer zurückgehalten und war nur hin und wieder mit einer Bandenwerbung im Stadion vertreten. Seit Jahrzehnten hält sich im Umfeld des Vereins das Gerücht, dass sich der Verein und Oetker Anfang der 1970er-Jahre im Zuge einer Diskussion über ein neues Stadionprojekt zerstritten hätten. Gegen dieses Gerücht spricht, dass Oetker sich in der Sportförderung generell zurückhält, da nach Unternehmensangaben die Zielgruppe im Bereich Nahrungsmittel eher seltener unter den Besuchern eines Stadions zu finden sei. Des Weiteren ließ August Oetker nach dem Abstieg im Jahre 2009 die Bereitschaft erkennen, die Jugendförderung der Arminia unterstützen zu wollen. Ein weiteres Indiz dafür, dass es sich bei dem Zerwürfnis in den 1970er-Jahren um eine Behauptung handelt, ist die Tatsache, dass der Syndikus von Oetker, Jörg Auf der Heyde, zwischen 1973 und 1986 das Präsidentenamt der Arminia ausfüllte. Seit 2017 unterstützt Oetker als Teil des Bündnis Ostwestfalen den Verein und ist seit 2018 mit Mathias Gerner (Leiter der Hauptabteilung Finanzen der Dr. August Oetker KG) im Wirtschafts- und Aufsichtsrat der Arminia-Gruppe vertreten.
Mit einer spektakulären Public-Relations-Aktion machten Arminia Bielefeld und der damalige Trikotsponsor, die Herforder Brauerei, im Sommer 1999 von sich reden. Sie kleideten die Statue des Namenspatron der Arminia, das Hermannsdenkmal, in ein überdimensionales Trikot aus 130 m² Stoff. Das Trikot trug die Rückennummer Neun, eine Reminiszenz an den Sieg des Arminius über die Römer im Jahre 9 n. Chr. Als „größtes Fußballtrikot der Welt“ erhielt das Kleidungsstück einen Eintrag in das Guinness-Buch der Rekorde. Auch touristisch war das Spektakel ein großer Erfolg, eine halbe Million Besucher fanden den Weg zum Hermannsdenkmal während der Zeit der Verhüllung. Die Kosten der Aktion beliefen sich auf etwa 10.000 Mark.
Im August 2008 vergab Arminia als erster Bundesligist eine Lizenz an den Q1 Tankstellenvertrieb, der eine Tankstelle in der Nähe der Alm betreibt. Die nun unter dem Namen „Der 12. Mann“ firmierende Tankstelle bietet Mitgliedern des DSC verschiedene Vergünstigungen an.
Aufgrund der Ereignisse rund um den Corona-Ausbruch kündigte Arminia die seit Juli 2019 bestehende werbliche Partnerschaft mit der Tönnies Holding zum Ende der Saison 2019/20.

### Aktion Bau auf Blau

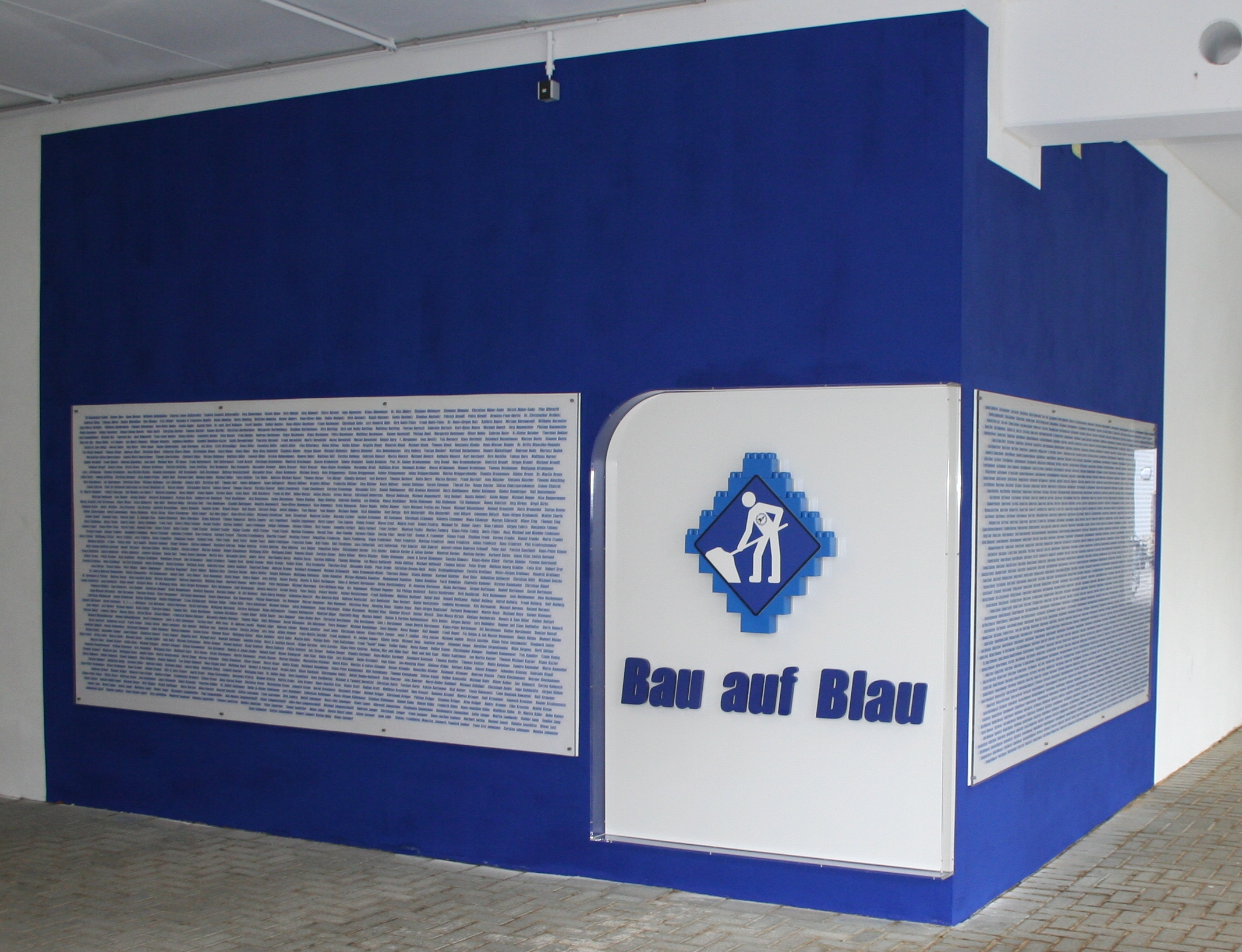
Mit der Blauen Wand unter der Haupttribüne werden die Zeichner der Aktion Bau auf Blau geehrt

Zur Finanzierung des Stadionausbaus und anderer infrastruktureller Projekte präsentierte der Verein zusammen mit der Bank SEB AG am 14. September 2006 eine Fananleihe unter dem Motto „Bau auf Blau“. Der Nennwert pro Anleihe lag bei 100 Euro. Die Laufzeit der Anleihe betrug zum Ausgabezeitpunkt maximal fünf Jahre. Nach mehreren Fristverlängerungen endete die Aktion am 28. Februar 2007. Nach Vereinsangaben wurde die Anleihe vollständig an etwa 2300 Zeichner verteilt. Insgesamt erbrachte die Aktion drei Millionen Euro. Zu Ehren der Zeichner wurde am 15. November 2008 die Blaue Wand enthüllt. Dabei handelt es sich um zwei Tafeln im Erdgeschoss der neuen Haupttribüne, auf der alle Zeichner der Fananleihe namentlich aufgeführt sind.
Aufgrund der finanziellen Schwierigkeiten nach dem Abstieg in die 3. Liga im Jahr 2011, bemühte sich der Verein die Zeichner zu einer Verlängerung oder Aussetzung der in diesem Jahr fälligen Anleihe zu bewegen. Dies gelang zu einem Großteil, so dass die Lizenzbedingungen erfüllt werden konnten. Im Zuge der geplanten finanziellen Konsolidierung legte der Verein im Juli 2011 die sogenannte Zukunftsanleihe auf, welche zum einen den Altzeichnern die Möglichkeit der Verlängerung bot, als auch die Zeichnung neuer Anleihen ermöglichte. Die Laufzeit dieser Anleihe ist ebenfalls auf maximal fünf Jahre ausgelegt, auch die restlichen Konditionen entsprechen denen der „Bau auf Blau“-Anleihe. Nach dem Ende der Zeichnungsfrist am 31. August 2011 gab der Verein bekannt, dass sich das Gesamtvolumen dieser Anleihe auf über zwei Millionen Euro beläuft. Zur Fälligkeit der Anleihe im Jahr 2016 verzichteten zahlreiche Zeichner auf eine Rückzahlung, um den Verein zu unterstützen. Die Verbindlichkeiten konnten hierdurch um 699.000 Euro reduziert werden. Der verbleibende Betrag von 1,893 Millionen Euro wurde fristgerecht zurückgezahlt.

### Museum
Am 6. März 2013 eröffnete in dem alten V.I.P.-Raum unter der Westtribüne der Alm das Museum/Archiv/Forum Arminia (MAFA). In dem, im Stile eines Fußballplatzes gestalteten Museum, werden verschiedene Ausstellungsstücke aus der mehr als 100-jährigen Vereinsgeschichte präsentiert. So sind unter anderem Teile der alten Stahlrohrtribüne, die sich bis in die 1980er-Jahre auf der Ostseite des Stadions befand, zu sehen oder die Ehrentafeln für die Siege in den westdeutschen Meisterschaften der Jahre 1922 und 1923. Neben multimedialen Elementen findet sich auch eine Fläche für Sonderausstellungen in Räumen des Museums. Viele der Ausstellungsstücke wurden von Fans gestiftet oder als Dauerleihgaben zur Verfügung gestellt. Die Finanzierung erfolgte durch Sponsoren und Spenden der Vereinsanhänger. Des Weiteren bot der Verein ein Fanpaket mit originalen und nachgebildeten Gegenständen aus der Vereinsgeschichte zum Verkauf an, dessen Erlös dem Museum zugutekam. Alle Spender und Käufer des Fanpakets sind auf einer Tafel in den Räumen des Museums verewigt.

### Arminia ist mehr
Die Plattform „Arminia ist mehr“ wurde am 18. November 2013 veröffentlicht und soll das soziale sowie gesellschaftliche Engagement des Traditionsvereins widerspiegeln. Mit Hilfe der Themengebiete „Bildung, Integration, Engagement und Courage“ wird über die zahlreichen Projekte, die der Verein aktiv betreut und unterstützt, berichtet. So zählen neben zahlreichen Schul- und Städtekooperationen auch die Behindertenbetreuung und das Ehrenamt zu wichtigen Eckpfeilern der Plattform. Das Ziel von „Arminia ist mehr“ ist es, das soziale Engagement des Vereins vermehrt in den Fokus der Öffentlichkeit zu rücken, um so das Bewusstsein der Öffentlichkeit für wichtige Themen wie Integration, Toleranz und gegenseitigem Respekt zu schärfen.

### Wir sind Ostwestfalen
Mit dem Slogan Wir sind Ostwestfalen will der DSC Arminia Bielefeld öffentlich seine Identifikation mit der Region Ostwestfalen-Lippe nach außen tragen. Neben dem Schriftzug werden in einem Wappenlogo auch die Attribute Stur, Hartnäckig, Kämpferisch geführt, die sowohl die Tugenden der ostwestfälischen Bürger als auch die des Vereins repräsentieren sollen. Das Wappenlogo ist nicht das Vereinslogo, sondern eine Ergänzung. Seit 2012 kooperiert Arminia im Rahmen der Wir sind Ostwestfalen-Kampagne mit 25 Städten und Gemeinden sowie fünf Schulen, die als offizielle Partnerstädte und -Schulen bezeichnet werden. Darunter die Städte Bad Oeynhausen, Bad Salzuflen, Blomberg, Borgholzhausen, Bünde, Enger, Espelkamp, Extertal, Halle (Westf.), Harsewinkel, Herford, Hiddenhausen, Hövelhof, Kalletal, Lage, Lemgo, Leopoldshöhe, Löhne, Oerlinghausen, Rietberg, Schloß Holte-Stukenbrock, Spenge, Steinhagen, Versmold, Vlotho und Werther. Ziel der Kooperationen ist es sich gemeinsam mit den jeweiligen Partnerstädten in folgenden Bereichen zu engagieren: Soziales, Integration/Inklusion, Breitensport, Kultur, Stadtentwicklung und Stadtmarketing.

## Abteilungen

### Aktuelle Abteilungen

#### Altliga
Die Arminia stellt derzeit drei Altherrenteams. In der Altersklasse Ü32 ist eine Mannschaft sowohl auf dem Feld als auch in der Halle aktiv. Die Mannschaften Ü43 und Ü50 spielen ausschließlich in der Halle. Geleitet wird die Abteilung von Dirk Hempel. Am 20. September 2015 hat die Ü50-Mannschaft in Berlin durch einen 1:0-Sieg über die NFS Gropiusstadt die deutsche Meisterschaft 2015 dieser Altersklasse für sich entschieden.

Logo des Arminia Supporters Clubs

#### Arminia Supporters Club
Nach der Ausgliederung der Lizenzspielerabteilung des DSC Arminia in eine Kapitalgesellschaft, gründete der Verein am 6. Dezember 2003 eine Fan- und Förderabteilung unter dem Namen „Arminia Supporters Club“ (ASC). Zentrale Aufgaben des ASC sind neben dem Aufbau eines attraktiven Angebots für seine Mitglieder zum einen die Vertretung von Mitgliederinteressen gegenüber Verein, Verbänden und anderen Stellen und zum anderen die Förderung des gesamten Vereins mit seinen Abteilungen und Tochtergesellschaften. Innerhalb kürzester Zeit wurde aus dem ASC die mitgliederstärkste Abteilung im Verein mit rund 6.500 Mitgliedern (Stand: 2023). Der ASC ist bei Heimspielen im Stadion mit einem Infostand am Eingang Süd vertreten, auswärts werden die Fans mit einer mobilen Anlaufstelle, dem „Fanmobil“ unterstützt. Daneben bietet der ASC regelmäßig Veranstaltungen für Fans und Mitglieder an, unterstützt die Behindertenbetreuung und veröffentlicht quartalsweise ein eigenes Abteilungsmagazin. Zudem werden die außerhalb von Ostwestfalen-Lippe lebenden Fans im Rahmen eines bundesweiten Netzwerkes unterstützt.

#### Arminis

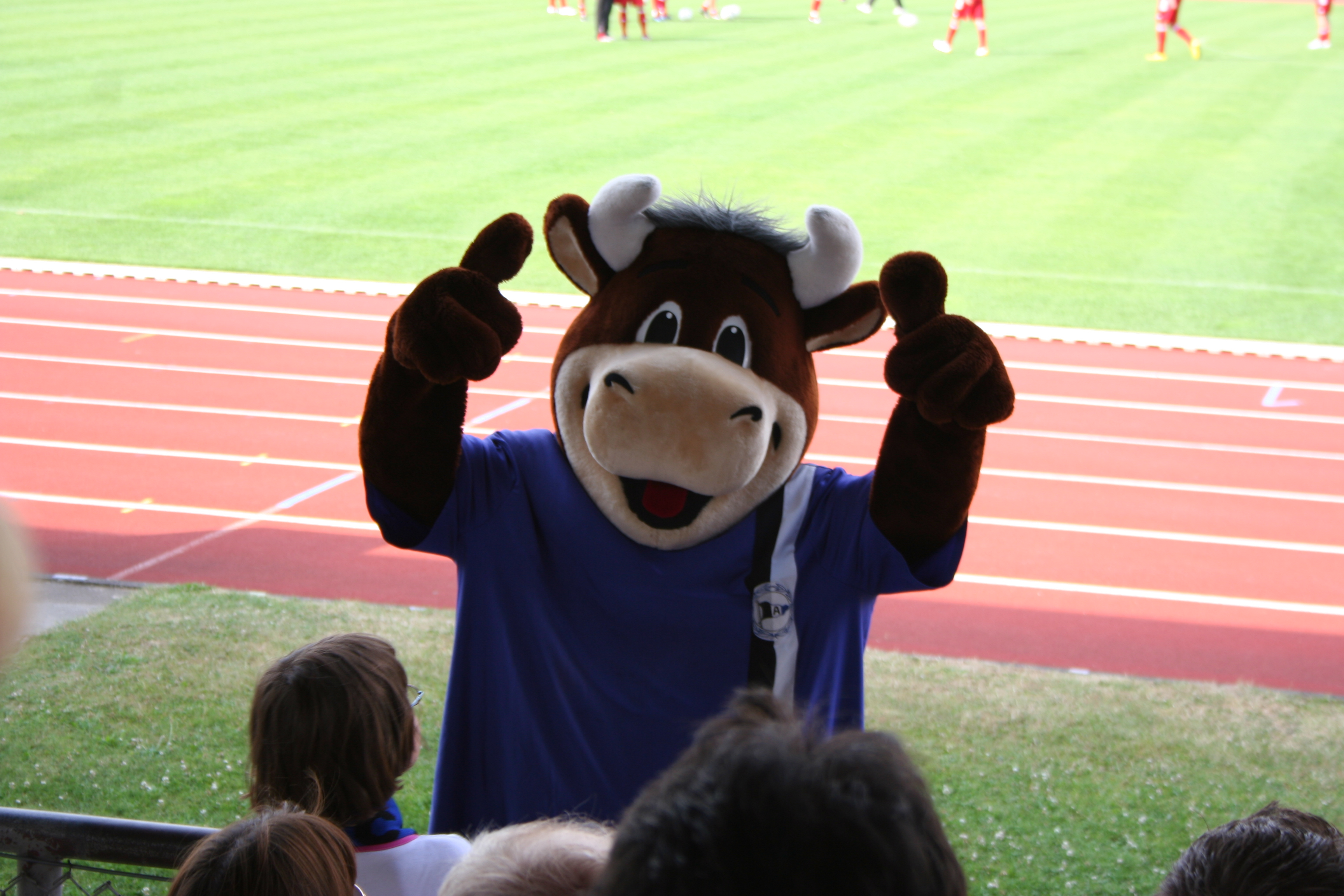
Lohmann, das Maskottchen der Arminis

Im September 2005 wurde mit den „Arminis“ eine Fanorganisation für Kinder ins Leben gerufen. Der Verein kooperiert mit der von-Laer-Stiftung, die im Bereich Bielefeld und Umgebung im Rahmen der Jugendhilfe aktiv ist. Ziel der Abteilung ist es, möglichst viele junge Familien, insbesondere aber Kinder für den Fußball und den DSC Arminia zu begeistern. Neben kindgerechten Veranstaltungen bieten die „Arminis“ ihren Mitgliedern eine Kinderbetreuung während der Heimspiele und Rabatte auf Fanartikel an. Des Weiteren organisieren die Arminis auch Fahrten zu Auswärtsspielen der Arminia.
Maskottchen der Arminis ist seit dem Sommer 2006 der Stier „Lohmann“. Der Name geht auf den Bauern Lohmann zurück, der dem Verein im Jahre 1926 das Gelände der heutigen SchücoArena verpachtete. Zum Andenken an dieses Ereignis trägt Lohmann ein Trikot mit der Rückennummer 26. Die Bielefelder Rockband Randale veröffentlichte im Jahre 2014 die EP Lieder für Lohmann, die fünf Lieder mit Bezug auf Arminia Bielefeld und die Arminis enthält.

#### Billard
Die im Jahr 2003 gegründete Abteilung BVO Interpool des „Billard-Verband Ostwestfalen-Lippe“ wurde am 7. August 2007 in den DSC Arminia integriert. Mit insgesamt drei Mannschaften tritt die Abteilung in den Ligen des Billardverbandes Ostwestfalen-Lippe an. Die erste Spielstätte war das Billardcafé Interpool in der Feilenstraße. Als das Cafe im Jahre 2010 schloss, zog die Abteilung in das Billardcafé Break Even an der Heeper Straße um. Seit 2012 ist die Abteilung in den ehemaligen VIP-Räumen der SchücoArena zu Hause. Unterhalb der Westtribüne wurde ein Billardraum mit acht Tischen eingerichtet, welcher im November 2012 für den Spielbetrieb freigegeben wurde. Finanziert wurde die neue Spielstätte mit Unterstützung der Abteilung Supporters Club. Damit verfügt Arminia über das einzige deutsche Fußballstadion, in dem auch Billard gespielt wird. Die erste Mannschaft tritt in der Verbandsliga an. Abteilungsleiter ist Cengiz Cenikli.

#### Eiskunstlauf
Am 31. März 1979 schloss sich eine Gruppe des Bielefelder Roll- und Schlittschuhclubs dem DSC Arminia an. In den 1980er-Jahren errang die Abteilung zahlreiche nationale und internationale Titel. Höhepunkt war der Gewinn des Nationen-Cup 1988 in Budapest. Zu dieser Zeit lief die Vizeeuropameisterin Krisztina Czakó für die Arminia. Seit 1979 veranstaltet die Abteilung jedes Jahr das „Winterfest auf dem Eis“. Trainings- und Wettkampfstätte ist die Oetker-Eisbahn in Bielefeld-Brackwede. Abteilungsleiterin ist Sabine Esser.

#### Hockey

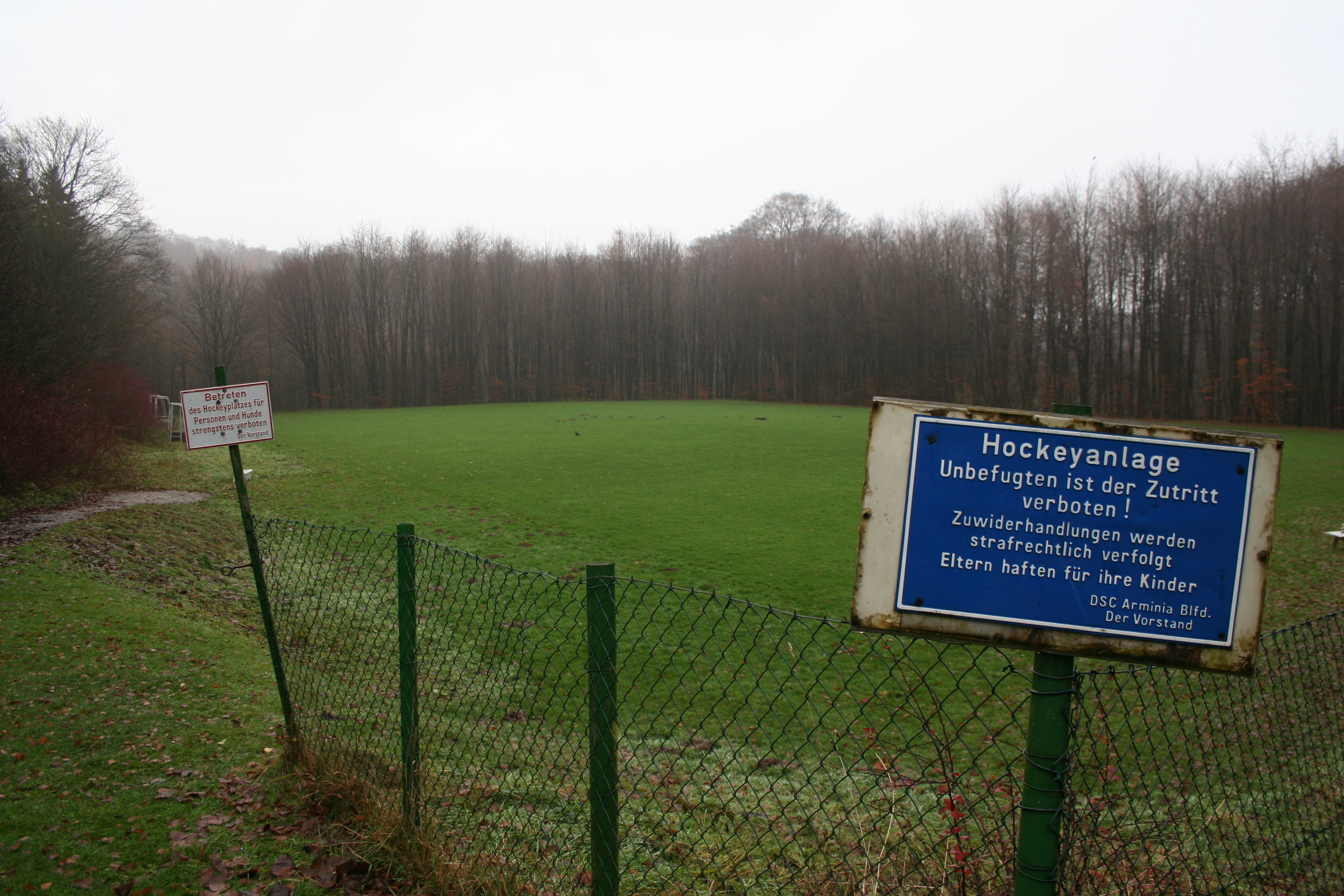
Das Hockeygelände des DSC Arminia am Heimat-Tierpark Olderdissen

Bereits 1925 versuchte der damalige Vereinsvorsitzende Mennerich eine Hockeyabteilung zu gründen. Da sich jedoch zu wenig Interessenten fanden, wurde nichts aus diesen Plänen. Erst 1946 kam es zur Gründung der Abteilung und die ersten Erfolge stellten sich schnell ein. Die Herrenmannschaft stieg bereits 1948 in die Oberliga auf. Zwischen 1979 und 1988 spielten die Herren ununterbrochen in der damals dritthöchsten Spielklasse, der Oberliga. Die Damenmannschaft gehörte in den späten 1980er-Jahren der Hallen-Oberliga an und pendelte auf dem Feld zwischen Ober- und Verbandsliga. Im Nachwuchsbereich konnten die Arminen zahlreiche Westfalenmeisterschaften gewinnen. Anfang der 1990er-Jahre setzte ein Niedergang ein, nachdem der Nachbar Bielefelder TG einen Kunstrasenplatz eröffnete und viele Spieler dorthin wechselten. Später bildeten Arminia und die BTG eine Spielgemeinschaft.
In ihren frühen Jahren hatte die Abteilung große Probleme, eine geeignete Spielstätte zu finden. Zeitweise mussten die Mannschaften ihre Heimspiele im benachbarten Gütersloh austragen, dann innerhalb der Queller Rennbahn, die allerdings auch von britischen Sportflugzeugen genutzt wurden. So kam es, dass Spiele wegen Starts und Landungen unterbrochen werden mussten. 1971 fand die Abteilung auf der Anlage neben dem Heimat-Tierpark Olderdissen eine Heimat. Im April 1972 wurde auf der Anlage ein Länderspiel der deutschen Damen-Nationalmannschaft gegen Argentinien ausgetragen, das mit einem 1:1-Unentschieden endete. Abteilungsleiter ist Alexander Doht.

#### Rollstuhlsport
Seit dem 2. Mai 2016 hat der Verein sein Betreuungsprogramm für Behinderte ausgeweitet und eine Abteilung für „Behinderten- bzw. Rollstuhlsport“ gegründet. Der Schwerpunkt der Abteilung liegt auf Fitness und Geschicklichkeitsübungen, sowie der Ballsportart „Wheelsoccer“ (Riesenball).

#### Schiedsrichter
19 Schiedsrichter sind für den DSC Arminia aktiv. Allerdings pfeifen alle Unparteiischen nur in regionalen und lokalen Ligen. Geleitet wird die Abteilung von Vlado Radmann.

#### Tischfußball
Im August 2020 trat der Verein Sportfreunde Kickerfeld der Arminia bei und begründete damit die Abteilung Tischfußball. Die Abteilung umfasst fast 100 Mitglieder (Stand 2024) und hat ihren Sitz in der alten Bogefabrik in der Meller Straße.

### Ehemalige Abteilungen

#### Boxen
In den 1930er-Jahren unterhielt der Verein kurzzeitig eine Boxabteilung. Über Erfolge und Gründe für die Auflösung ist jedoch nichts bekannt.

#### eSports
Im Januar 2019 wurde innerhalb der DSC Arminia Bielefeld GmbH & Co. KGaA ein eSports-Team etabliert, welches jedoch keine Vereinsabteilung war. Dieses war in der Sportsimulation FIFA aktiv und nahm in der Saison 2019/20 an der neu gegründeten Virtual Bundesliga teil. Die beiden Spieler hießen Sebastian Hallerbach (wh00t) und Timo Kraps (Krapsi). Trainiert wurden sie von Daniel Garcia (Ignite). Im Juli 2020 wurde der Spielbetrieb eingestellt, da sich der Verein auf sein Kerngeschäft Fußball konzentrieren wollte.

#### Handball
Die Handballabteilung wurde 1923 gegründet. Mitte der 1930er-Jahre hatten die Handballer ihre erfolgreichste Zeit. Die erste Mannschaft spielte in der Feldhandball-Gauliga regelmäßig vor mehreren tausend Zuschauern. Franz Dierkes gehörte zu dieser Zeit zu den Leistungsträgern und verpasste die Nominierung für den Olympiakader 1936 nur knapp. Nach dem Zweiten Weltkrieg wurden die Handballer der Arminia immer mehr von den Vereinen aus den umliegenden Bielefelder Stadtteilen überrundet und rutschten bis in die Kreisliga hinab. Im Mai 1987 wurde die Abteilung schließlich aufgelöst.

#### Leichtathletik
Mit dem Olympischen Sportclub Bielefeld gab es zwischen 1952 und 1956 einen dem DSC Arminia angeschlossenen Leichtathletikverein. Zu den bekanntesten Athleten gehörte Paul Schmidt, der insgesamt achtmal deutscher Meister im 800-Meter-Lauf war und bei den Olympischen Spielen 1960 in Rom Vierter wurde. Bei den deutschen Hallenmeisterschaften 1955 gewann die Bielefelder Staffel im 4-mal-450-Meter-Lauf in der Besetzung Kornfeld, Ganer, Schmidt und Wieling die Silbermedaille. Willi Meier sprang im Jahre 1926 den Junioreneuroparekord im Weitsprung und nahm 1928 an den Olympischen Spielen in Amsterdam teil.
Das kurze Fortbestehen von nur vier Jahren ist darin begründet, dass die Betreuung der Abteilung mit mehr als hundert Aktiven finanziell und logistisch zu aufwändig war. Auch war die Unterstützung durch Sponsoren nicht gegeben, so dass die finanzielle Grundlage lediglich auf Zuwendungen des damaligen Arminia-Präsidenten und Industriellen Kurt Wolff beruhte. Neben der einzig aktiven Zeit der Leichtathletik-Abteilung wurde bereits 1907 und später noch einmal 1964 versucht, eine solche ins Leben zu rufen. Dies misslang jedoch und seit 1973 besteht seitens des DSC Arminia kein Interesse an einer eigenen Leichtathletik-Abteilung mehr.